# イーザーローン
イーザーローン (ドイツ語: Iserlohn, ドイツ語発音: [iːzɐˈloːn]) は、ドイツ連邦共和国ノルトライン＝ヴェストファーレン州アルンスベルク行政管区のメルキッシャー郡に属す都市である。人口約92,000人のこの街は、同郡およびザウアーラント最大の都市である。ライン＝ルール大都市圏に属し、中級中心都市に格づけられている。イザーローン、イゼルローンなどとも表記される。
この街の名前は、中低ドイツ語の îse(r)n-lô(ch)、すなわち「鉄の森」に由来する。市域内で最初の定住跡は1000年以上前のもので、都市の建設は770年にまで遡る。18世紀から19世にかけてイーザーローンは金属工業によって経済的繁栄を謳歌し、数十年間にわたってミュンスターに次いでヴェストファーレンで2番目に大きな都市であった。現在は金属工業の他に、特に化学工業、製薬業やサービス業が盛んである。
イーザーローンは、アイスホッケークラブ「イーザーローン・ルースターズ」、鍾乳洞、民営ブルワリー・イーザーローンのビールで知られている。この街は大学の所在地であり、学生によって組織された国際経済カンファレンス「キャンパス・シンポジウム」のホスト都市である。市内に広大な森があることからイーザーローンは「ヴァルトシュタット」（森の街）のニックネームを有している。

## 地理

### 位置
イーザーローンは南ヴェストファーレンに位置しており、ルール地方の南東境界地域、ハーゲンの東側にあたる。市域はザウアーラントの一部で、シュタットヴァルト、ザイラーヴァルト、レトマーテのアウフ・デア・フンプフェルトに広大な森林が広がる。
市域の西側は、7.2 km にわたってレネ川が流れ、北部はルール川によってウナ郡と隔てられている。ルール川は約 7.5 km にわたって郡境をなしている。重要な川は、レネ川支流のグリューナー・バッハ川、市の北側でルール川に注ぐバールバッハ川がある。バールバッハ川は水源の小川を含めて全長 18 km あり、イーザーローンで最も長い川である。中核市区とその北の地域はニーダーザウアーラントに属すが、最大高度 546 m（ただしこれは市境の外側である）に達するイーザーローン高地が市の南側に接しており、一部はメルキッシャー・オーバーラントに属す。
本市の市域は、北部のイーザーローンの最低地点（海抜約 106 m）があるルール川の谷から南のザウアーラント＝ロタール山地自然公園に属す高地まで 18.5 km に広がっている。東西の最大幅は、10.7 km である。ケスベルン地区の南のイーザーローナー・ヘーエに位置するリュッセンベルクは、海抜 493.9 m である。街の中心部は海抜 250 m にある。この他の主な山としては、中核市区の南東にあるシュトルッケンベルク (451.4 m)、レッセル南部のヒルケンヘーエ (441.7ｍ）、中核市区の南（南西）に位置しダンツ塔が建つフレーデンベルク (390.5 m) がある。
イーザーローンの総面積は 12,549 ヘクタール (ha) である。住宅地、自由地および産業用地は 2,163 ha、交通用地 849 ha、公園・レジャー用地および墓地が 285 ha である。また、4,442 ha が農地、4,608 ha が森林である。また、水域は 109 ha である。市域を大まかに区分すると、北部 1/3 が農業用地、南部 1/3 が森林で、中間部分に一方の市境からもう一方まで幅広い住宅地の帯が伸びている形である。

### 市の構成

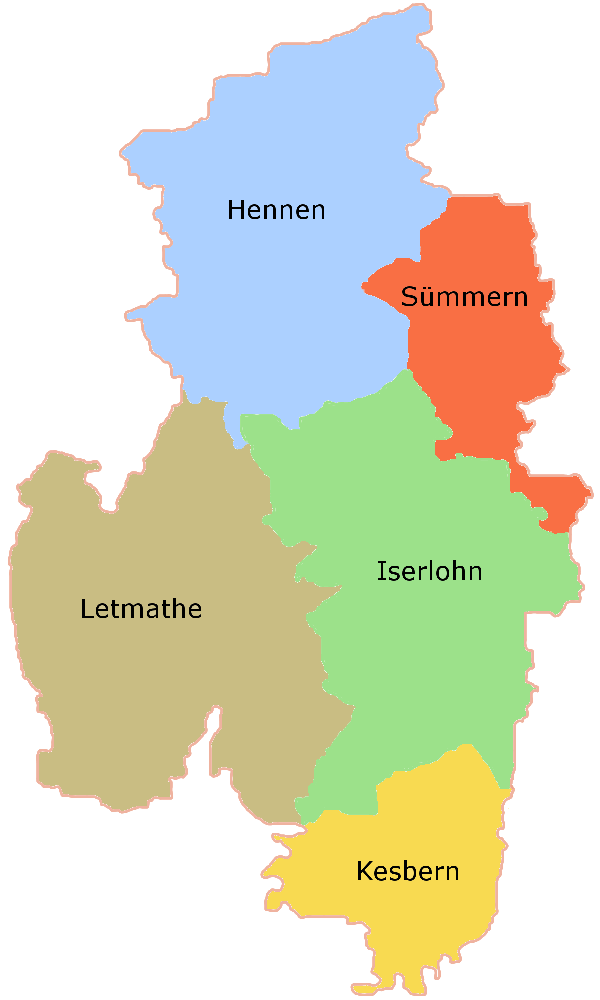
イーザーローンを構成する旧市町村区分図

イーザーローンには、公式な市区の区分がない。現在のイーザーローンは、1975年1月1日の市町村再編によって旧イーザーローン市とレトマーテおよびいくつかの小さな町村が合併して成立した。以下に示すとおり、現在の地区は、旧自治体に割り当てることができる。周辺地区を含む内市街、ヴェルミングゼン、ヌスベルク、ゲルリングゼン、ホムブルーフ、イーザーローナー・ハイデ、ドレーシェダー・フェルト、オーバーグリューネが旧イーザーローン市にあたる。北東のグリーゼンブラウクとロムブロックはジュンメルンに含まれる。北部にはライネン、ドリュップリングゼン、カルトホーフ、レッキングゼン、レフリングゼン、ライナーマルクを含むヘネンがある。西の旧レマテ市に含まれるのがドレシェーデ、エストリヒ、シュテュッベーケン、グリュルマンスハイデ、ゲナ、レッセル、ウンターグリューネ、ピリングゼン、ラスベック、ローデンである。市の南部全域は、アッテルン、ヴィックベルク、ダールゼン、ヘーゲンシャイトといった集落を含むケスベルンである。
イーザーローン市は、ヘネンとレトマーテに住民窓口を開設している。

### 隣接する市町村
イーザーローンに隣接する市町村は、西から時計回りに以下の通りである: 郡独立市のハーゲン、ウナ郡のシュヴェールテ、ホルツヴィッケデ、フレンデンベルク/ルール、メルキッシャー郡のメンデン、ヘーマー、アルテナ、ナハロート＝ヴィプリングヴェルデ。

### 地質学
地質学上、イーザーローン地域はライン右岸シーファー山地の一部である。地盤は主に、デボン紀中期から石炭紀後期（3億9千万年前から2億6千万年前）に形成された。この地域の造山活動は、バリスカン造山運動と関連したレムシャイト＝アルテナアー鞍部に刻み込まれている。その西南西から東北東に向かう尾根がイーザーローン南部を通っている。この地域はメルキッシェス・オーバーラントの高地地域に属しており、北に向かって急斜面で落ち込んで行く。ここには、約3億9千万年前のジベティアン / デボン紀中期に形成されたウンテーラー・ホンゼラー層が露出している。それはホンゼル（イーザーローン南東のリューデンシャイトの市区）、エムベルク、フレンデンベルク（イーザーローンの北に位置する）で見られる。内市街付近には、やはりデボン紀中期に形成された石灰や鉱石を多く含んだオーベーラー・ホンゼラー層がある。最も顕著なのが、その上に中世に都市が建設されたビルシュタインである。

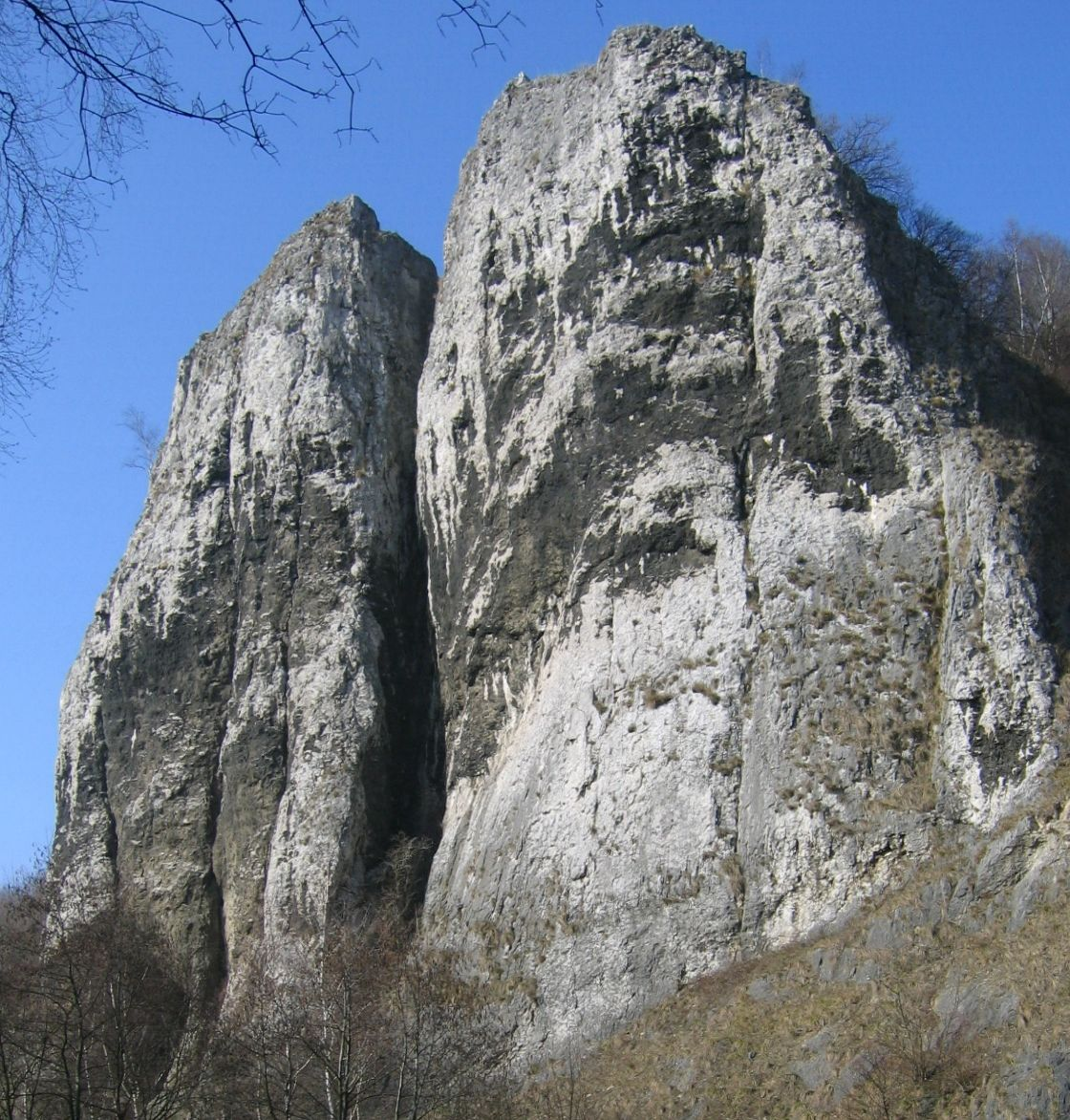
パーター・ウント・ノネ

北は、ハーゲンからバルヴェに至るデボン紀中期の石灰岩の帯につながっている。石灰岩の強度のカルスト化の結果、いくつかの大きな洞窟が形成された。イーザーローンに80以上ある洞窟のうち、「デヒェン洞窟」が最もよく知られた鍾乳洞である。これ以外の大きな洞窟としては、エムスト南斜面にある全長 850 m の「エムスト洞窟」、全長約 750 m の「クロイツ洞窟」（洞窟の真上にある「アイゼルネス・クロイツ」＝「鉄製の十字架」で知られている）、デヒェン洞窟の近くにあり 800 m まで調査がなされたクニッター洞窟がある。この洞窟には水没している部分があり、実際の全長は不明である。また、グリュルマンス洞窟も特筆すべきである。ここには高さ 30 m の岩「パーター・ウント・ノネ」（直訳: 神父と修道女）がそそりたっている。これらの洞窟の多くが石灰塩を産出している。
石灰産出帯の北には、砂岩礫およびクルム礫の岩層（フンプフェルト、ザイラー）が存在する。これは低地の草地地形で、粘岩を主体とする土壌のハイデにつながっている。ルール川の南は氷期の黄土堆積物や氷期の痕跡を特徴としている。痕跡とは、たとえば、ザーレ氷期にルール川を越えてハールシュトラングにまで達したエンドモレーンなどである。

### 気候
本市は温帯に位置している。気候は大西洋に支配されている。7月の平均気温は 16.7°C と最も温かく、1月が 1.4°C と最も寒い。年間平均気温は 8.9°C である。平均年間降水量は 973 mm である。6月の降水量が平均 105 mm で最も多い。
| イーザーローンの気候 | イーザーローンの気候 | イーザーローンの気候 | イーザーローンの気候 | イーザーローンの気候 | イーザーローンの気候 | イーザーローンの気候 | イーザーローンの気候 | イーザーローンの気候 | イーザーローンの気候 | イーザーローンの気候 | イーザーローンの気候 | イーザーローンの気候 | イーザーローンの気候 |
| 月                   | 1月                  | 2月                  | 3月                  | 4月                  | 5月                  | 6月                  | 7月                  | 8月                  | 9月                  | 10月                 | 11月                 | 12月                 | 年                   |
| -------------------- | -------------------- | -------------------- | -------------------- | -------------------- | -------------------- | -------------------- | -------------------- | -------------------- | -------------------- | -------------------- | -------------------- | -------------------- | -------------------- |
| 日平均気温 °C （°F） | 1.4 (34.5)           | 1.8 (35.2)           | 4.2 (39.6)           | 7.6 (45.7)           | 12.2 (54)            | 15.2 (59.4)          | 16.7 (62.1)          | 16.3 (61.3)          | 13.5 (56.3)          | 10.0 (50)            | 5.2 (41.4)           | 2.5 (36.5)           | 8.88 (48)            |
| 降水量 mm （inch）   | 82.3 (3.24)          | 59.8 (2.354)         | 79.3 (3.122)         | 75.8 (2.984)         | 77.3 (3.043)         | 105.4 (4.15)         | 94.8 (3.732)         | 80.1 (3.154)         | 74.4 (2.929)         | 67.9 (2.673)         | 82.8 (3.26)          | 93.0 (3.661)         | 972.9 (38.302)       |
| 出典：ドイツ気象庁   |                      |                      |                      |                      |                      |                      |                      |                      |                      |                      |                      |                      |                      |

## 歴史

### 最初の定住と都市の成立（13世紀まで）
市域におけるヒトの痕跡は、旧石器時代中期の約42,000年前からその後数千年のものである。エストリッヒャー・ブルクベルク、マルティンス洞窟、グリュールマンスハイデ、グリュールマンス洞窟からの出土品、特に道具や人骨は、流浪する集団が一時的に滞在していたことを示している。イーザーローンに数多くある洞窟は、数千年にわたってヒトや動物を庇護していた。新石器時代（紀元前 4500年から）以後、イーザーローン地域で永住的な居住がなされるようになった。上述の他、ドレシェーデ、ジュンメルン、ヘンネン、ホンゼル、シェルク、シュテュッベーケンからの出土品もこの時代のものと分類されている。農耕器具、硬砂岩製の斧や幅広の鏃がこうした出土品に含まれる。青銅器時代からは、珪岩製のナイフ、青銅製の武器やコップが作られるようになった。紀元後の古代（5世紀から7世紀）からは装飾具の出土品も現れる。
レーガータールの入植跡は、6世紀から内市街地域で永続的な定住がなされるようになったことを推測させる。市内で最も古い建物であるパンクラティウス教会は10世紀末に建設され、おそらく985年に献堂された。リースボルン修道院の1059年の文書に、おそらく現在のイーザーローン関する既述がある。1124年には、Yslo という名の集落が司祭の財産目録に記されている。疑問の余地がない最初のイーザーローンの文献記録は1150年のもので、Lon と表記されている。Lon という名前は、「森」を意味する中低ドイツ語 lô(ch)（古高ドイツ語では lôh）に由来する。その後すぐに îse(r)n =「鉄」との組み合わせが現れる。これはかつてこの地域で鉄が産出していたことを示している。この街の名は「鉄の森」とも翻訳される。（Lô(ch) は北に位置する廃村オルトローン (Ortlohn) の名前の構成要素でもあるが、これはノルトローン（Nort＝「北」）に由来する。）
イーザーローン地域は、ミレニアムの替わり目頃に、ザウアーラントに多くのレーエンを所有していたケルン大司教の影響力下に入り、民衆がキリスト教化された。世俗領主は主にヴェルル伯であったが、11世紀にベルク公によって奪われた。ベルク公はその後すぐにライン川に至るザウアーラント西部地域の広い範囲を支配した。1160年/1161年にアルテナ伯領がベルク公領から分離され、13世紀初めにマルク伯領とリンブルク伯領に分割された。これ以後 Lon 集落はマルク伯領に属した。1180年からはケルン大司教領もこの地域の領主となり、北東に位置するメンデンに至るまでのヴェストファーレン公領を所有した。
これによりイーザーローンはマルク伯領の中で、レトマーテ近郊のリンブルク伯領との境界やメンデン近郊のケルン選帝侯領との境界近くに位置することとなった。ヴェストファーレン公がメンデンを要塞化したため、マルク伯もこの方面の国境防衛施設を強化するよう努めた。これはによってアルンスベルク伯やリンブルク伯に対して優位に立つことにもなった。ヴェストファーレン公はこれに対抗したのだが、都市を要塞化する権利を持たなかったマルク伯は、旧イーザーローン集落の高台にある樹木の生えていない石灰岩の岩山ビルシュタインに要塞を建設し、土塁と堀で囲むよう試みた。最初の市壁は、13世紀に木柵と土塁で築かれた。
1214年からイーザーローンは同名の首席司祭区の所在地となった。都市権はおそらく、アドルフ1世治世下の1237年に与えられ、1240年頃には貨幣鋳造権も有した。エンゲルベルト1世による都市権の確認は1278年になされた。

### 工業都市への成長（13世紀から19世紀）

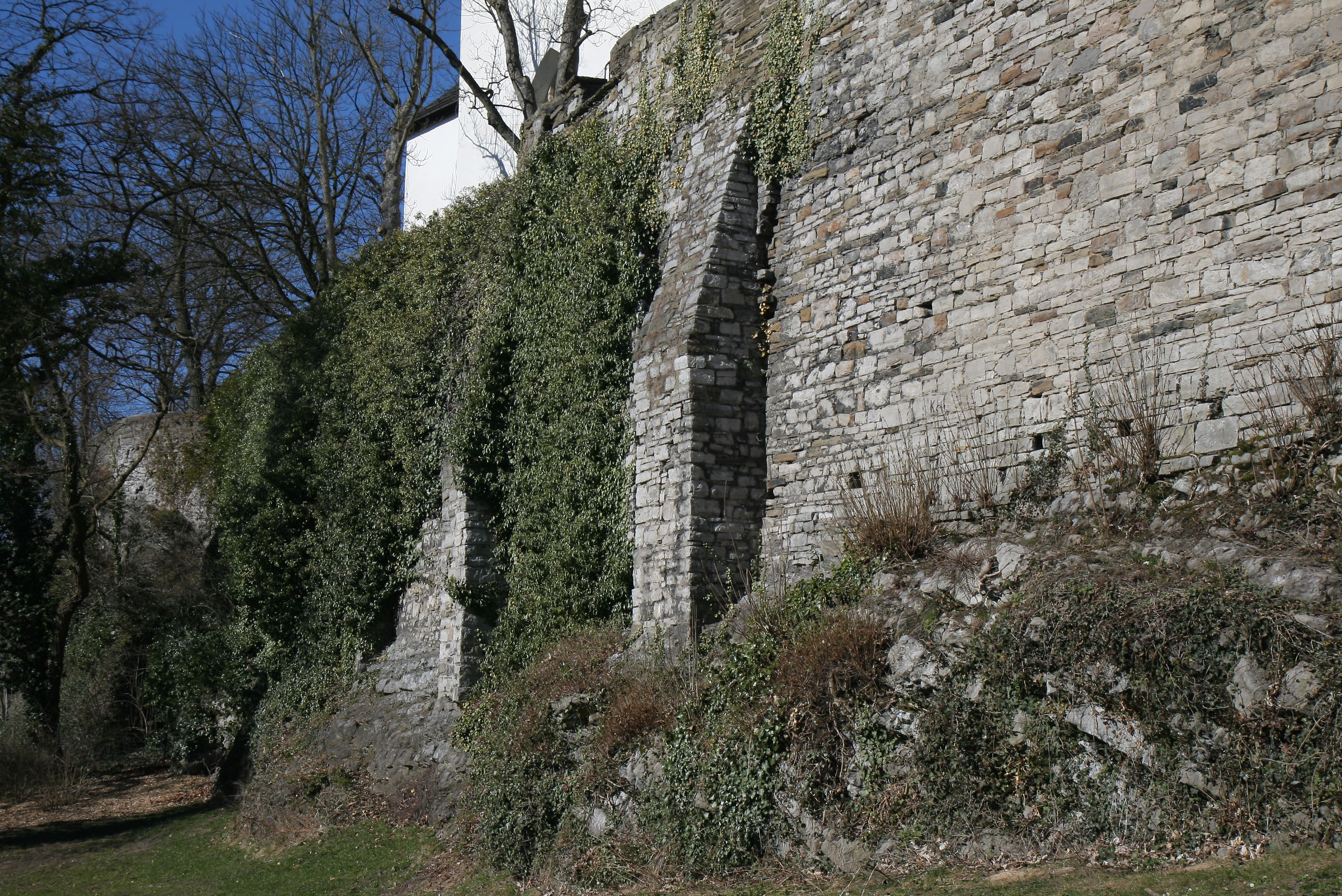
マリエン教会の麓、アム・ビルシュタインに遺る市壁跡

13世紀の木柵/土塁で囲まれていたのは、現在の内市街のわずかな部分だけであった。1300年頃に北門を含む土塁の北側と東側が取り壊され、北と東へ拡張されて、一部は二重の石壁に改築された。これにより防衛される都市の面積は4倍となった。壁の跡は現在もマリエン教会付近で見ることができる。ミューレントーア（直訳: 水車門）やキルヒトーア（直訳: 教会門）の他に、ヴェスタートーア（直訳: 西門）、ウナアー・トーア（直訳: ウナ門）、ヴェルミングザー・トーア（直訳: ヴェルミングゼン門）が設けられた。マリエン教会（オーベルステ・シュタットキルヒェ＝最高位の市教会）の近くに領主の城塞や市民の家屋が建設された。街の北部にはユダヤ人街があった。
伯は13世紀からこの街を行政管理に適合するよう改造していった。1309年の文書に独自の弁護士と市長を持つ防衛力のある都市と記述されており、1326年に初めて市議会について記録されている。イーザーローンは、首都で宮廷所在地のハムおよびカーメン、リューネン、ウナ、シュヴェールテに並ぶマルク伯領の主要6都市の1つとなった。マルク伯は1609年まで領主であり続けた。マルク伯領は1392年からクレーフェ伯領と同君連合を結んだ。1447年にクレーフェ伯は公（クレーフェ＝マルク公）に昇格し、この街は1521年からマルク伯も参加したユーリヒ＝クレーフェ＝ベルク連合公国に属した。
ユーリヒ＝クレーフェ継承戦争（1609年 - 1614年）以後マルク伯領はブランデンブルク選帝侯領に移され、これ以後はブランデンブルク＝プロイセン、後のプロイセン王国（1701年以後）に属した。
イーザーローンは、元々約 10 ヘクタール程度の土地で、中世には小都市に位置づけられていた。この街はまず要塞的性格と比較的脆弱な交通環境によって特徴付けられる。パンクラティウス教会周辺のアルト＝イーザーローンと、マリエン教会（現在のオーベルステ・シュタットキルヒェ）近くの防衛都市および城塞とは、19世紀初めまで分離された別の街であった。
イーザーローンの発展は、工業の発展と緊密に関係している。中世後期の金属加工業の黎明期には周囲を囲む山の斜面から産出した鉄鉱石が薪の上で、後には炉の中で熔解されていた。薪は周囲の森から供給された。14世紀に初めて水力で駆動する鍛造所がグリューナー・タールやバールバッハに建造された。高品質のオーゼムント鉄が生産された。内市街付近では15世紀から19世紀まで亜鉛を含む菱亜鉛鉱が採掘されていた。
中世から近世に災厄に見舞われた多くの都市と同じように、イーザーローンでも多くの都市火災が起こった。街はそのたびにゆっくりと復興した。少なくとも9回の大火が伝えられている。1448年、1510年、1530年、1616年、1635年、1665年、1677年、1685年、1712年である。大火の原因は、木組みの家屋が密集していたことの他に、火を使って作業する金属加工業にも起因した。この産業は徐々に郊外に移転し、内市街には増加した商人、職人、小さな企業が定住するようになった。
18世紀になるとイーザーローンはプロイセンで最も重要な工業都市の1つとなった。1690年に初めて針が生産され、時代とともに針および針金製造が最も重要な工業分野となっていった。ブロンズや黄銅の製品もこの街の重要な商品に数えられる。イーザーローンのシガレットケースは特産品の1つであった。大きな金属加工業者は市の周縁部で増えていった。一歩王、内市街には多くの商人が住んだ。イーザーローンの商人は、ヨーロッパ全土の、さらにはヨーロッパ以外の都市と交易を行った。
1800年頃にイーザーローン地域は、針金、針、黄銅、ブロンズ、絹織物といった産業が盛んで、南に隣接するアルテナやリューデンシャイト周辺地域とともに世界最大級の工業地域を形成していた。19世紀遅くまでイーザーローンはヴェストファーレン最大の工業都市であり、プロイセンで最も裕福な商業都市の1つであった。中世には、武具生産が大きな重要性を持っていた。たとえば、イーザーローンで作られた鎖帷子がロンドン塔に存在する。イーザーローンの針は世界的な輸出品であった。
経済は、プロイセンが関わった多くの戦争によって、一時的な輸出減少というネガティブな影響を被った。19世紀初めのフランスによる占領や、これに起因する大陸封鎖も経済発展や都市の発展を阻害した。1808年から1813年までイーザーローンはベルク大公国のルール県に属した。その後再びプロイセン領となり、ヴェストファーレン州アルンスベルク県に属した。イーザーローンは1817年に当時のイーザーローン郡の郡庁所在地となった。この街は再び約20年間の隆盛期を経験した。
経済発展は社会問題を引き起こした。早くから工業化された街であるイーザーローンは、古くから労働運動の街でもあった。1840年に金属加工業者がこの街で最初期のストライキを行った。1848年/1849年の革命失敗後に住民の抵抗が増大し、1849年5月、武装した防衛軍の協力を得て蜂起に参加した人を捕縛しようとした。プロイセン政府のこの計画は住民の怒りに火をつけ、武器庫の占拠からイーザーローンの反乱が起こった。

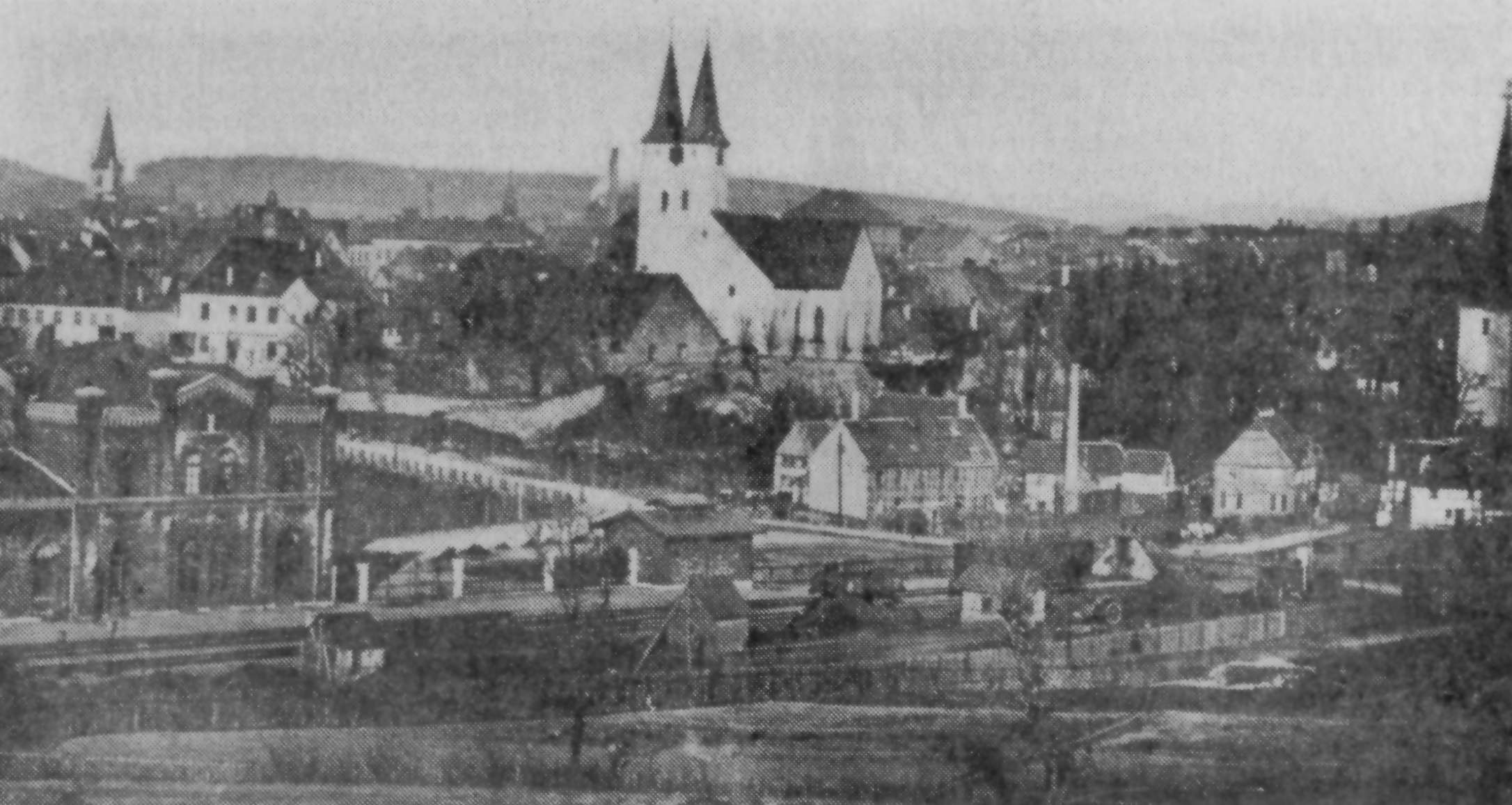
1867年のイーザーローン

19世紀半ばから金属産業は様々な理由により衰退していった。イーザーローンの金属業者は水力に強く依存したが、業者の数が多かったため市内の小川沿いにはもはや発展の余地がなかった。このためいくつかの業者はレネ川やルール川沿いに移転していった。さらにルール地方では良質の鉄鋼や良質の製品を生産するための近代的な方法を採用することができた。また、鉄道の幹線（たとえばルール＝ジーク鉄道）はイーザーローンを直接経由せず、2本の支線が建設されただけであった。1860年、ハーゲン - ジーゲン線にレトマーテ駅が開業した。レトマーテ - フレンデンベルク線およびアルダイ鉄道（イーザーローン - ドルトムント）は1864年および1910年にそれぞれ開通した。
こうした経済的な問題にもかかわらず、イーザーローンには金属工業の中規模企業が数多く残っていた。現在も内市街のいくつかの通りは採鉱やその加工業にちなんだ命名がなされている。たとえば、ガルマイ通り（Galmei = 亜鉛鉱）、ベルクヴェルク通り（Bergwerk = 鉱山）、シュタールシュミーデ（Stahl = 鉄鋼、Schmiede = 鍛冶屋）などである。

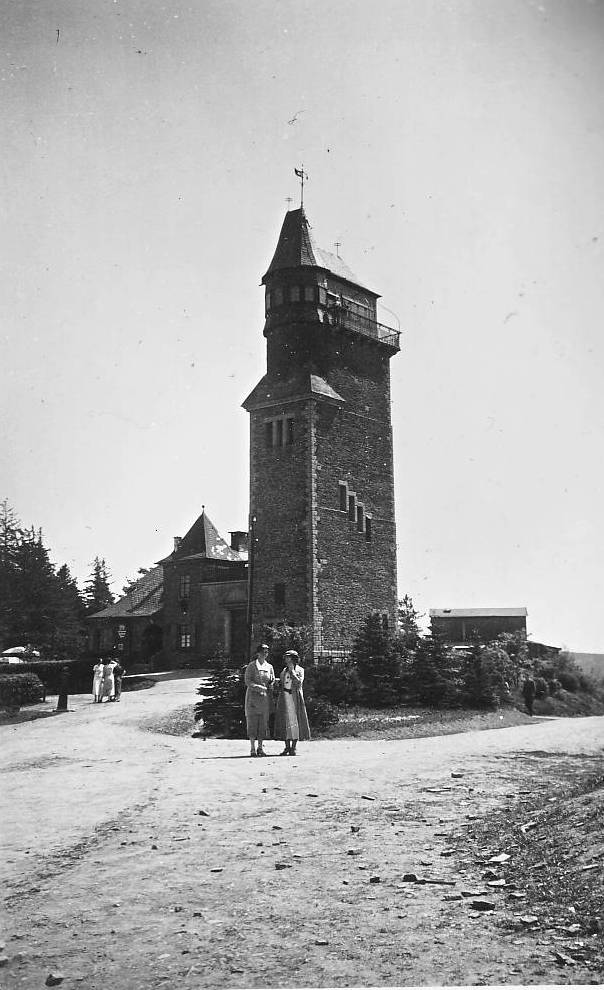
1932年に撮影されたダンツ塔

1830年代に腕木通信網ベルリン - コブレンツ線が設けられた。これはザウアーラントを経由しており、1833年にイーザーローンのフレンデンベルク（山）に中継所が設けられた。しかし新しい電信の登場により、約20年後には再び稼働停止となった。1909年に中継所の場所にダンツ塔が建設された。この建物は現在、街の象徴的建造物となっている。ここには現在、腕木通信の復元品が設置されている。
イーザーローンからレトマーテへの鉄道改良工事により、1868年にデヒェン洞窟が発見された。この鍾乳洞は現在でも最も重要な見所の1つとなっている。

### 20世紀から21世紀
工業化の結果起こった人口増加は、急速に拡大した建て込んだ市街地では頭打ちになった。市の周縁部に住宅地が造成された。たとえば、ベムベルクやレーガーといった地域が公的資金の助成を受けて整備された。1930年代にはヴェルミングゼンや市の西部の拡大が起こった。こうした発展により、この街は1907年にイーザーロー郡から離れ、郡独立市の権限を得た。ただしこれ以後も1974年までは同郡の郡庁所在地であり続けた。
1930年代になるとイーザーローンでも NSDAP が力を持つようになった。NSDAPは、1929年の市議会選挙では 2.4 % の得票率であったが、1933年3月5日の国会議員選挙では 40.4 %、1933年3月の市議会選挙では 42.5 % の票を獲得した。1933年4月27日に上級市長のリヒャルト・ゲルテンバッハは理由なく「休暇を与えられ」、その業務は県の上級職員ヴァルター・リーデルが一時的に委任され引き継いだ。NSDAPの影響力を振るった地方政治家がヴィリー・ケルカーであった。
1933年1月16日に国家社会主義指導者ハンス・ベルンザウが駅前で暗殺された事件後、共産主義者に対する抑圧運動が起こった。容疑をかけられたあるイーザーローン住民が1933年9月に殺害された。1938年のユダヤ系住民に対する排斥運動でメンデナー通りのシナゴーグや数多くのユダヤ人の商店が破壊された（水晶の夜）。
1934年から3つの兵舎建設を含む国防軍の軍備拡張が始まった。イーザーローンは軍事都市となった。
第二次世界大戦中この街は、大部分が破壊を免れた。1945年4月に残留していたドイツ国防軍がルール・ポケットからイーザーローンに退却してきた。4月13日にアメリカ軍による砲撃が開始され、ほぼ3日間続いたが、わずかな被害を受けただけであった。この時の証拠の1つが2000人が避難することができる旧市街の防空壕である。国防軍司令官アルベルト・エルンストは望みがないことを悟り、アメリカ軍および関係者からの最後通告に対して降伏することを決めた。1945年4月16日の日中に降伏は完了した。
早くも1950年代にこの街は急速に復興した。イーザーローナー・ハイデは1956年にエストリヒに合併し、ここに工業地域が創設された。ゲルリングゼン、ヌスベルク、ブラントコプフに新しい住宅地が建設、あるいは拡張された。

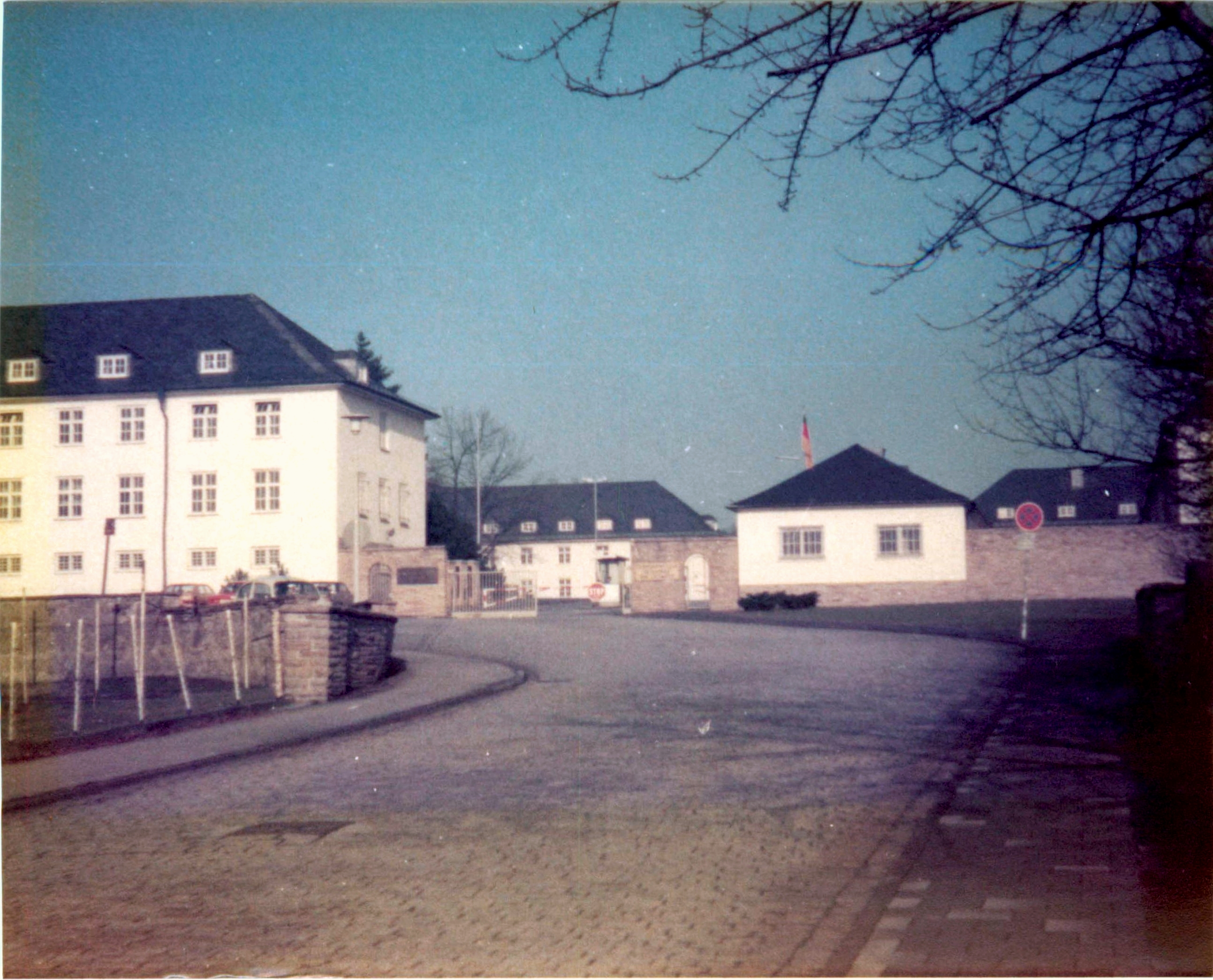
ベルンハルト＝ヒュルスマン兵舎、空軍軍事専門学校の正門（1977年）

イギリス陸軍ライン軍団の2つの兵舎がドイツ連邦共和国に返還された後、イーザーローンは1969年に連邦軍の駐屯地となった。ヴィンケルマン兵舎には第271、273、274降下猟兵大隊が、ベルンハルト＝ヒュルスマン兵舎には空軍軍事専門学校が配置された。アルゴネ兵舎（旧国防軍兵舎）には、さらにイギリスの軍事病院があった。1990年以後軍は縮小され、イーザーローンのすべての兵舎が閉鎖された。軍事病院の建物と施設は現在、ビジネスおよび情報技術学校やアム・ザイラーゼー寄宿学校として利用されている。コルナ兵舎には産業センターが、ベルンハルト=ヒュルスマン兵舎にはジェロントテクニーク・センターが、ヴィンケルマン兵舎には「ヴォーンパーク・ブーヒェンヴェルトヘン」が設けられている。
ノルトライン＝ヴェストファーレン州の市町村再編（ザウアーラント/パーダーボルン法）に伴い、イーザーローンは1975年に郡独立市の地位を失い、メルキッシャー郡に属す大規模郡都市となった。本市には、郡の機関（たとえば、道路交通局や健康保健局）の支所があり、また、メルキッシャー郡を管轄する郡警察機関の本部がある。
内市街全域は、1967年から1980年代に再開発され、改造がなされた。歩行者専用区域や市の中心部に近いバイパス道路の建設の他、1974年、印象的な建造物としてシラー広場に新しい市庁舎が建設された。中核市区以外に遺されていた中世風の構造は取り壊され、大部分が交通用地に転用された。2000年代初めから、「醜い建物」の長いリストからいくつかの建物を救済しようと改修が行われるようになった。歩行者専用区域が新たに設けられた。戦前に鉄道路線のさらになる増加を逃していたため、メンデンへの路線が廃止されたことでイーザーローンは行き止まりの駅となった。樹木の豊富なアレクサンダーヘーエは、コンクリートの建物に場所を譲らなければならなかった。ユーゲント・シュティールの浴場としてドイツに残るわずかな作例は、一部が取り壊された後、老人ホームとなった。
ドイツ山歩きの日 2001 の開催や、2005年から毎年開催されるキャンパス・シンポジウムによって、イーザーローンは全国的な注目を集めた。

### 市町村合併
19世紀末からイーザーローンの市域は徐々に拡張してきた。1883年1月17日および1890年12月1日にレッセルの一部が合併した。カレとエストリヒの一部は、1929年8月1日に合併した。エストリヒの別の一部クーロとドレシェダー・フェルト西部は1941年4月1日に合併した。1956年10月1日にイーザーローンの一部となったイーザーローナー・ハイデ、ゲルリングゼン、ホムブルフもエストリヒに属していた。1971年4月1日に、ホムブルーフの北/レフリングゼンの東にあたる森林地域および「フォルム・ホイ」の耕作地（ともにレトマーテから）を合併し、市域が拡張された。
1975年1月1日の市町村再編により、ヘネン、レトマーテ、ヘーマーの一部（グリーゼンブラウクとビルフェリングゼン）、ケスベルン、ジュンメルン（メンデンに合併したオストジュンメルンを除く）が新たなイーザーローンに合併した。

## 住民

イーザーローンの人口推移

### 人口推移
工業化の始まりとともにイーザーローンの人口増加が加速した。1820年にはこの街に5000人ほどが住んでいたが、1900年には早くも27,000人に達した。レトマーテ（1974年の人口 28,718人）やその他の町村との合併により、1974年には56,000人だった人口は1975年1月1日に97,000人にまで増加した。
1996年の人口調査実施日である12月31日の人口は99,802人で最高値を記録した。ノルトライン＝ヴェストファーレン州情報・技術美局の研究結果に基づく2008年12月31日のイーザーローンの「公式な人口」は95,598人であった（イーザーローンを主たる居住地とする人口）。イーザーローンは、「大都市」に分類されないドイツ最大の街である。

### 宗教

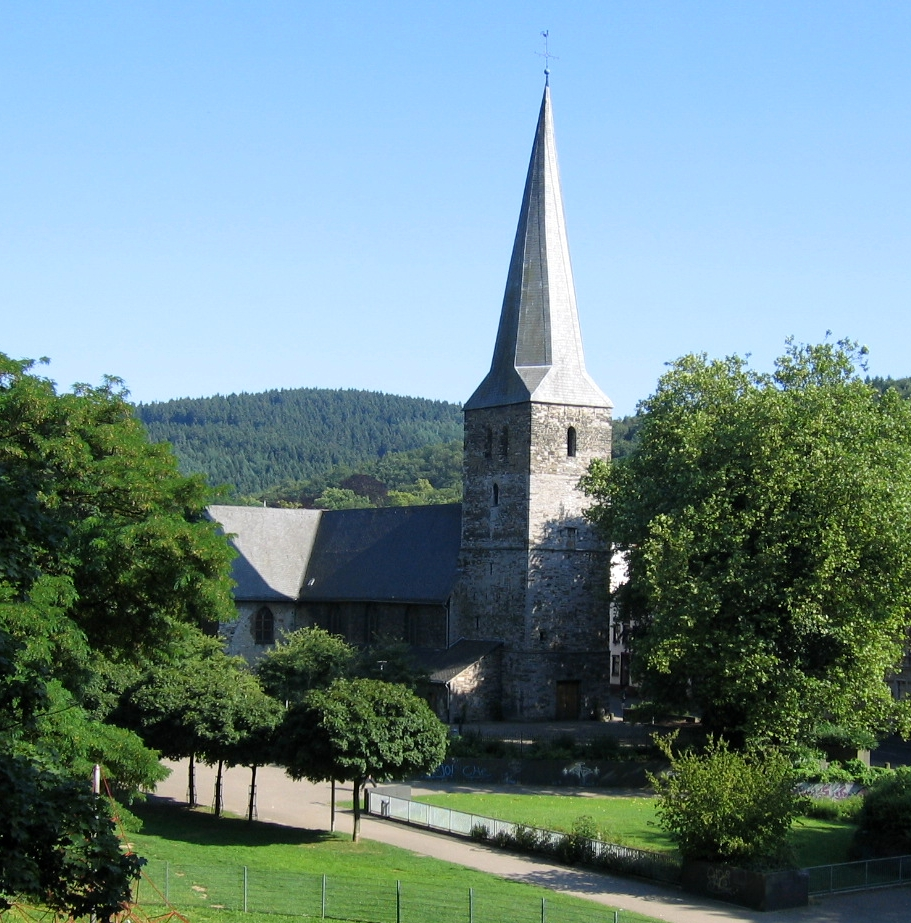
イーザーローンの聖パンクラティウス教会（農民教会）

イーザーローンは、ヴェストファーレン福音主義教会イーザーローン教会クライスの本部所在地である。イーザーローンの福音主義教会組織は1931年以降統合されている。カトリックの司祭区は、メルキッシェス・ザウアーラント首席司祭区に属している。

#### 宗教分布
2018年12月31日現在イーザーローンには、29,529人　(31.2 %) の福音主義信者と28,031人 (29.6 %) のカトリック信者がいる。40.2 % はその他の宗教または無宗教である。2005年時点では、福音主義 37,479人に対してカトリック 34,194人、その他または無宗教が 29,574人であった。

#### 歴史的経緯
聖パンクラティウスを守護聖人とするイーザーローンの古い教区教会（「農民教会」）は、元はメンデンの娘教会であった。イーザーローンの司祭は、13世紀から14世紀にはしばしばこの教会が属していたアッテンドルン首席司祭区の首席司祭となった。司祭の任命権はケルンのアンドレアス修道院が有していた。イーザーローン教区には、エストリヒとアルテナの2つの支教会が属していた。市壁内に1130年頃にオーベレステ・シュタットキルヒェ（直訳: 最高市教会）が建設された。この教会は当初は聖コスマスと聖ダミアンに、後には聖母マリアに献堂された。16世紀に教区として完全な権利が与えられ、これにより本市の主教会となった。
イーザーローンの宗教改革は1524年になされた。コンラート・ファルンハーゲンがルター派の教義を広め、イーザーローン住民（当時の市域）の多くがルター派信者となった。1745年、プロイセンの命令により、イーザーローンにカトリック教会が（再び）創設された。カトリックの礼拝は当初私邸で行われていたが、1755年から小さな教会を有することができた。18世紀後半になると、針工場で働くために多くのカトリック信者がこの街に移住してきた。教会は手狭になり、1825年に取り壊された。1831年から1873年にレームクーレに教会があったが、鉱山事故により閉鎖された。イーザーローン内市街に現存する最も古いカトリック教会は、1894年に建造されたアロイジウス教会である。この建設当時には福音主義がまだ優勢であったが、第二次世界大戦後のカトリック難民の流入により宗派間の比率はほぼ同率になった。この二大教会の宗教行事は、福音主義が14教会、カトリックが13教会で行われている。
新使徒教会 (NAK) は、1886年からイーザーローンに強力な教団を有している。その創始者は後の「アポステル」ボルネマンである。現在のエルテステンベツィルク・イーザーローン教区となったこの教団から近隣の多くの教団が形成され、ヘッセンにまで及んだ。現在、イーザーローン市内には3つの教団がある。
20世紀後半に、様々な国から様々な宗教背景を持つ出稼ぎ労働者がイーザーローンに定住した。現在、イタリア正教、ポルトガル正教、ギリシア正教のほかに、大きなムスリム教団がある。この教団は1990年代に初めてモスクを建設した。現在市内には6か所にモスクやイスラムの礼拝所がある。これには Ditib（宗教活動のためのトルコ＝イスラム連合）の2か所のモスクやアフマディーヤ・モスクが含まれる。
セブンスデー・アドベンチスト教会、エホバの証人、キリスト・アデルフィアン派も活動している。また、イーザーローンにはシク教の寺院もある。

## 行政

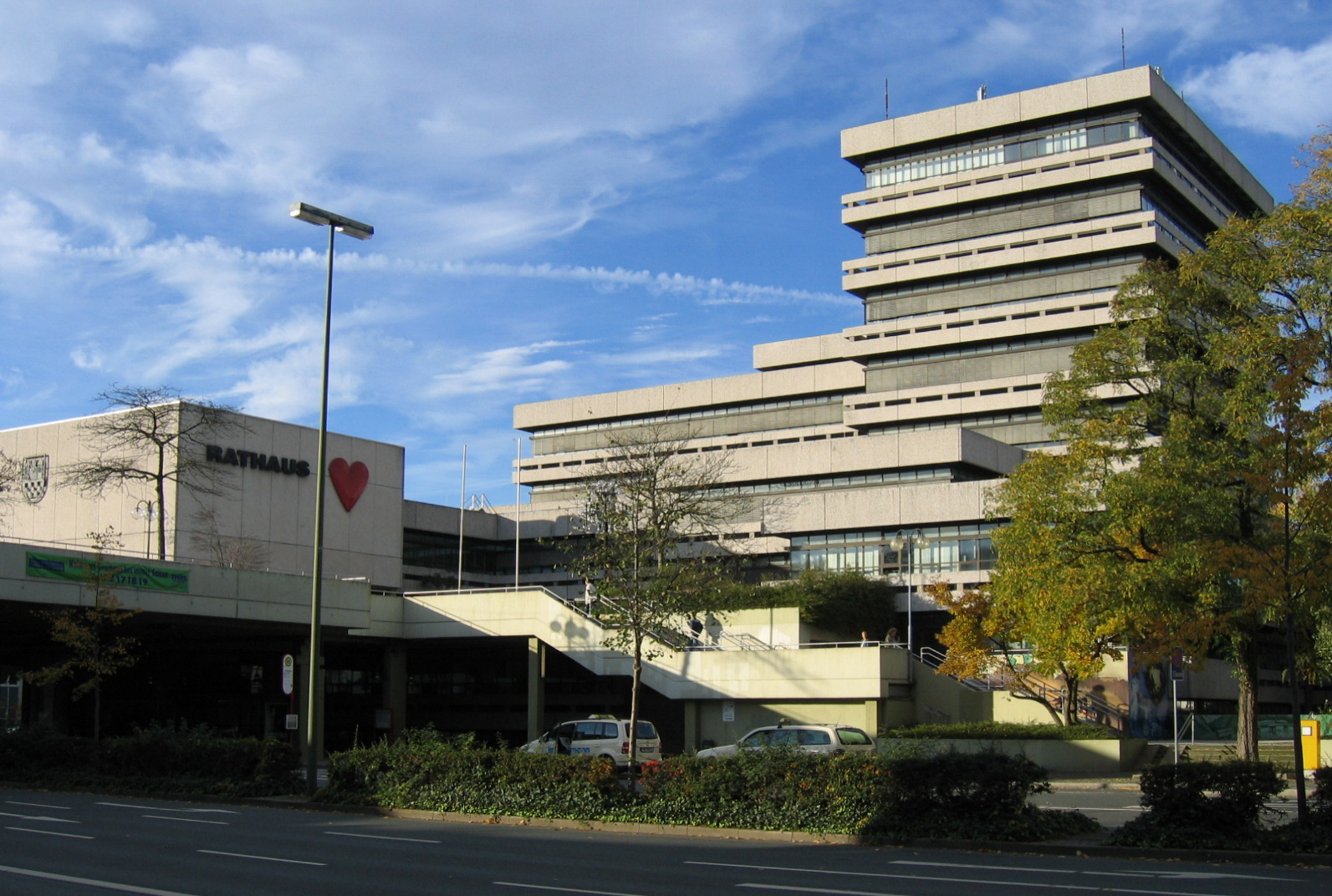
イーザーローン市庁舎

### 市議会
イーザーローン市議会は、50議席からなる。

### 首長
2009年10月21日から2019年9月30日までペーター・パウル・アーレンス (SPD) がこの街の市長を務めた。彼は、2009年8月30日に 35.8 % の支持票を獲得して当選した。2015年の選挙では9月27日の決選投票において得票率 51.24 % で、さらに5年の任期を得た。彼は、2019年9月30日に引退することを表明した。2020年11月1日からミヒャエル・ジョイテが市長を務めている。

### 紋章
図柄: 金地に、2本の青い屋根を戴いた赤い塔と3層の赤-銀の市松模様の横帯を持つ壁が描かれている。塔の間に赤いマント着て右手に剣を持った聖パンクラティウスが現れている。
解説: イーザーローンの市の紋章の起源は、オーベルステ市教会の内陣席に描かれている。上部には聖パンクラティウスが描かれ、塔が古い都市防衛施設を象徴している。塔の下に配置された市松模様の帯は、かつてのマルク伯領を表すと同時に、塔をつなぐことで防衛を表現してもいる。この紋章は1913年に認可され、1975年の地域再編後も旧イーザーローン市から新生イーザーローン市に引き継がれた。ヘネン、ケスベルン、レトマーテ、ジュンメルンといった市区はイーザーローンに合併して以後、個別の紋章を用いていない。

### 姉妹都市
イーザーローン市は、以下の都市と姉妹都市関係にある
- アルメロ（オランダ、オーファーアイセル州）1954年
- ビール/ビエンヌ（スイス、ベルン州）1959年
- ハル・イン・チロル（オーストリア、チロル州）1967年
- オシェル（フランス語版、英語版）（フランス、パ＝ド＝カレー県）1966年
  - レトマーテとの姉妹都市を1975年の合併によって引き継いだ
- ラヴァンティ（フランス語版、英語版）（フランス、パ＝ド＝カレー県）1967年
  - ジュンメルンとの姉妹都市を1975年の合併によって引き継いだ
- ニーレジハーザ（ハンガリー、サボルチ・サトマール・ベレグ県）1989年
- ノヴォチェルカッスク（ロシア、ロストフ州）1990年
- ホジュフ（ポーランド、シロンスク県）2004年
- グラウヒャウ（ドイツ語版、英語版）（ドイツ、ザクセン州）1991年

姉妹都市委員会は、イーザーローンと姉妹都市との間の活発な交流に尽力している。たとえば、オシェルとの交換留学、ノヴォチェルカッスクでのスポーツ競技会、2007年末にイーザーローンで行われた姉妹都市カンファレンスなどである。姉妹都市からの客がこのヴァルトシュタット（森の街 = イーザーローンの愛称）を訪れる際には多くのホストファミリーが宿を提供し、手助けをする。経済面では、イーザーローン施設局はグラウヒャウ施設局に投資を行い、その共同出資者となっている。

## 文化と見所

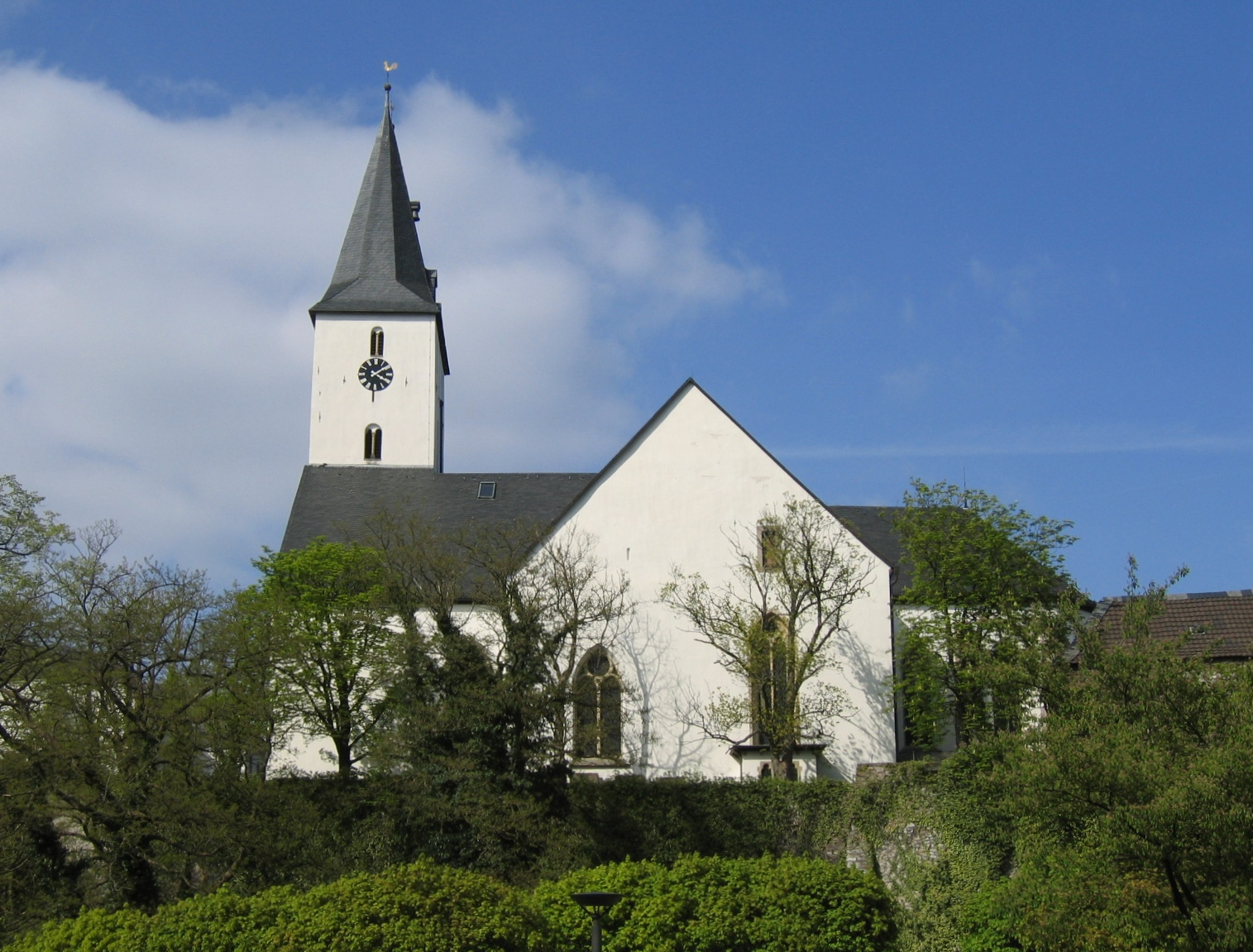
イーザーローンのオーベルステ市教会（マリア教会）

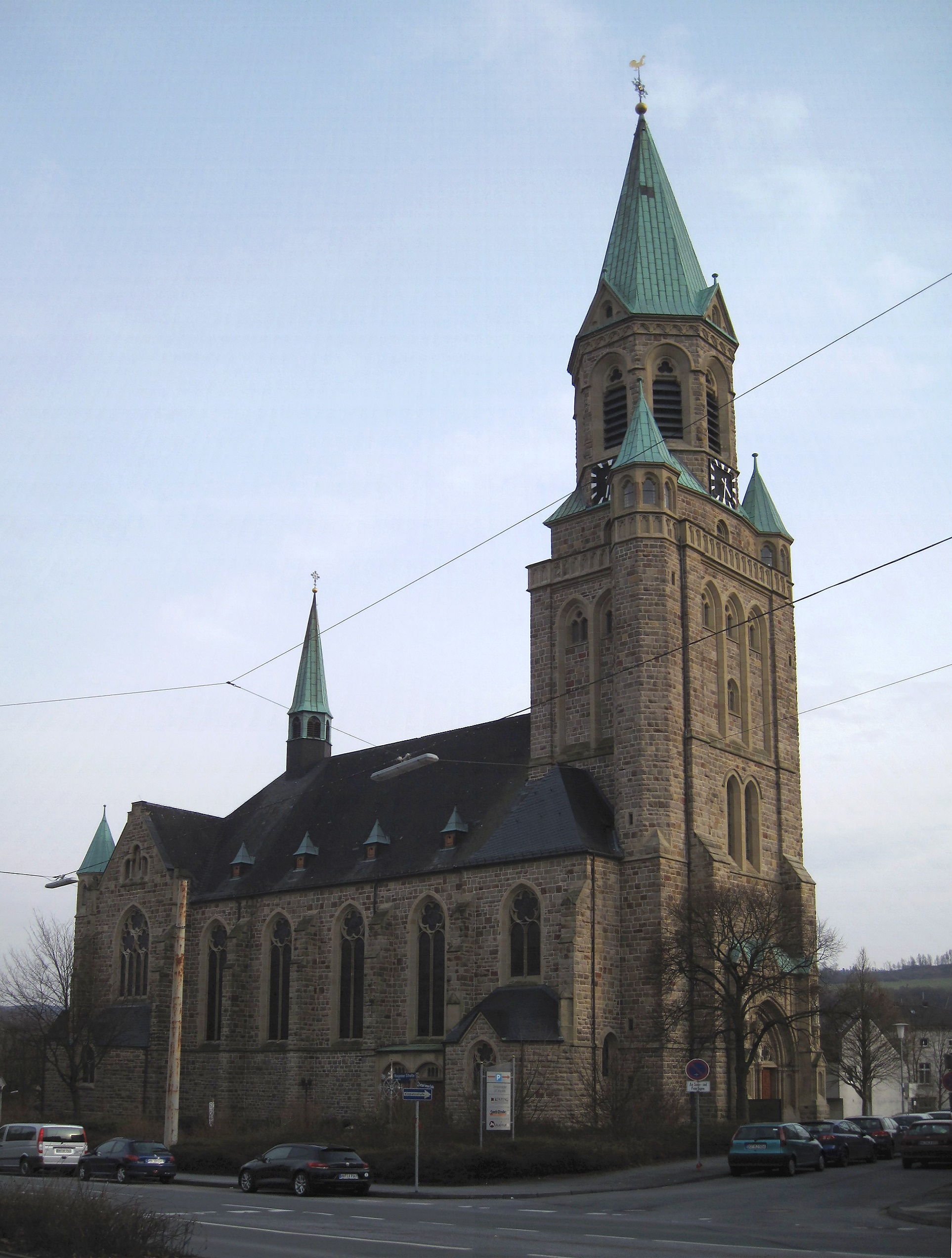
レトマーテの聖キリアン教会

### 教会
この街の最も古い教会であり、現存する最も古い建物が、「バウエルンキルヒェ」（直訳: 農民教会）と呼ばれる福音主義の聖パンクラティウス教会である。この教会は元々、1000年頃に建設された十字型、ロマネスク様式の列柱バシリカ教会であった。内陣と窓は後期ゴシック様式である。この農民教会はかつて、洗礼教会として利用されていた。
農民教会の近くのビルシュタインの岩山の上に「マリエンキルヒェ」（マリアの教会）とも呼ばれるオーベルステ・シュタットキルヒェ（直訳: 一番上の市教会）がある。この教会は13/14世紀に建てられた二廊式ゴシック様式のハレンキルヘである。特筆すべき芸術作品は、1400年頃に創られた彫刻祭壇である。この祭壇は、18体の使徒・聖人像や、聖母マリアの生涯を描いた1450年頃の祭壇画を有している。オーベルステ・シュタットキルヒェはイーザーローン最大の福音主義教会であり、この街の象徴的建造物となっている。
市の中心部にあるもう一つの福音主義教会が改革教会である。「改革」教会という名称は、1931年にイーザーローンの福音主義教会の「ユニオン」が形成されてルター派と改革派が区別されなくなる以前の時代を想起させる。イーザーローン改革教会の建設は1710年に始まった。1712年の都市火災で未完成だったこの教会が焼失した後、1718年に完成した。内市街の歩行者専用地区の中にあるこの教会は、現在「市内の教会」として、特に信仰回復や短い祈りの場として利用されている。
市の中心部にはさらにカトリックの教区教会聖アロイジウス教会もある。この三廊式ネオロマネスク様式の教会は、1891年に礎石が置かれ、1894年に完成した。1895年に製作されたネオゴシック様式の祭壇は、1985年以前はヘーマーの聖ペーターおよびパウル教区教会に祀られていた。聖アロイジウス教会はメルキッシャー郡で2番目に大きな教会である。
周辺市区の特筆すべき教会建築が、1200年頃に建設されたヘネンの福音主義ヨハネス教会である。ただし、西塔と身廊は同じ時代のものではなく、2つの工期で造られた。レトマーテのカトリックの聖キリアン教区教会は、1917年に完成し、民衆から「ドーム」（聖堂）とも「レネドーム」とも呼ばれている。レトマーテの景観にはいち早く眼に入るからである。この建物は、アーヘンの聖堂建築家ヨーゼフ・ブッフクレーマーが設計し、メルキッシャー郡およびレネタールで最大の教会として、長らくこの市区の象徴的建造物となっている。

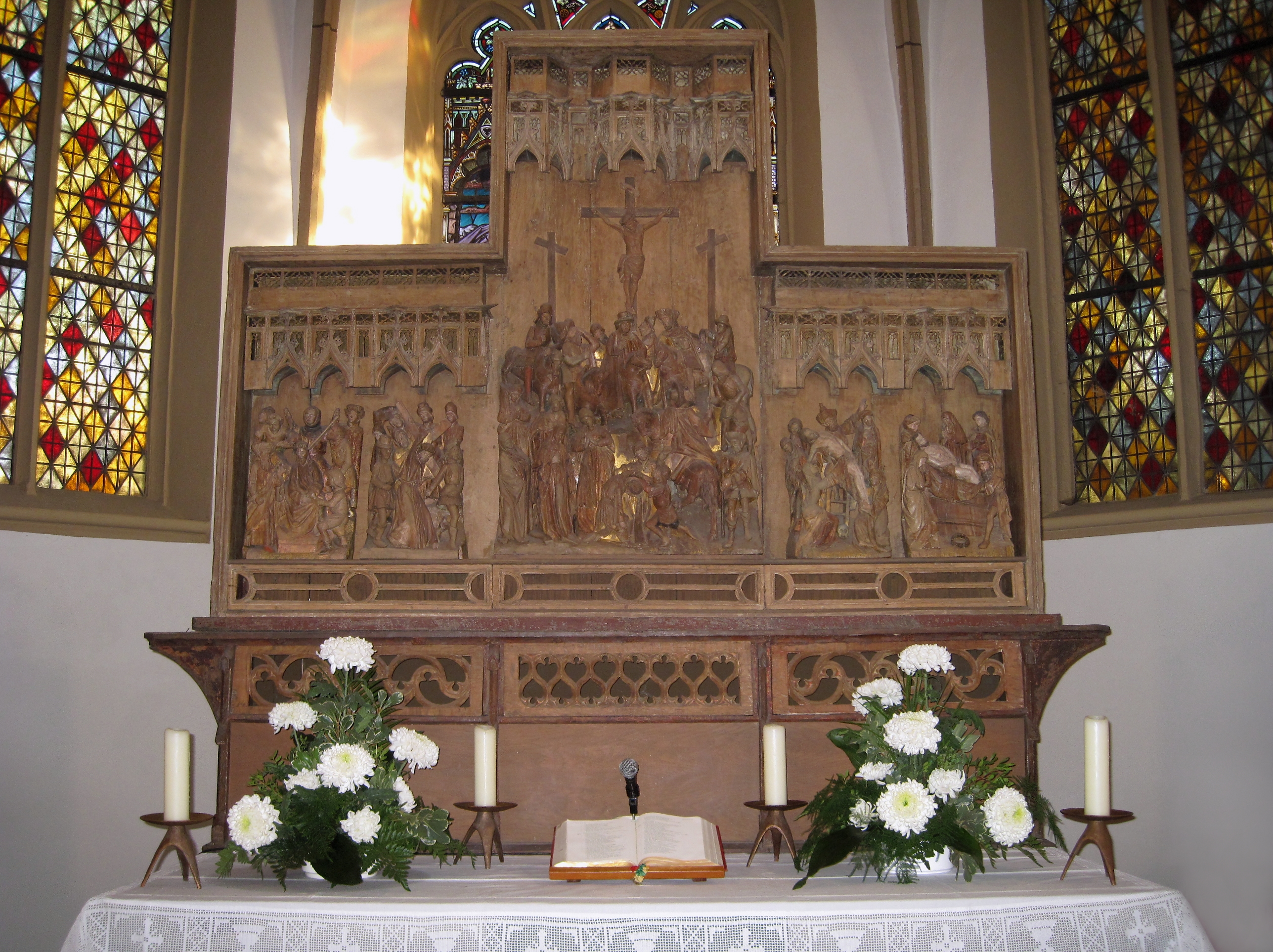
イーザーローン農民教会の祭壇
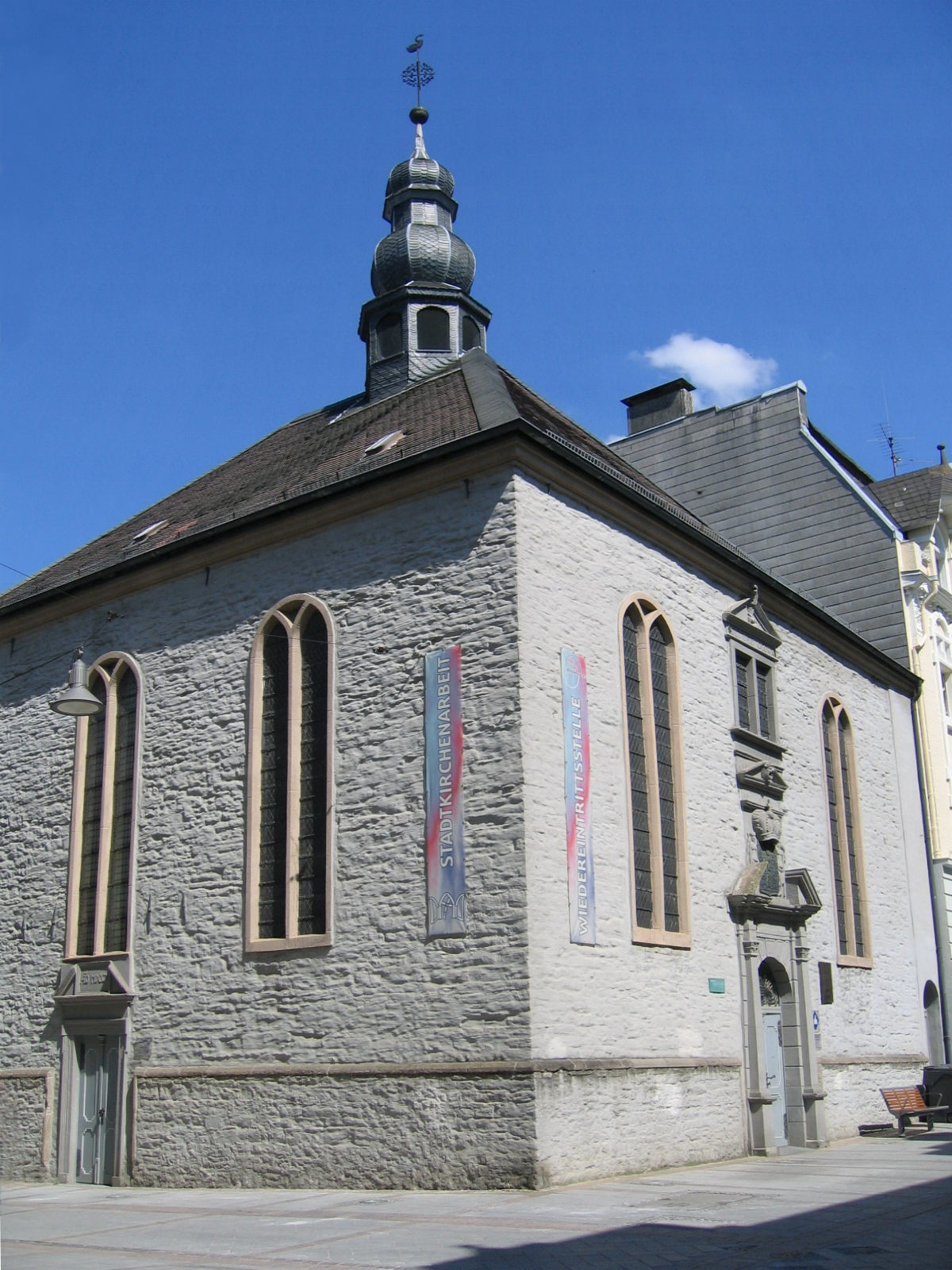
イーザーローン改革教会
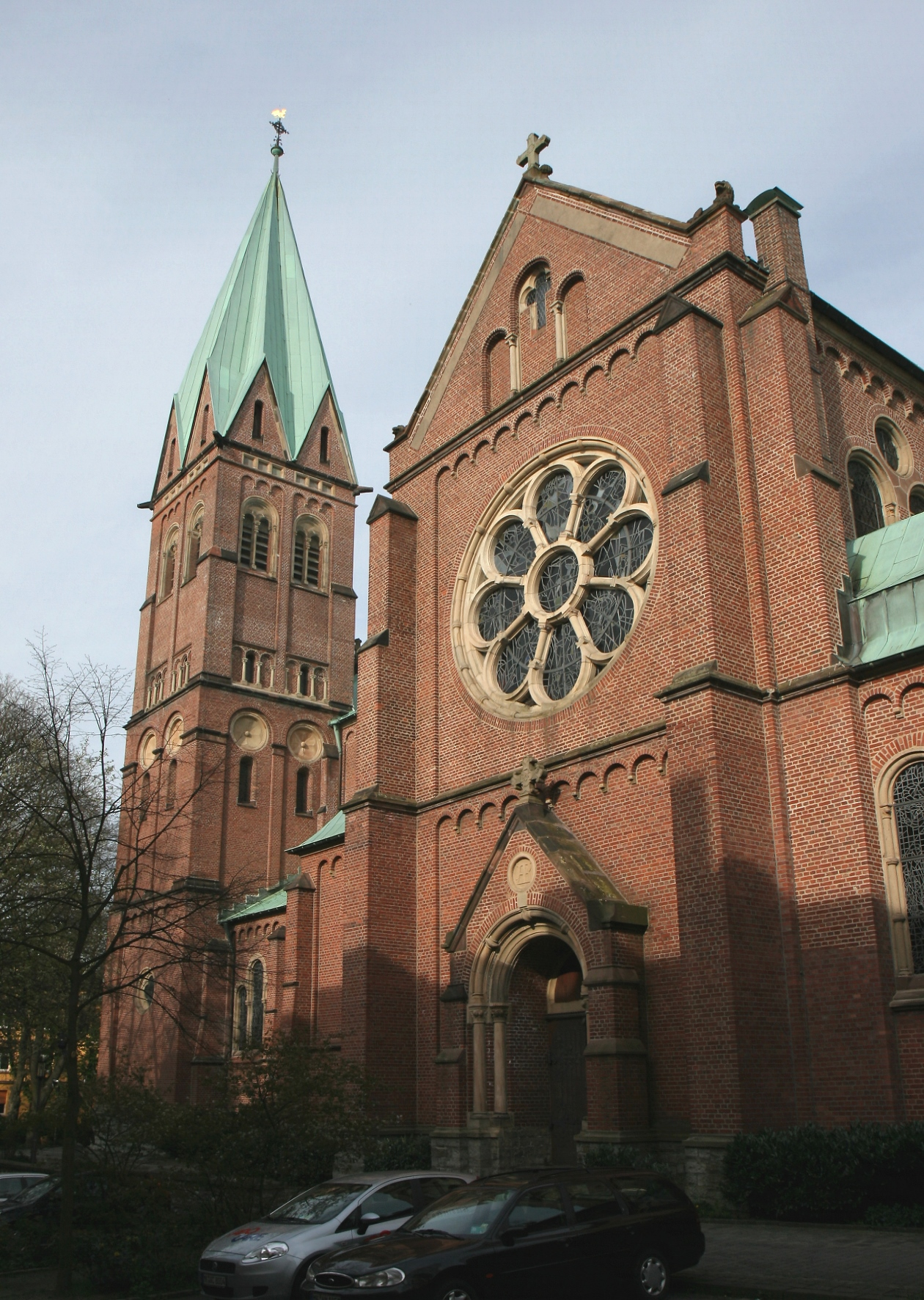
イーザーローン聖アロイジウス教会
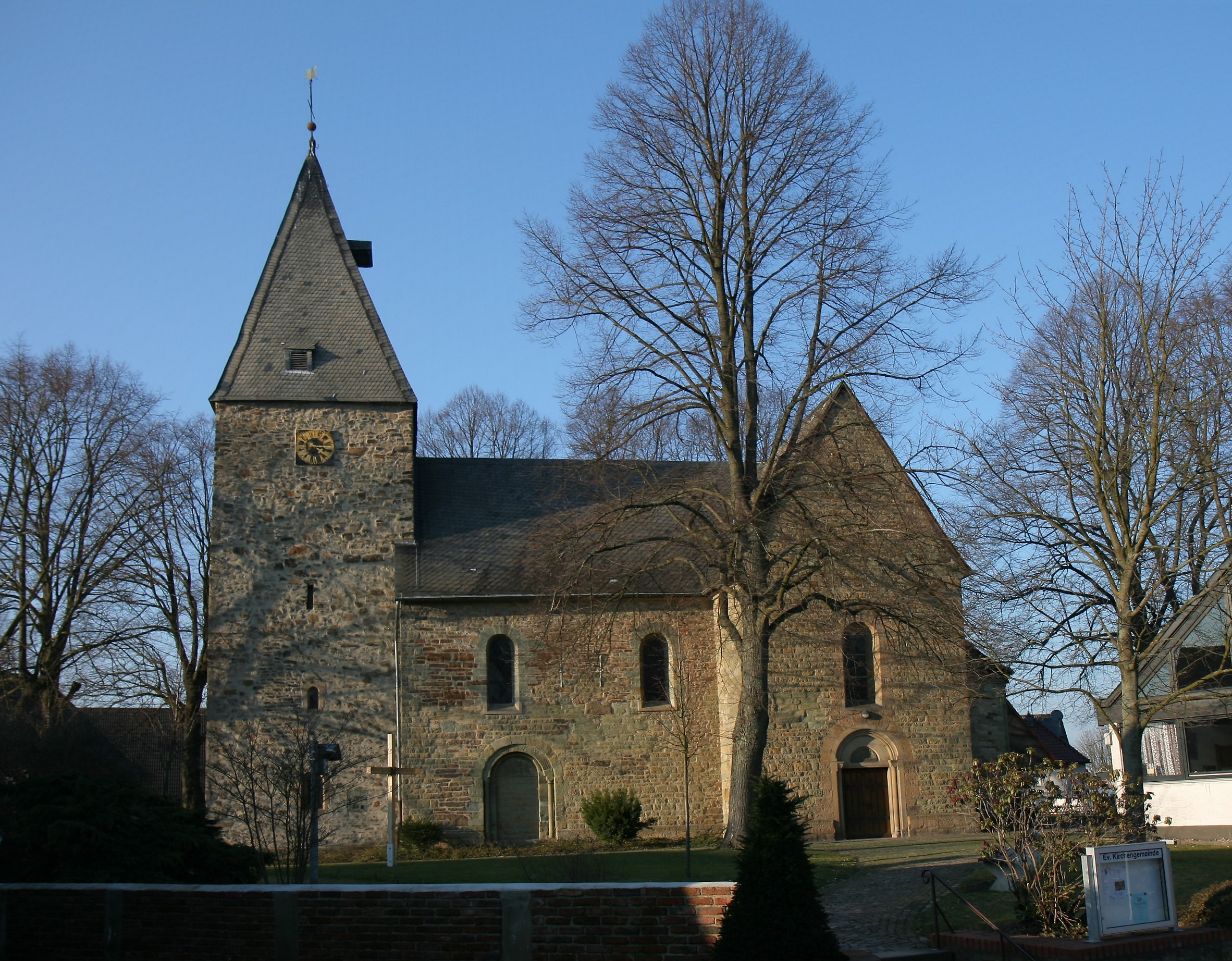
ヘネンのヨハネス教会

### 内市街の世俗建築

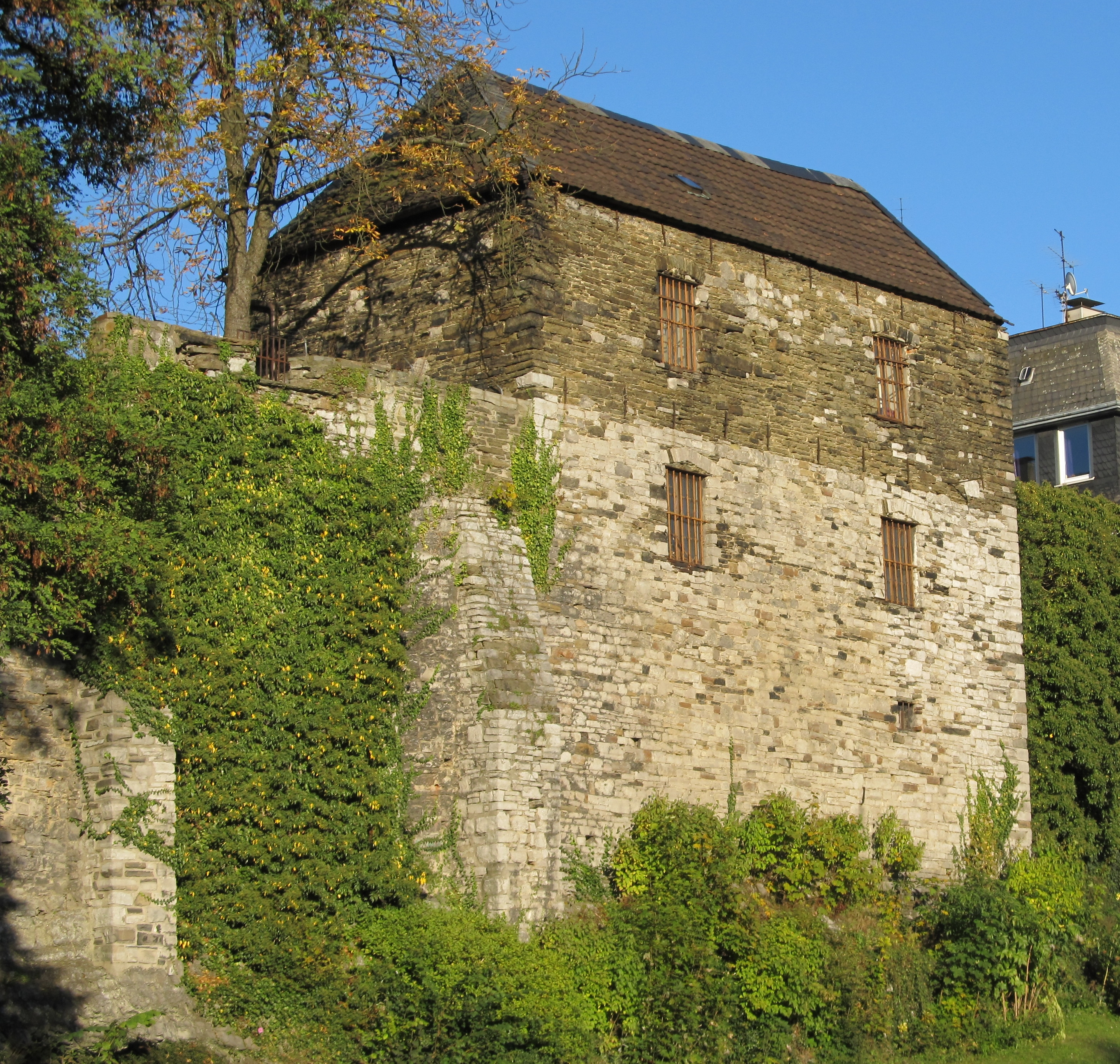
イーザーローンで最も古い世俗建築

1970年代以降に敢行された内市街再開発で、いくつかの箇所でははっきりと認知できるほど都市景観が破壊された。13世紀に建設された市門は、特に南側の西側にわずかな痕跡をとどめるだけになった。保護文化財に指定されている「ディッカー塔」の基部は、「アム・ディッケン・トゥルム 19」という建物の中庭にある。それでも、たとえば「クナレンブリンク」や「ジューデングラーベン」などの魅力的な街並みが遺るところもある。
最も古い世俗建築は、マリエン教会（オーベルステ・シュタットキルヒェ）の近くにある1230年頃の建物である。この建物に、1609年にラテン語学校が入居した。この学校からメルキッシェス・ギムナジウム・イーザーローンが設立された。19世紀には牢獄として使われ、その後幼稚園となった。1971年からは、福音主義ブルクアーカイブおよびファルンハーゲンシェ図書館が入居しており、15世紀から18世紀の史料を大量に収蔵している。

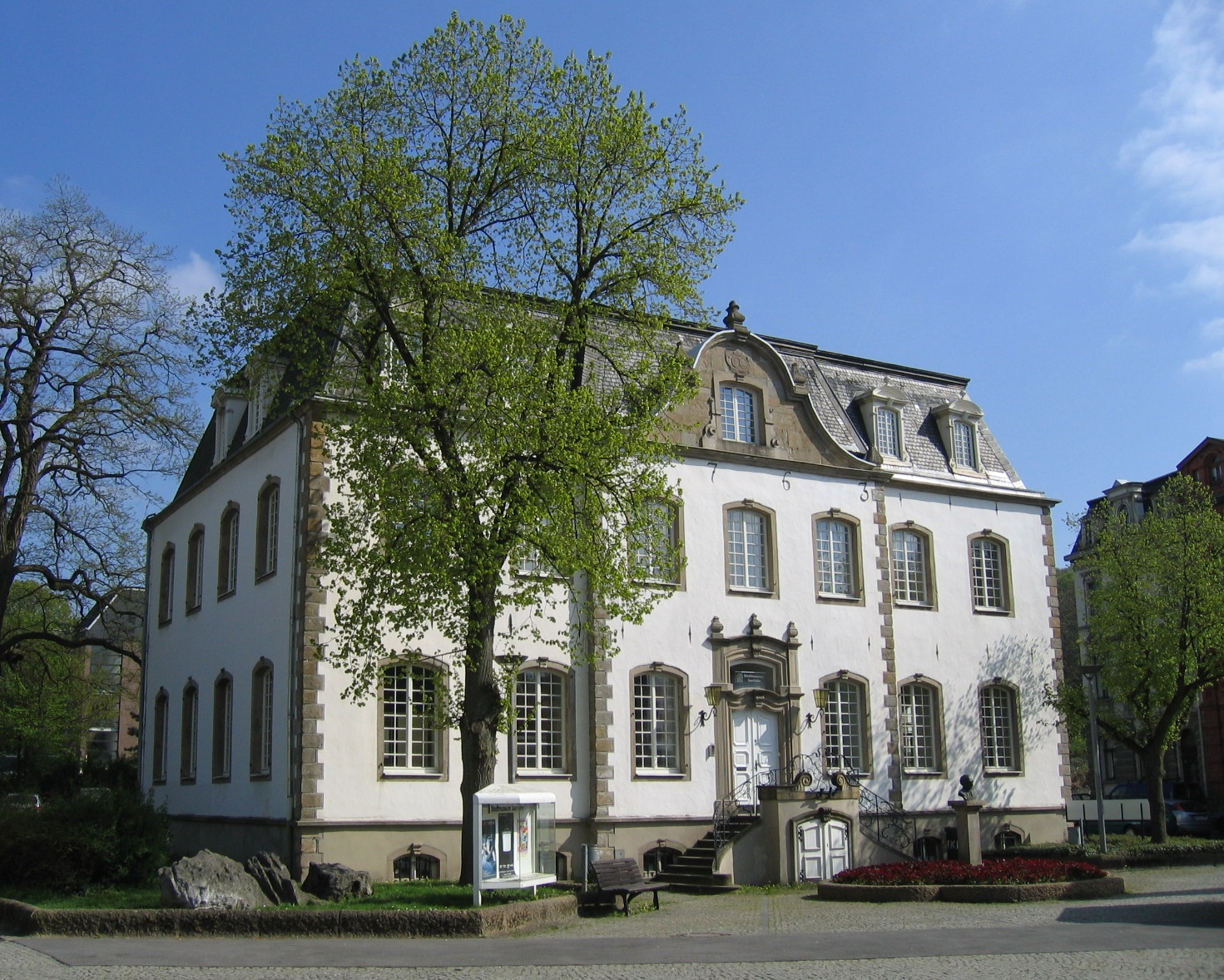
イーザーローン市立博物館（ハウス・デア・ハイマート）

フリッツ＝キューン広場の、1720年に建設された「ハウス・デア・ハイマート」には、市立博物館が入居している。この建物はマンサード屋根と中央リザリートを持ち、その正面に屋外階段を持つ美しい玄関を備えている。同じ時代の別の建物としては、1730年頃に建設されたマウアーハウスがジューデングラーベン28番地にある。「ハウス・デア・クライネン・ロイテ」（直訳: こびとの家）とも呼ばれるこの小さな民家は、公益協会「イーザーローン＝デンクマール」によって完全に修復され、訪れることができる。アンデア・シュラハト2番地の建物は、1755年に建造されたバロック様式の玄関を有している。この建物はもともと市の行政庁舎 I に付属していたが、1974年の再開発で行政庁舎が取り壊された。この他の18世紀から現存している建物には、1748年建造の寄棟屋根の漆喰塗り建築「ランペルマンシェス・ハウス（旧ランペルマン邸）」や「フォン・シャイプラーシェス・ハウス（旧シャイプラー邸）」がある。後者は、イーザーローンの織布職人でテキスタイル工場の工場主でもあったヨハネス・ルーペの住まいとして、建築家 J. H. ラフロイアー（1730年 - 1787年）によって1783年に建設された、高い1階部を持つ4階建ての漆喰塗り石造建築である。正面には平屋根を戴く中央リザリートが設けられている。

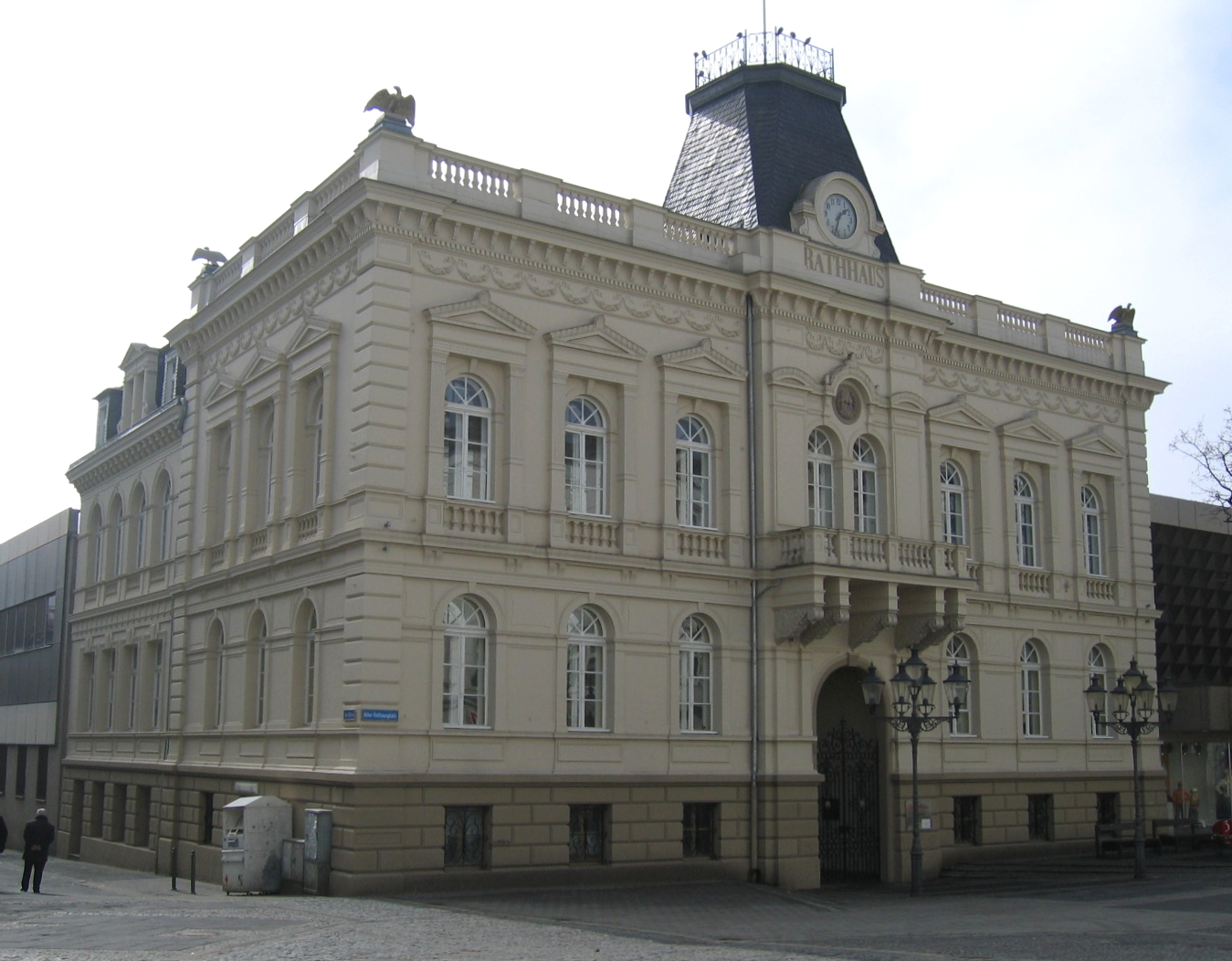
イーザーローン市立図書館本館（旧市庁舎）

市内には多くの役場が存在した。イーザーローンの4代目の市役所であったアルター・ラートハウスプラッツ（旧市役所広場）に面した旧市役所は1875/1876年に建設された。古い正書法にしたがえば、Rathhaus と表記される。その先代の建物は、イーザーローンで最初の石造の市庁舎で、1738年頃にその機能を失った。この市庁舎があった場所は精確には分かっていないが、おそらく旧市庁舎の近くであったと推測されている。それ以前の2つの市庁舎についてはほとんど情報がない。旧市庁舎は、1974年に議会や市の行政機関がシラー広場の新市庁舎に移された後、イーザーローン市立図書館の本館となっている。
シラー広場の新市庁舎（1974年建造）は、イーザーローンの歴史上5代目の市庁舎である。地上9階のこの建物は、内市街で最も高い建物の1つである。この地方でかつて行われていたガルマイ鉱（菱亜鉛鉱と異極鉱の総称）採掘のため、建物の一部は数 cm 沈み込んでいる。
20世紀の建築様式も内市街に作例がある。南西端のシュタットバーンホーフの近くに旧市営浴場の建物がある。この建物は1908年にユーゲント・シュティール様式で建設された。この年の5月5日にイーザーローンで最初の浴場施設として開館した。ここのは大きな水泳用水槽の他に、シャワー施設、公衆浴場、医療用浴場もあった。保護文化財に指定されたユーゲントシュティール様式の建物の一部を含むこの場所に、老人ホームが建設され1987年に運用が開始された。塔、ユーゲントシュティール様式の階段室、モザイクが施された旧玄関が遺されている。
イーザーローナー・クライスアンツァイガーの出版社の社屋は、この新聞の創設者にちなんで「ヴィッヒェルホーフェンハウス」として知られている。この建物は、4階建てのレンガ建築で、中央部へゆくにつれ階段状に高くなっている。この建物は1927年に新即物主義様式で建設された。装飾は主に表現主義の影響を受けている。内部にはクリスタル・ガラスの表現主義様式の窓がある。同じく表現主義様式のレンガ建築が、イーザーローンで育ったハンブルクの建築家カール・ベンゼルが1924年から1925年に建設した「ホイテルベック邸」である。

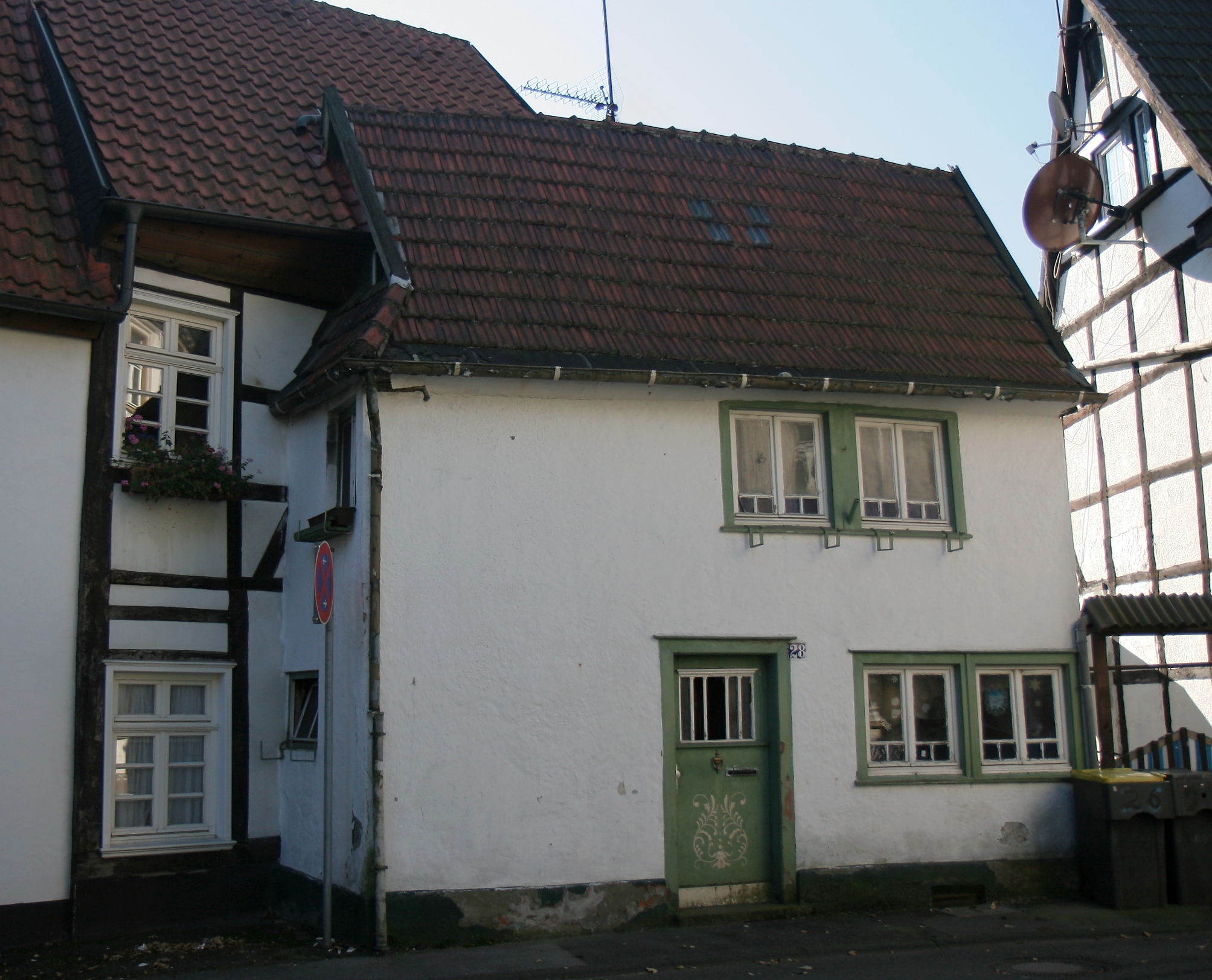
ジューデングラーベン28番地の民家（ハウス・デア・クライネン・ロイテ）
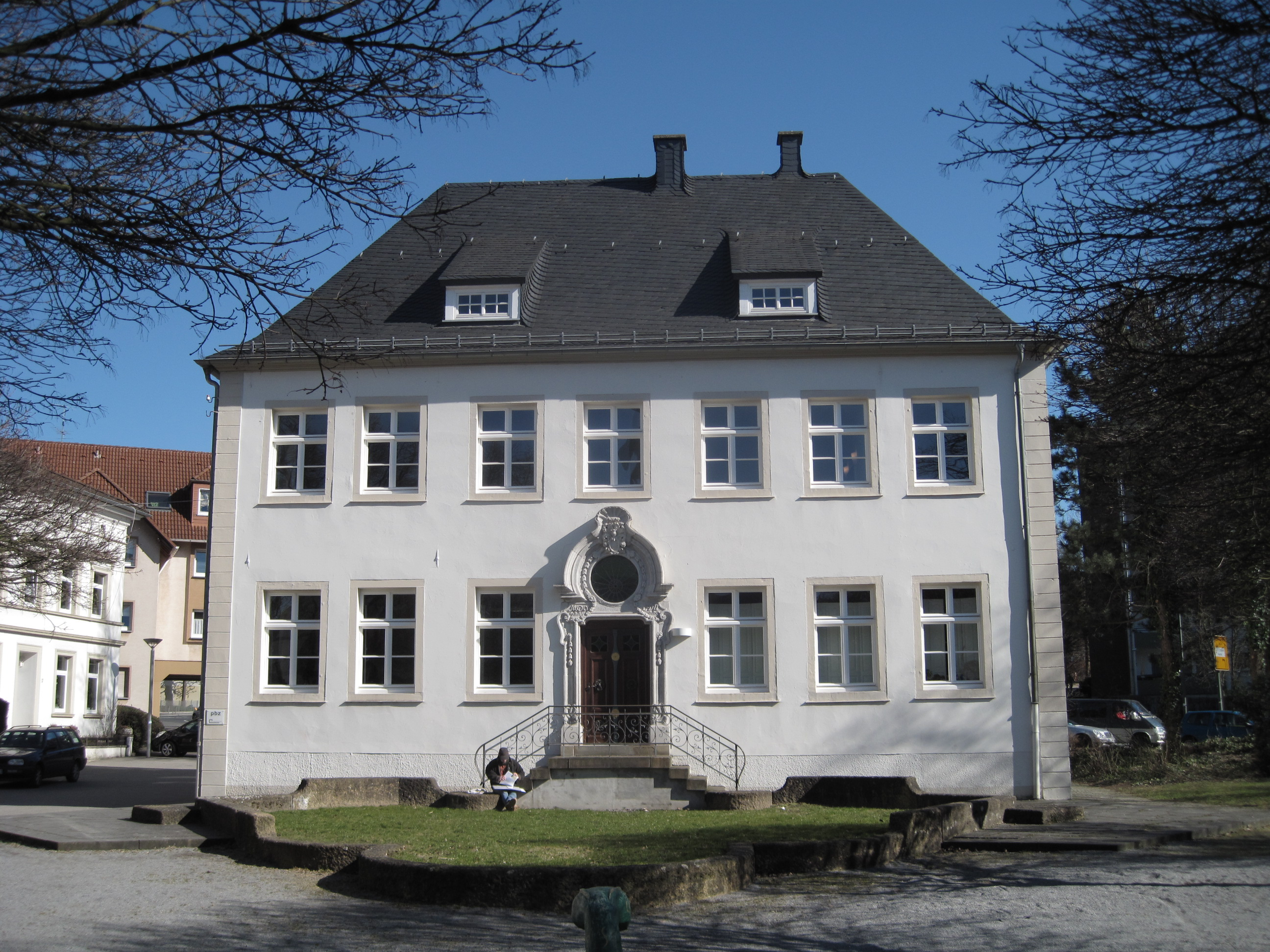
旧ランペルマン邸
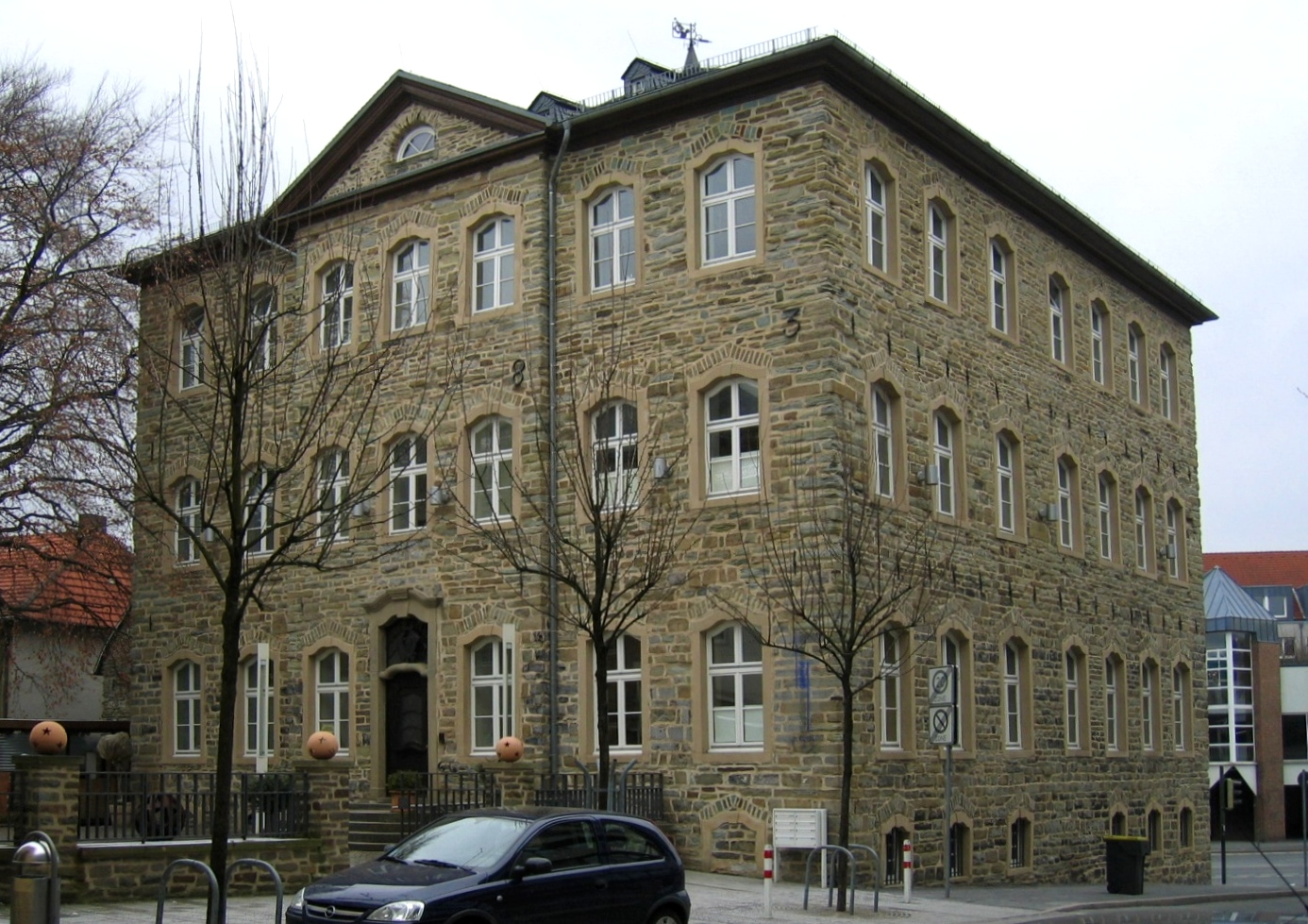
旧シャイプラー邸
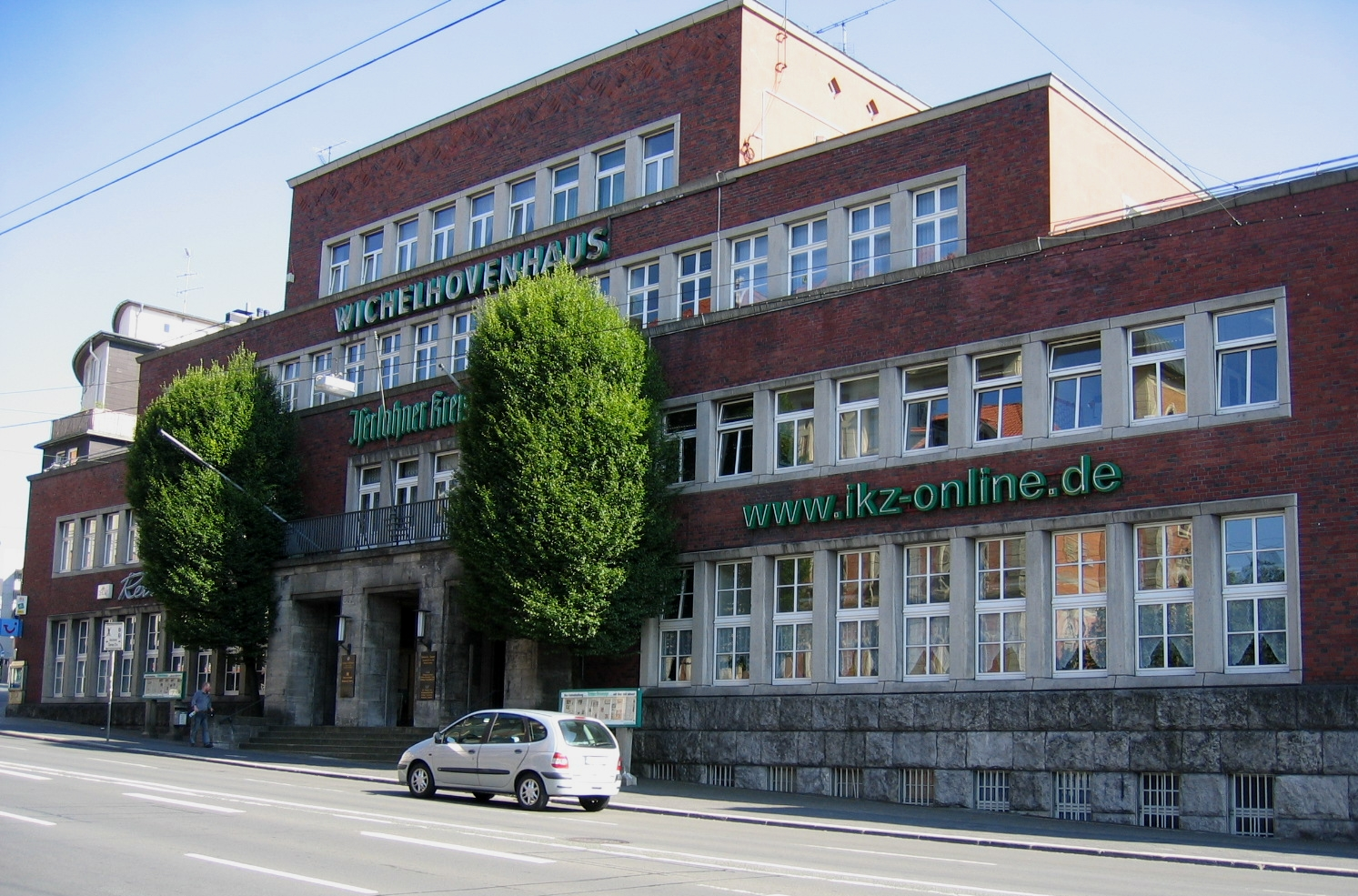
ヴィッヒェルホーフェンハウス
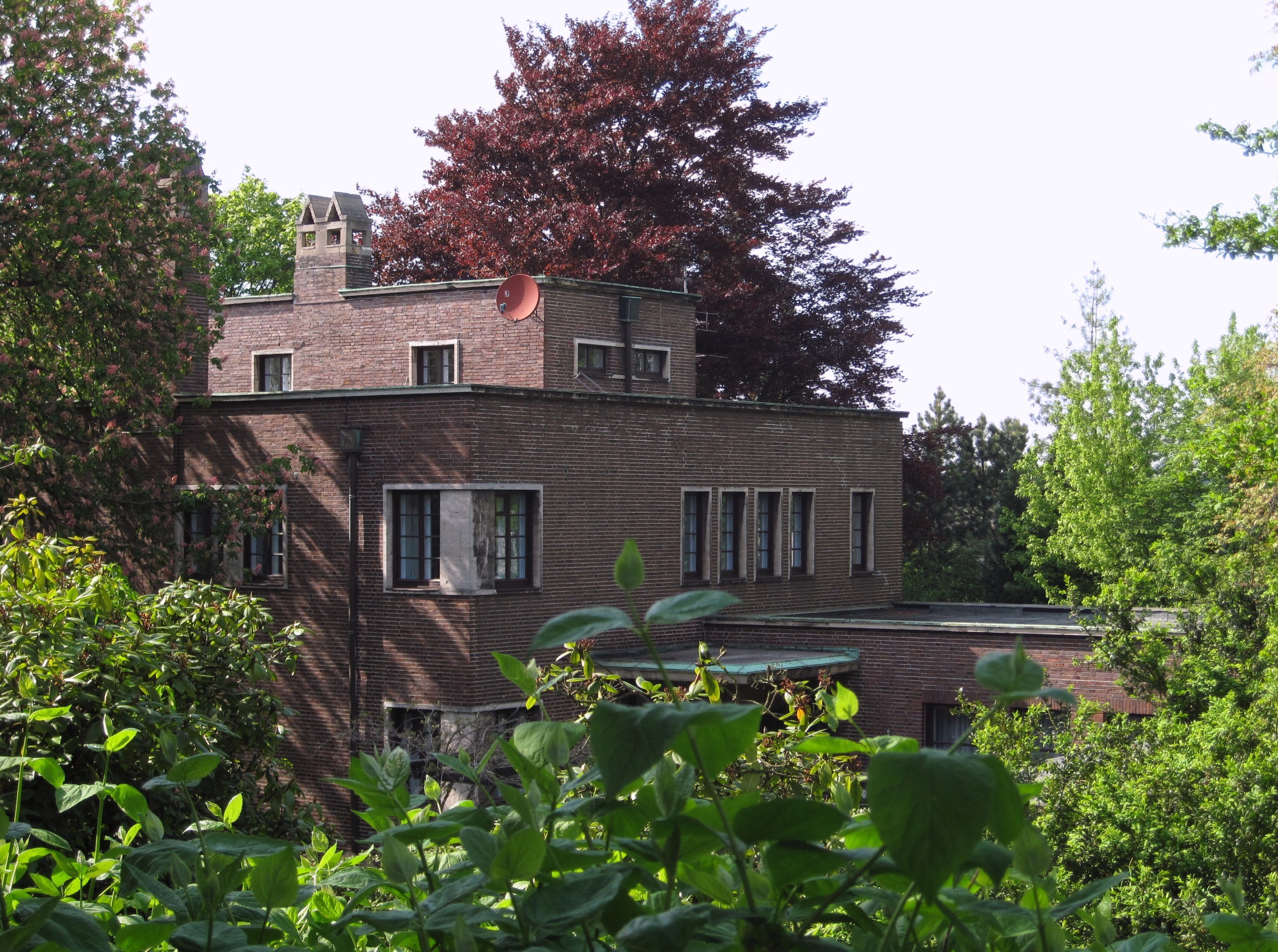
ホイテルベック邸

### その他の重要な建築

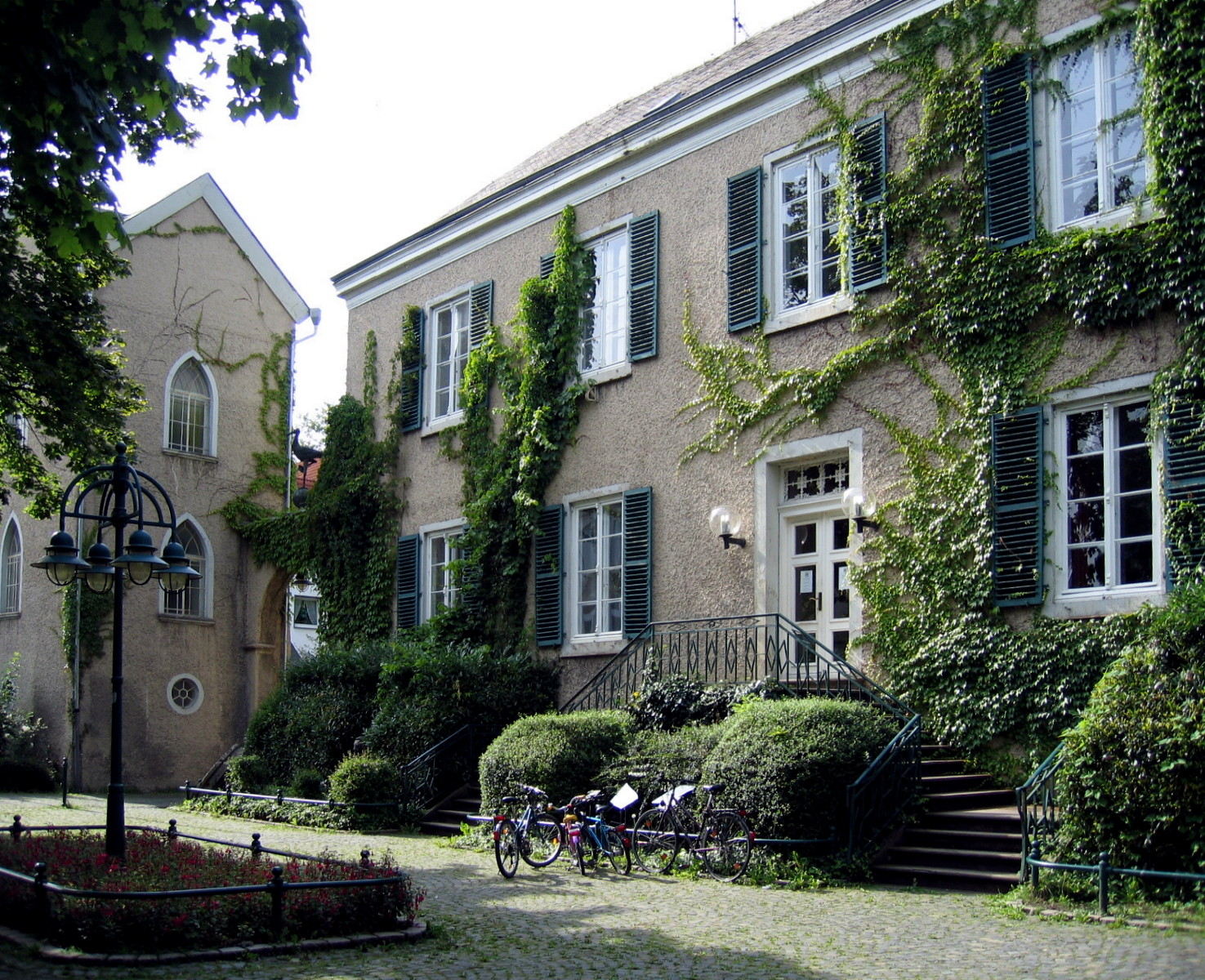
ハウス・レトマーテ

ダンツ塔はイーザーローンの象徴的建造物で、イーザーローンの市の森の高台にある。1908年に建設され、翌年5月22日に落成した。高さ 392 m のフレンデンベルクの上に建っている。この名前は、イーザーローンの名誉市民エルンスト・ダンツにちなんでいる。彼はザウアーラント山岳・遊歩協会を設立し、様々な活動を通して森の植林に貢献した。
ヘーマーとの市境近くにビスマルク塔がある。この塔が建っている場所は、1975年の市町村再編までザイラーヴァルトのヘーマー部分であった。それ以後は、森の大部分とともにイーザーローン市に移管された。
イーザーローンには旧領主館がいくつか遺されている。おそらく最も有名なのはハウス・レトマーテで、同名の地区にあり、現在は博物館および図書館として利用されている。昔この館は長らくの間ブラーベック家の所有であった。この他にヘネン地区だけでも「ハウス・ゲルケンダール」「ハウス・ヘネン」「ハウス・レニングハウゼン」「ハウス・オーレ」と4つの領主館があった。このうち、「ハウス・ゲルケンダール」と「ハウス・ヘネン」は現存していない。
エビングハウス＝メルマン邸、ホイテルベック邸、クルーテ博士邸といった保護文化財に指定された邸宅も見応えがある。

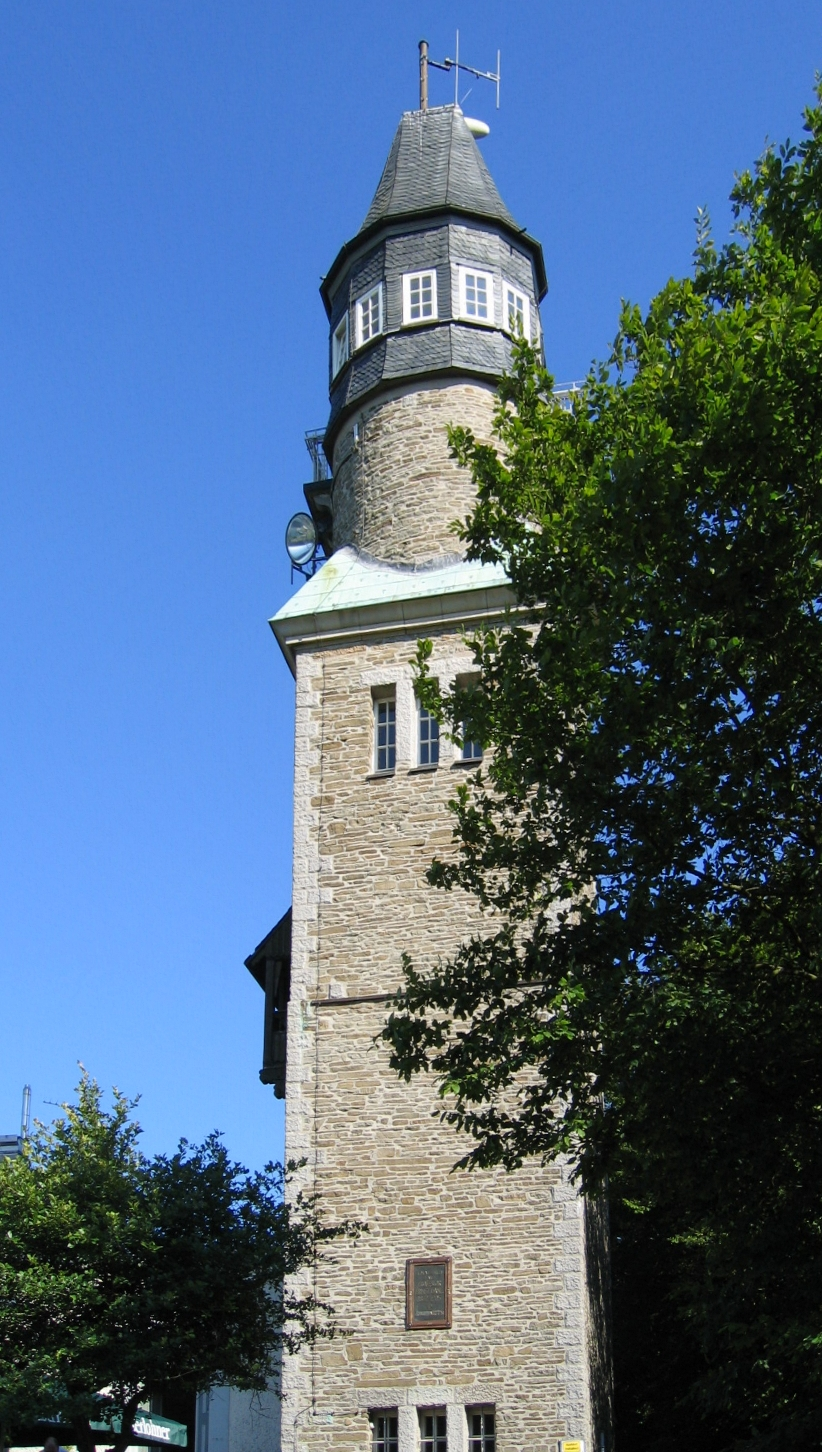
ダンツ塔
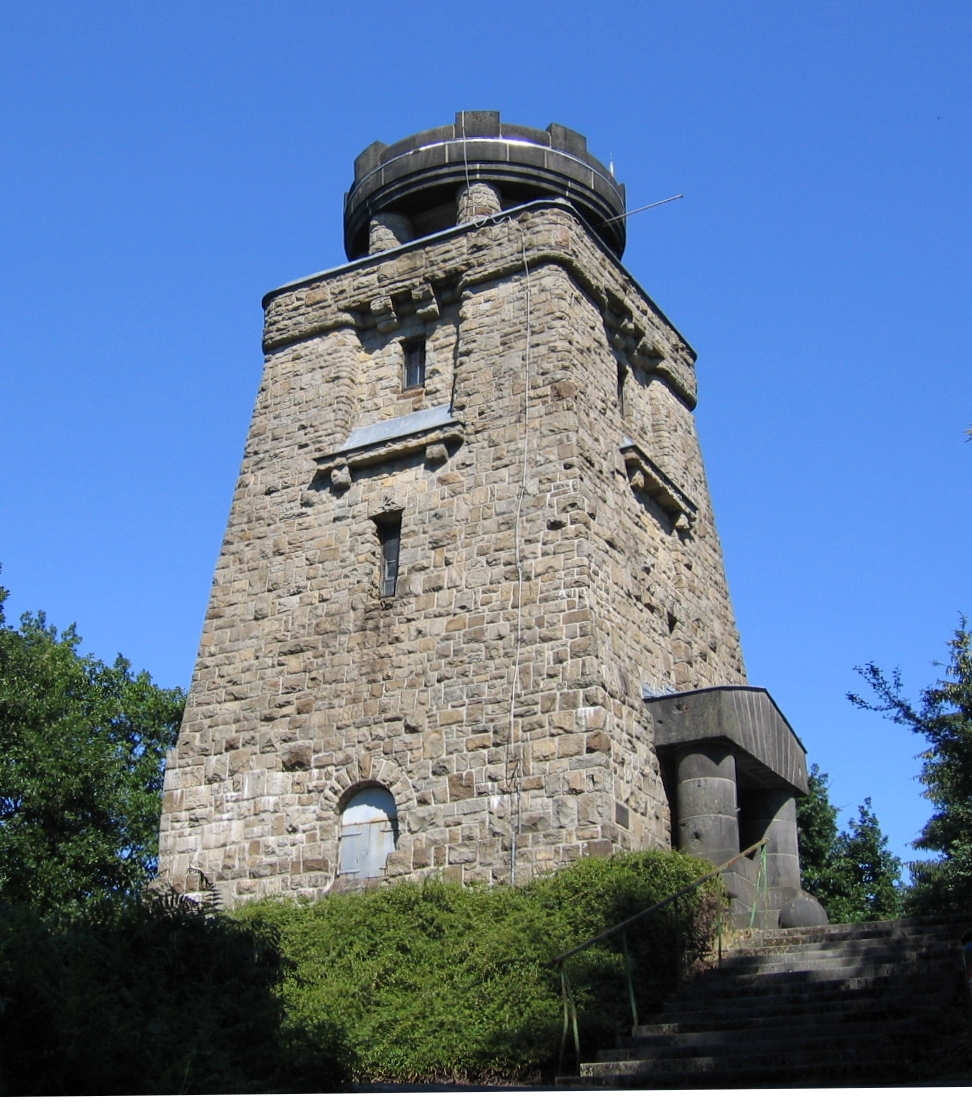
ビスマルク塔
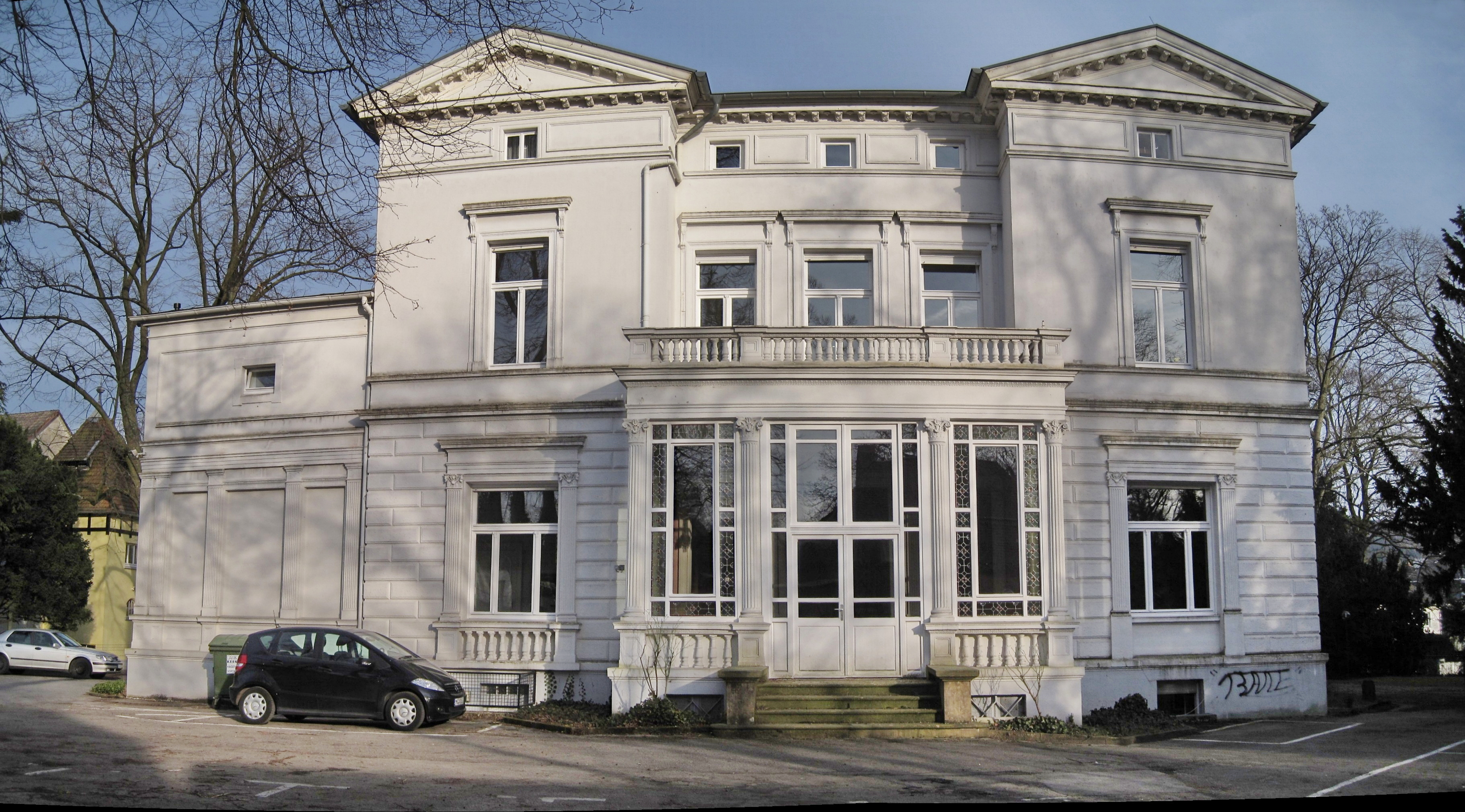
エビングハウス＝メルマン邸（現在は音楽学校）
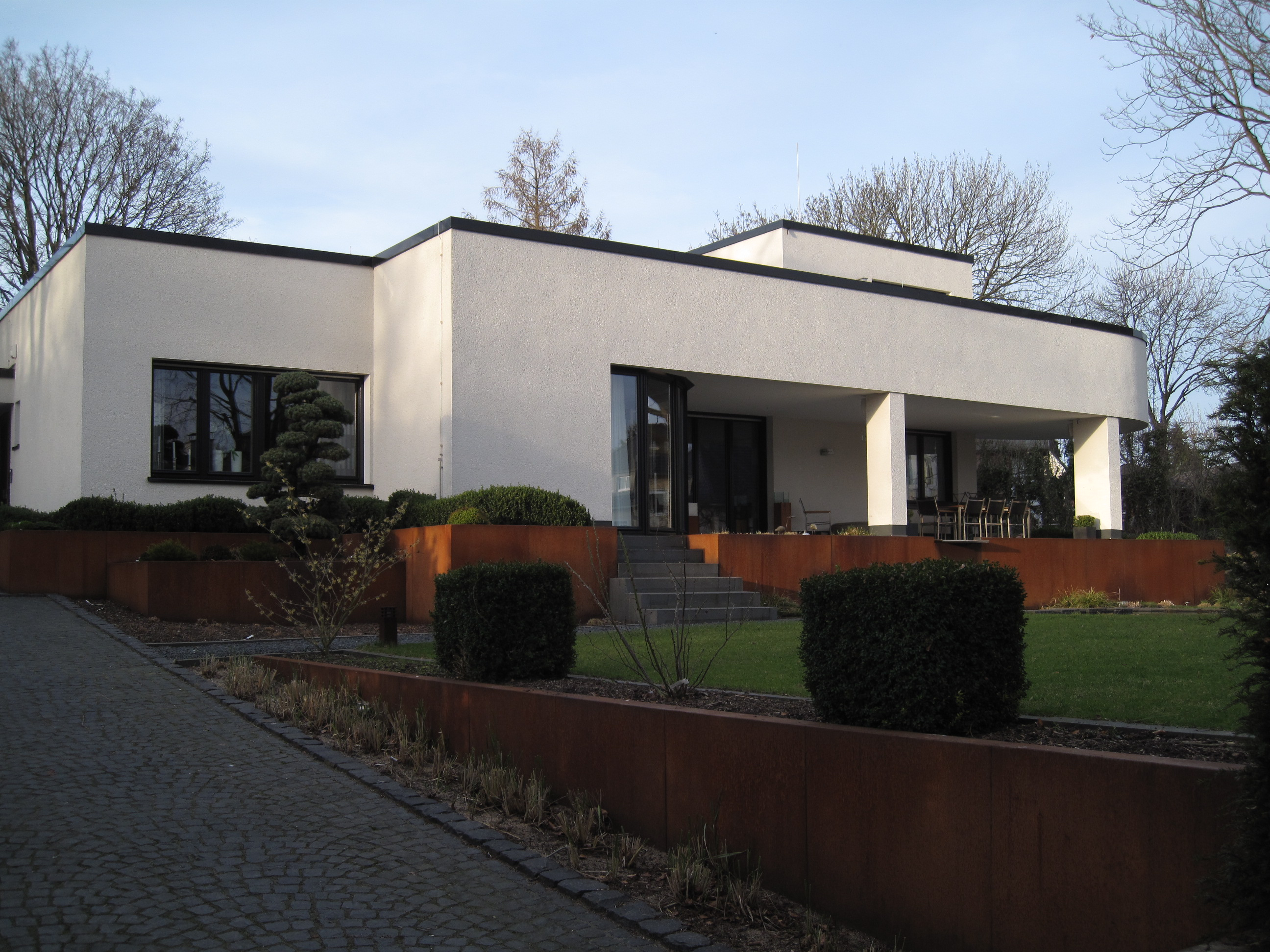
クルーテ博士邸

### 記念碑、追悼の場所

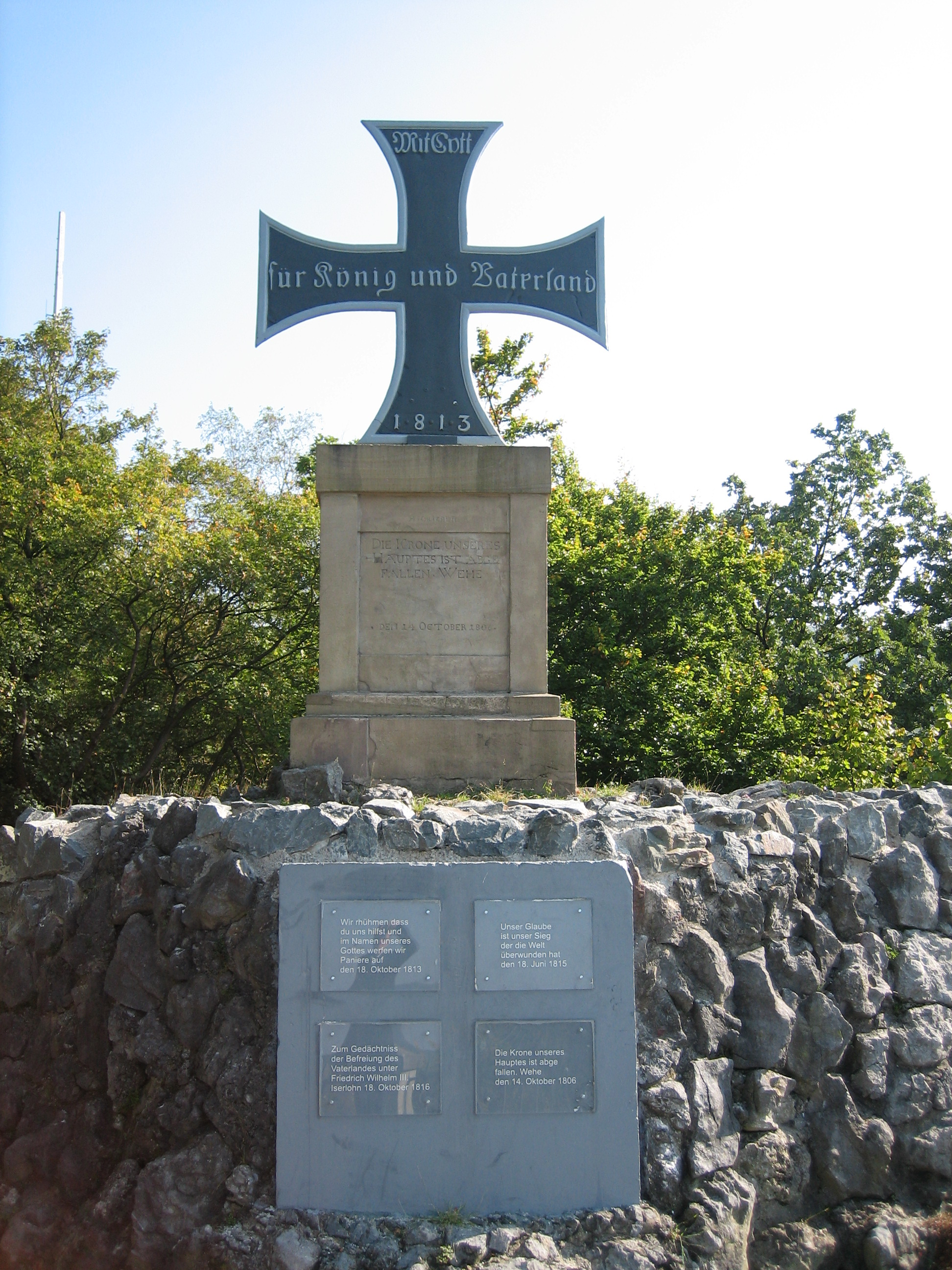
鉄十字

「鉄十字」は、ナポレオン戦争および解放戦争の戦没者のための最初期の記念碑の1つとして1816年10月18日に奉献された。その形はプロイセンの功労勲章である鉄十字を象っている。住民の困苦の時代を象徴するために安価な鉄材で創られている。銘文には「王と祖国が神とともにあらんことを - 1813」と記されている。この記念碑はグリューナー・タールの高台斜面に建っており、西のフランス側を向いている。
エストリヒ地区には、ヴェストファーレン最古の鎖鍛冶がある。建設されたのはおそらく18世紀後半である。この鍛冶屋は、針金工場主カスパー・ディデリヒ・タイレの1815年の遺産目録に最初の記録が遺されている。1981年に修復された後、完全に機能する「テーヴェス鎖鍛冶」は1983年に保護文化財に指定された。
中央墓地に、47人の市民が犠牲となった1849年5月17日のイーザーローン蜂起の犠牲者を追悼するスペースが設けられている。「民主主義の先駆者たちに」「1848-1849」「イーザーローン革命の犠牲者に」と記された黒い大理石の記念碑が建てられている。大理石の上には鋼鉄製のパイプで創られたオブジェクトが取り付けられている。
バーンホーフス広場近くのアム・ポートに国家社会主義の犠牲者の追悼碑がある。等身大のブロンズ像が、斜めに置かれた4つのハーケンクロイツに取り囲まれ、人物像が捕らえられている。この追悼碑は、ジークフリート・ノイエンハンゼンによって制作され、1989年8月11日に完成した。
保護文化財に指定された墓石を数基有するイーザーローン市立墓地も特筆に値する。

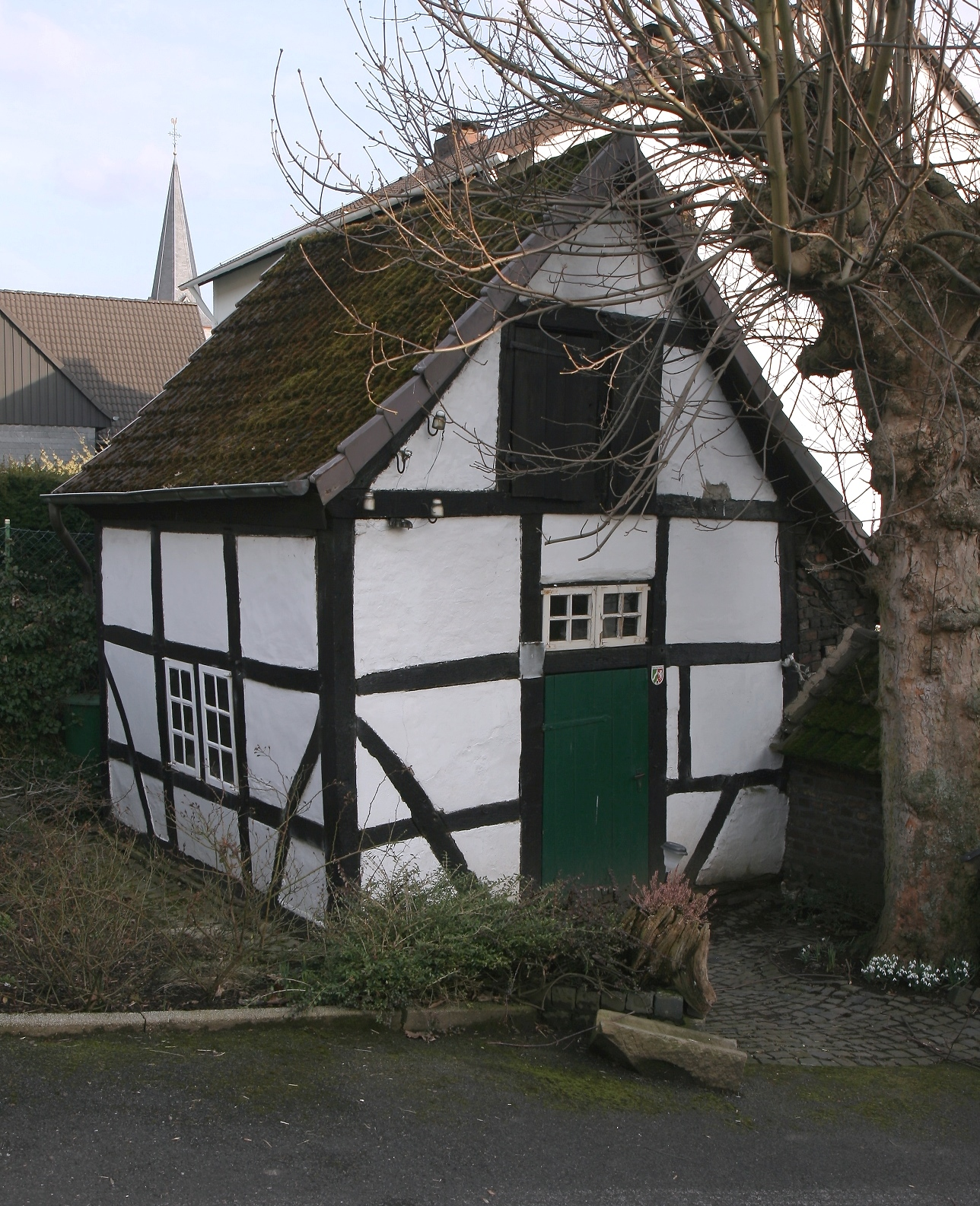
鎖鍛冶テーヴェス
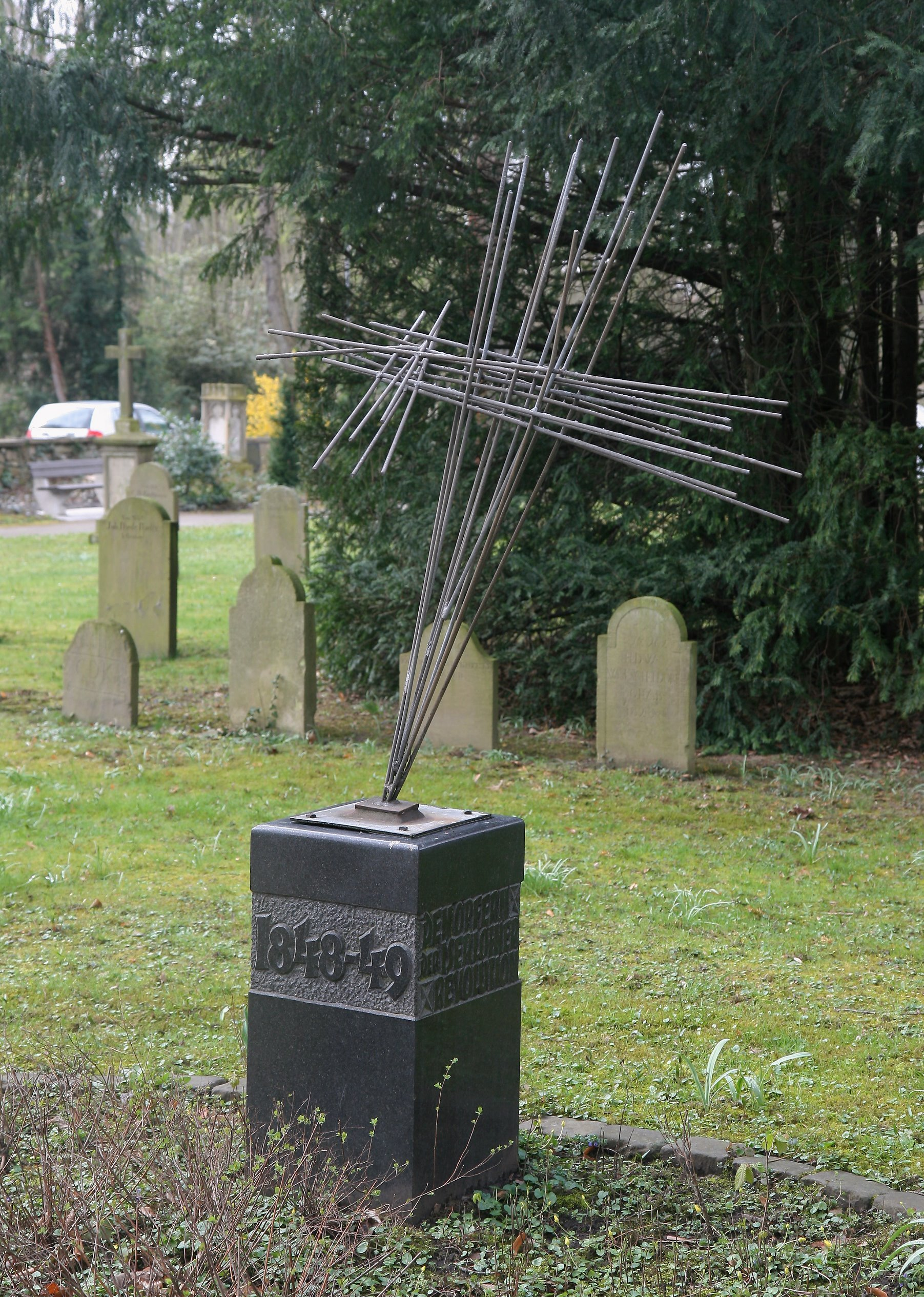
イーザーローン蜂起記念碑
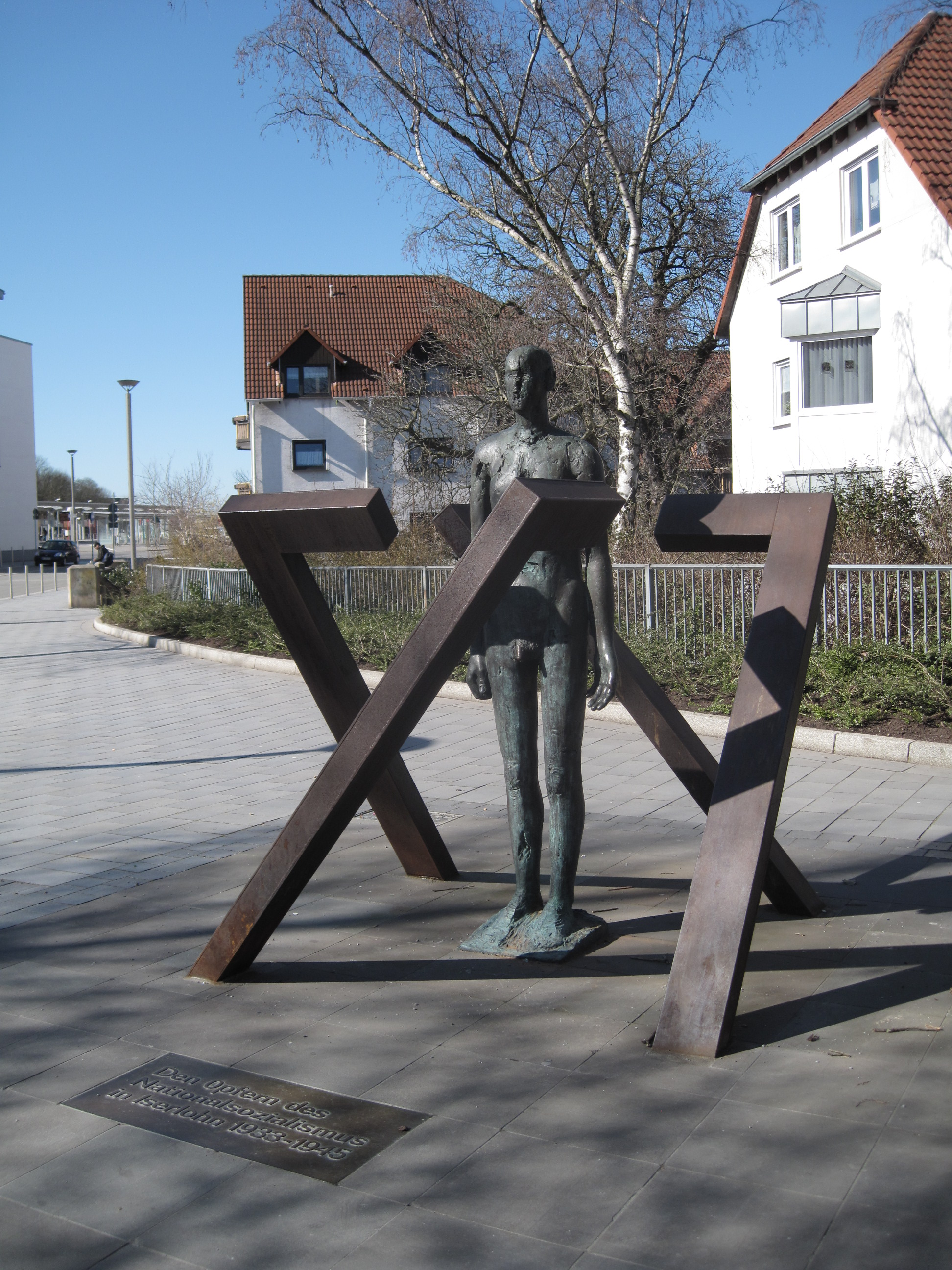
国家社会主義の犠牲者のための追悼碑

### 演劇
1961年から1964年に「アレクサンダーヘーエ」の「ノイエン・ハレ」と呼ばれた建物がイーザーローンの建築家エルンスト・ドスマンとハンス・ライメによって増改築され、「パルクテアター」が造られた。そのすぐ近くにある「アルテ・ハレ」は「パルクハレ」と改名された。上級市長のアルフレート・ポットホフが、1964年4月4日にパルクテアターを開館した。こけら落としには、ウィリアム・シェイクスピアの喜劇「十二夜」をハインツ・ヒルペルトの演出でゲッティンゲン・ドイツ劇場が上演した。この劇場には2つのステージがある。803席（オーケストラピット使用時は769席）の「グローセ・ハウス」と、100席の「シュトゥーディオビューネ」である。「レベッケ＝ザール」は、音響施設と会議施設を備えた250席のコンサートおよびイベント用ホールである。ギャラリーでは250人までのイベントが開催可能である。このギャラリーははホワイエと組み合わせることができる。そうすることで、さらに200席を増設可能である。
イーザーローンでは多くのアマチュア劇団が活動している。たとえば、1989年に設立された「シャウシュピールアンサンブル・イーザーローン」は毎年、古典劇や現代劇作品をパルクテアターで上演している。この他に子供たちとともに子供向けのメルヘン作品の上演も行っている。市民大学の演劇グループが発展して1993年に発足した演劇クラブ「[pu:r vu]」は、1997年から独立したクラブとなっている。このクラブの公演は、パルクテアターのシュトゥーディオビューネで定期的に行われている。これら2つの演劇クラブは、ノルトライン＝ヴェストファーレン・アマチュア演劇連盟およびドイツ・アマチュア劇団連合に属している。
この他のアマチュアグループには、1919年に創設された「フォルクスビューネ・グリュールマンスハイデ」「ドレシェーデ演劇クラブ」「フォルクスビューネ・ヘヒステン」がある。イーザーローンのキャバレー「ハウヘヒェル」は2000年から、文学的、政治的、喜劇的プログラムを上演している。

### 博物館

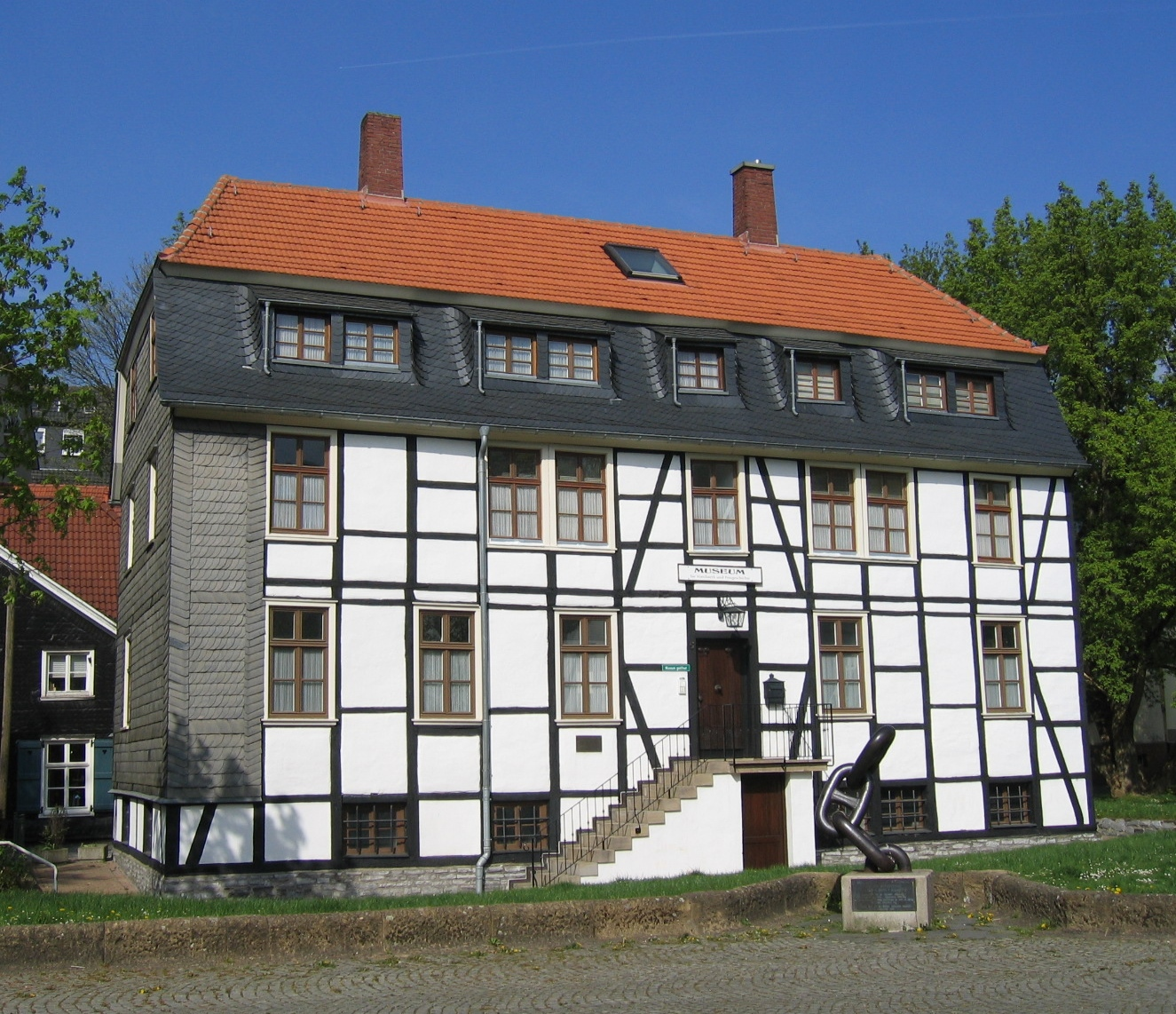
イーザーローン手工芸および郵便の博物館

イーザーローンには、街の歴史全般を紹介する市立郷土博物館が2館存在する。イーザーローン市立博物館とハウス・レトマーテ市立博物館である。いくつかの博物館では、特化したイーザーローンの産業史を扱っており、それらのいくつかは古い生産施設にあり、産業文化財となっている。この種の市立博物館としては、マステ＝バーレンドルフの歴史的工場施設やイーザーローン手工業および郵便の歴史博物館がある。この他にエドゥアルト・バルバッハ鍛冶博物館やグート・レニングハウゼンの歴史的なビムベルク穀物酒蒸留所が挙げられる。
ウンターグリューネ地区のデヒェン洞窟のすぐ近くにあるドイツ洞窟博物館は、ドイツでもユニークな博物館である。
この他に、イーザーローン市のヘムベルク学校センターにある考古学や古生物学に特化したヘムベルク博物館、街の浄化とゴミ処理に関するコレクション、東ドイツ博物館がある。

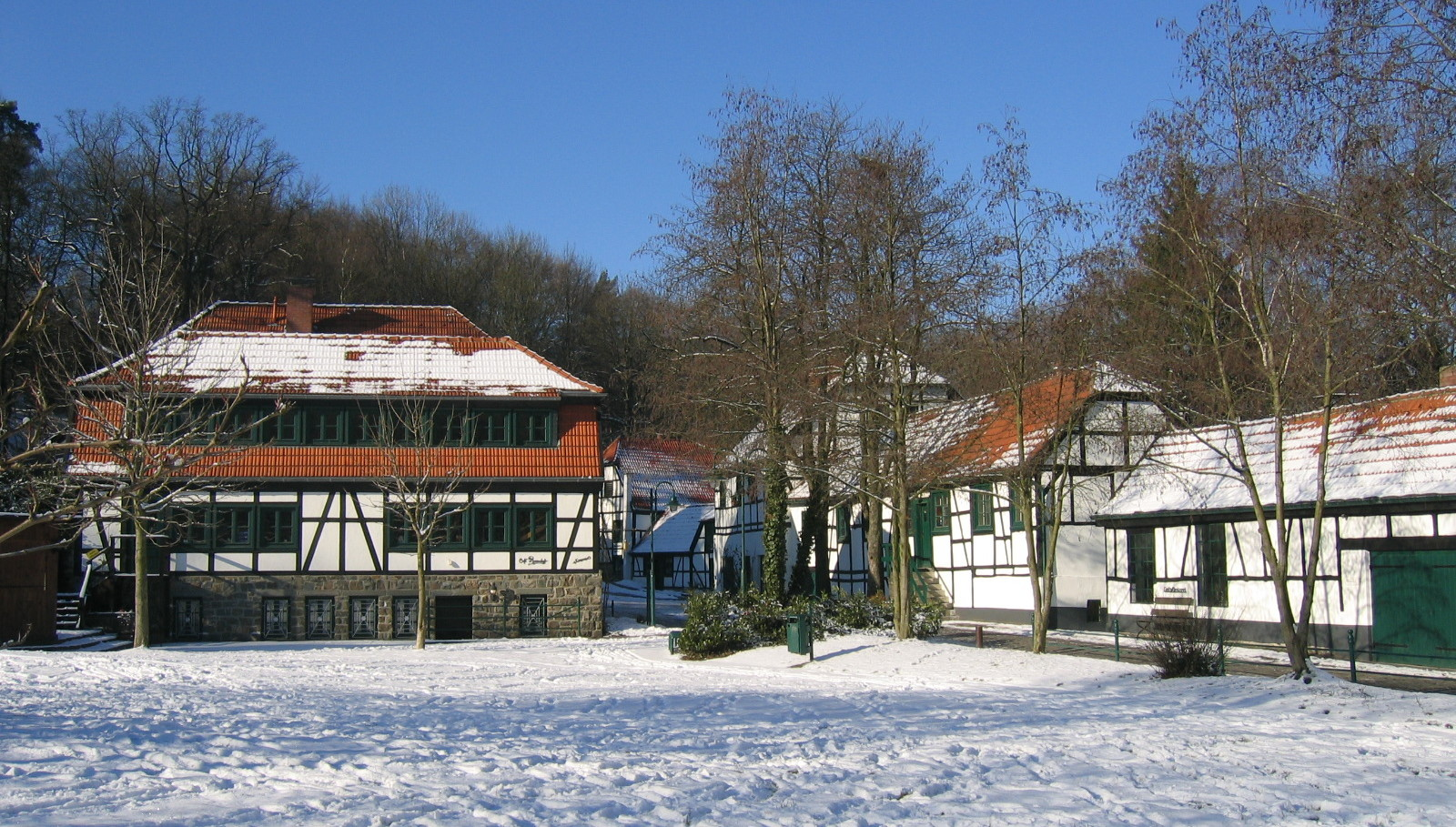
マステ＝バーレンドルフの歴史的工場施設
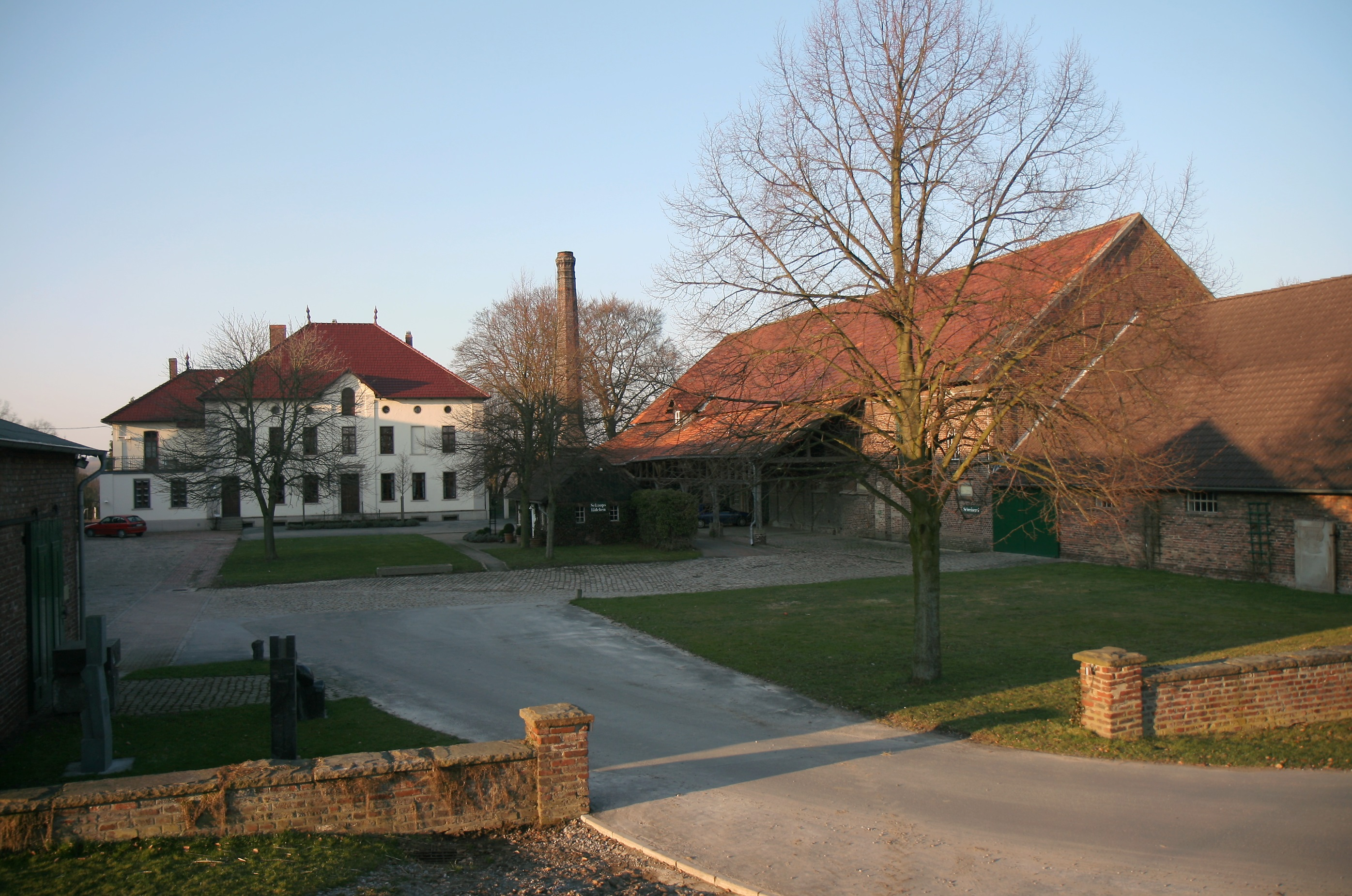
グート・レニングハウゼンのビムベルク穀物酒蒸留所
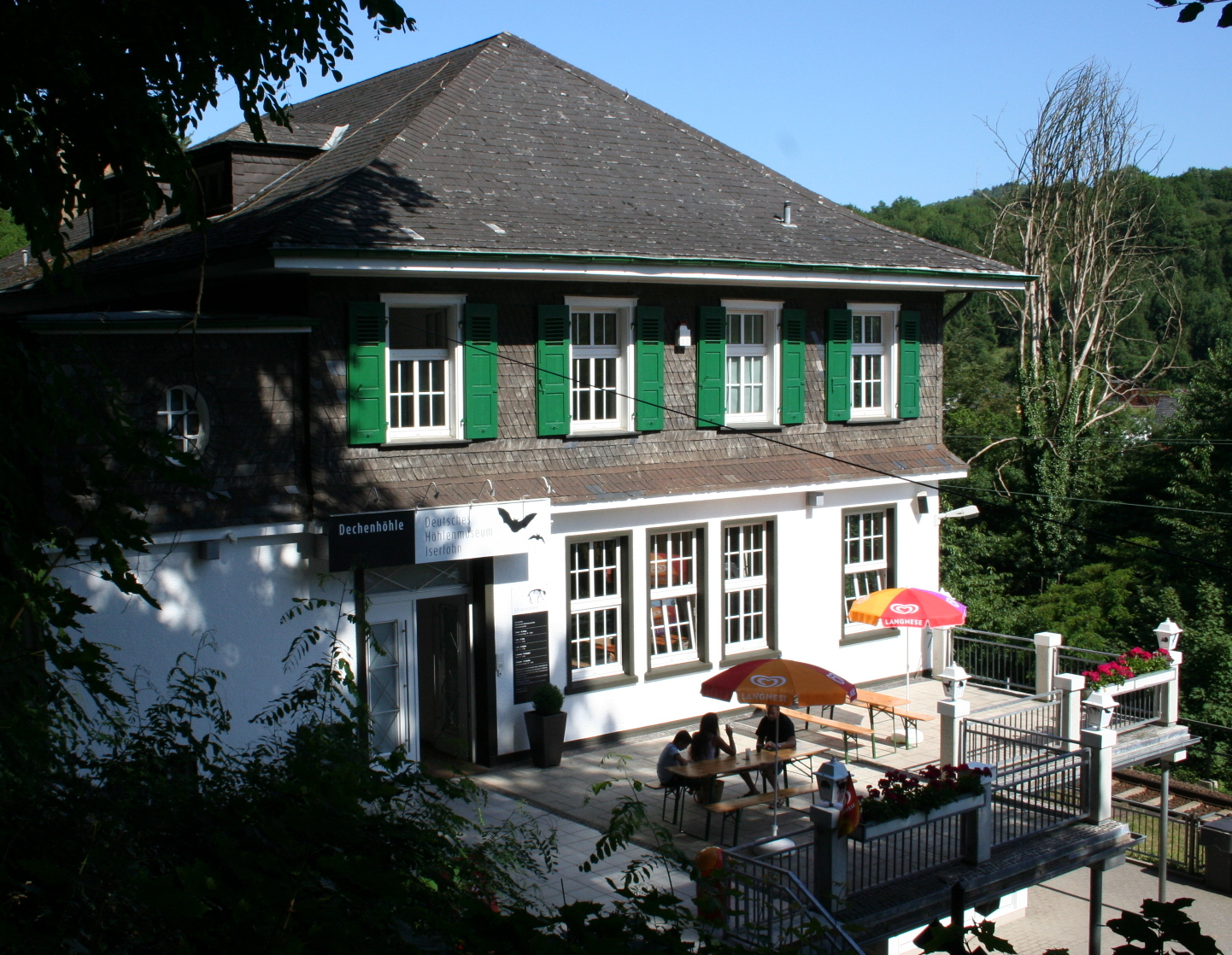
ドイツ洞窟博物館

### ギャラリー
イーザーローンには多くのギャラリーがある。イーザーローン市は、フォン・シャイプレルシェス・ハウスやヴィラ・ヴェッセルの市立ギャラリーで芸術作品の展示を行っている。この他にパルクテアターのギャラリーで、しばしば展覧会が開催される。イーザーローン市の貯蓄銀行本店のクンデンハレでも定期的に芸術作品が展示されている。

### 音楽
イーザーローンにはドイツで最も古い民営ジャズクラブの1つであるジャズクラブ・ヘンケルマンがある。このクラブは1952年に設立された「ホット・クラブ・イーザーローン」が運営している。ヘンケルマンでは、定期的に有名なジャズグループやシンガーが演奏を行っている。
毎年開催されるクラシックギター・フェスティバルを伴うイーザーローン・ギターシンポジウムは、1992年からイーザーローンの音楽文化の確固たる構成要素の1つとなっている。その会場はイーザーローン・パルクテアター、オーベルステ・シュタットキルヒェと、2008年以降はシュヴェールテのヴィリクスト邸が用いられている。エリオット・フィスク、アルヴァロ・ピエリ、ローラン・ディアンス、ロサンゼルス・ギター・カルテットといった国際的に著名なギターリストたちがこのフェスティバルに参加した。
この他の音楽ベントとしては、毎年開催される「イーザーローン音楽の秋の日」（国際マスターコースが開催される）、「イーザーローンのオルガンの夏」、国際ソングライター・フェスティバル「ヴォルトクラング」、「ジャズ・アン・デン・キルヒェン」、「ロック・イン・バーレンドルフ」（年数回行われる）がある。また、1996年からは、毎年聖体の祝日前の水曜日にヴェルミングザー・コーラス「オウッタ・リミッツ」のコンサートが開催されている。
この地域で、あるいは全国的に有名なイーザーローン出身のミュージシャンには、ラッパーの Caput、歌手のサンディー・ヴァーグナー、バンドではペー・ヴェー・ブルースガング、ライヒェンヴェッター、ハルツ・マウル・ウント・シュピール、ツォフ、ルクスレルムがいる。

### 自然

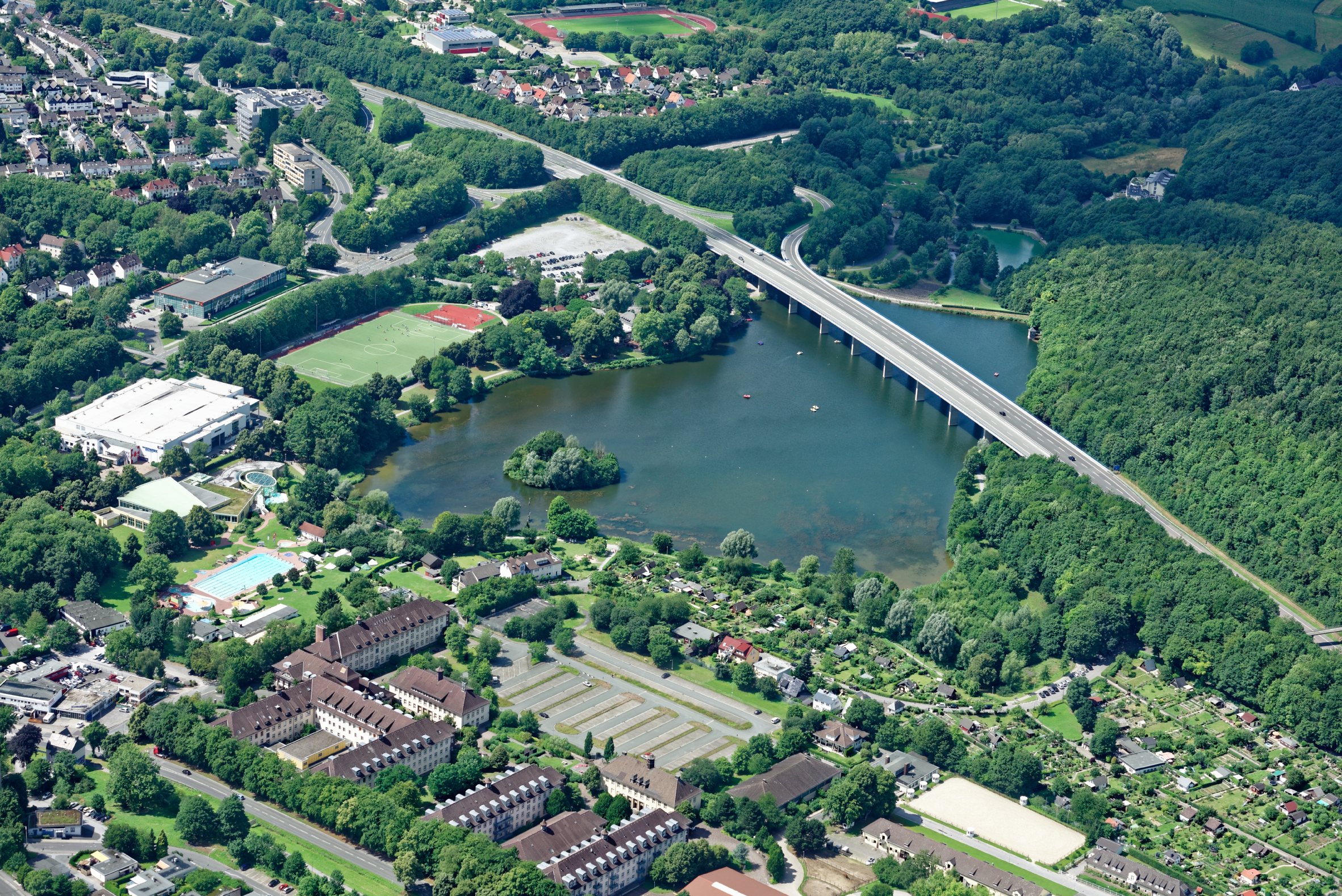
ザイラー湖。写真は南東側から撮影されている。画面左寄りにサッカーグラウンドが見える。その左下にあるのがアイスシュポルトハレである。

イーザーローンの人気のハイキング地の1つがザイラー湖である。この湖は20世紀初めに小さな川をせき止めて造られた人造湖である。1970年代に湖畔にアイスシュポルトハレ（アイススポーツリンク）が建設され、同じ頃にアウトバーン A46号線の橋が湖に架けられた。ここから現在の暫定的な終点であるヘーマー・インターチェンジまではわずか 1 km ほどの距離である。散策やジョギングで湖岸を完全に一周することができる。隣接するザイラーヴァルト（森）は、山歩き愛好者に人気である。湖岸にはこの他にサッカーグラウンド、市立屋内プール「ザイラーゼーバート」（スポーツプールの他、サウナ付き塩泉浴場がある）、屋外プール「シュレッデンホーフ」がある。サッカーグラウンド北側の駐車場は、毎年、復活祭のキルメスの会場として利用される。さらにノルトライン＝ヴェストファーレン州で2番目に大きな花火大会も開催される。
もう一つの、もっと小さな湖が、イーザーローンのシュタットヴァルト（市の森）のダンツ塔近くにあるルーペンタイヒ（ルーペン池）である。市の南部のシュタットヴァルトは、数 km の長さの遊歩道が延びている。アルテナへ向かうドラートハンデルスヴェーク（針金交易の道）には案内板が設けられており、針金交易を記念している。
イーザーローンとヘーマーとを結ぶかつての鉄道軌道跡は2009年11月から自転車道および遊歩道として再開された。全長 3.1 km のこの道は、完全にアスファルト舗装がなされており、インラインスケートやローラースケートでも利用可能である。この道は、古い産業遺産、庭園の脇やドゥローの緑地を通り、オーベーレ・ミューレ付近ではイーザーローン旧市街を望む素晴らしい眺望が得られる。
市の西部には石灰岩の洞窟がいくつか見られる。最も知られており、唯一入ることができる鍾乳洞がデヒェン洞窟で、いくつかのサークルからドイツで最も重要な観光洞窟の1つと賞されている。この洞窟は、1868年の鉄道レトマーテ - イーザーローン線建設時に発見され、延べ約1200万人が見学に訪れた。

### スポーツ
イーザーローンで最も成功しているスポーツが、アイスホッケー、ローラーホッケー、インラインホッケー、ケーゲル、サイクルサッカーで、イーザーローンのチームがドイツ最高のクラスで戦っている。イーザーローン・ルースターズは、ドイツ・アイスホッケーリーガに参加している。ERG イーザーローンは男子はローラーホッケー・ブンデスリーガで、女子も最高クラスに所属している。男子チームはドイツ・マイスター選手権で1976年、1977年、1986年、2006年、2008年、2009年、2015年、2016年、2017年に優勝している。2009年には初めて、マイスター選手権とカップ戦とのダブル優勝を飾った。このクラブの女子チームも成功している。チームは2011年に発足したのだが、翌年から中断することなくドイツ・マイスターを獲得し、2013年を除きポカールをも手にしている。インラインホッケー・クラブ「サムライ・イーザーローン」はドイツ最高クラスで戦っており、1997年と2001年に Schere部門でドイツ・マイスターとなったケーゲルクラブのブラウ・ヴァイス・イーザーローン＝レトマーテ e.V. と同様に、かつては「ブラウ＝ヴァイス・イーザーローン」を名乗っていた。サイクルサッカーでは、R.C.プファイル 07のハイコ・コルデスとダニエル・エンドロヴァイトがイーザーローン市からブンデスリーガに参加している。
イーザーローンの最大のスポーツクラブが約3,300人の会員を擁する TuS イーザーローン 1846 e.V. で、南ヴェストファーレン地方でも最大級のスポーツクラブの1つである。そのバスケットボール部門であるイーザーローン・カンガルースは2018/19年シーズンにバスケットボール・ブンデスリーガ2部プロBに参加した。また、バレーボール第1チームはオーバーリーガで戦っている。SC ヘネも同じくオーバーリーガで戦っており、イーザーローン市の最高クラスの女子バレーボールチームとなっている。
2012年にシュポルトフロイント・エストリヒ＝イーザーローンと TuS イーザーローンのサッカー部門が統合され、FC イーザーローン 46/49 (FCI) が成立した。この新しいクラブの第1チームはまずサッカー・ランデスリーガに属したが、2016/17年シーズンからより高いクラスのサッカー・ヴェストファーレンリーガ（フェアバンツリーガ）に昇格した。FCI の女子B-ジュニア部門はブンデスリーガ西/南西地区でゲームを行っている。F.C.ボルシア・ドレシェーデはランデスリーガ・ヴェストファーレンでプレイしている。
BSC イーザーローンはアーチェリーのクラブであり、2006年にドイツ・マイスターとなった。レトマター TV は2018/2019年シーズンにハンドボール・ランデスリーガに参加した。
水泳クラブでは、水泳の他にレジャースポーツとしてのスイミングスポーツや水球が行われている。SV イーザーローン 1895 の水球チームは、C-ジュニアとD-ジュニアに参加している。ISSV のシニアチームはオーバーリーガに参戦している。ISSVはさらに、B-ユーゲント、C-ユーゲント、D-ユーゲントのチームも有している。
TuS 46 イーザーローンの卓球男子チームは、1950/51年シーズンに当時ドイツの最高リーグであった卓球オーバーリーガに所属していた。

### イベントと余暇
イーザーローンでは、ほとんどすべての地区で様々な射撃祭が開催される。最大の射撃祭はアレクサンダーヘーエで開催される「イーザーローナー・ビュルガーシュッツェンフェライン」（IBSV、直訳: イーザーローン兄弟射撃団）のものである。これは南ヴェストファーレン最大の世俗祭とされている。IBSV-射撃祭の間にいくつものパレードが内市街を練り歩く。日曜日のメインパレードには4万人近い人々が沿道を埋める。
IBSV-射撃祭と同様に1991年から毎年フリーデンスプレーヌムが主催し、農民教会で3日間にわたって開催される音楽フェスティバル「フリーデンスフェスト」も人々を引き寄せる。シュヴール＝レスビッシェ・イニティアティーヴェ・メルキッシャー・クライス e.V.（メルキッシャー郡同性愛者支援活動グループ）は2001年から9月初めの土曜日に、同性愛者のストリートフェスティバル「クリストファー＝ストリート＝デイ・メルキッシャー郡」を内市街で開催している。
毎年多くのキルメスが開催される。たとえば、ザイラー湖のオスター＝キルメス、レトマーテのキリアン＝キルメス、エストリヒのアペルターテン＝キルメスなどである。さらに、レトマーテのブリュッケンフェスト、内市街のヴァルトシュタットフェストおよび「イーザーローン・クリナーリシュ」といった世俗祭も開催される。コンサートシリーズ「ロック・イン・バーレンドルフ」は、様々なーティストによるコンサートが毎年おおむね6回バーレンドルフで開催される。アドベントのシーズンにはレトマーテ、バーレンドルフ、農民教会周辺でクリスマスマーケットが開かれる。
聖霊降臨祭の月曜日には、早朝6時頃にバロッツブルネンへ歩いて行き、そこで「エルフの踊り」を見物して、健康に良いとされる泉の水を飲むのが伝統である。古い伝説によれば、この日にこの水を飲むことで1年長生きができるとされている。
イーザーローンには、あわせて1,274人を収容できる7つのホール、食堂、フリースペースを有するシネマコンプレックスがある。この映画館は建築上、駐車場「シティー」とつながっており、約600台の駐車場が使用可能である。

### 名物料理、食材
イーザーローンはザウアーラントの食文化に属す。この街の最も有名な製品としては、2014年に生産停止となったプリヴァアートブラウエライ・イーザーローンのビール「イーザーローナー・ピルゼナー」があった。2016年からは、これと風味の似た「ダンツテュルムヒェン」という名前の新しいビールが、ハーゲンのフォアマン・ブラウエライで製造されている。この他の名物食品としてはマスタード（トーマス＝ゼンフ）やシュナップス（レニングハウゼン）の製品がある。

## 経済と社会資本

### 経済
中世以来イーザーローンでは金属加工業が盛んである。市内では武具や、後には針金が製造された。また、針の製造は、世界的に輸出される最も重要な産業に発展した。19世紀の初めには、イーザーローンはアルテナやリューデンシャイトともにドイツの最も重要な金属加工産業の中心地の1つとなっていた。現在でも、この街の経済は鉄・金属生産および金属加工に携わる中規模業者を主とする構造によって特徴付けられている。

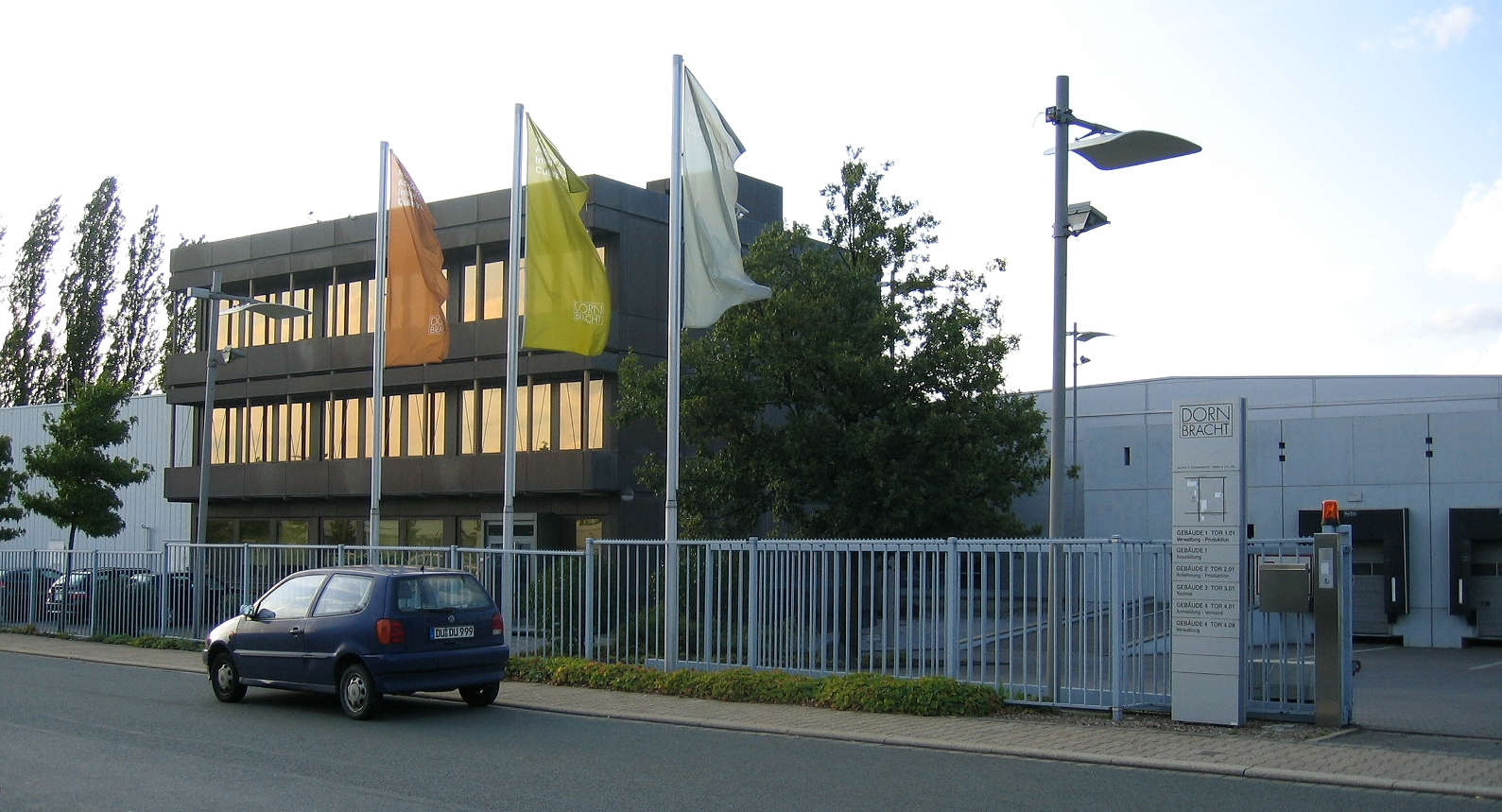
ドルンブラハト社

現在この街の金属加工業者で最も重要な企業は、ヨーロッパ最大の鎖製造業者「ケッテンヴェルケ・ティーレ」と自動車部品供給業者キルヒホフ・ヴィッテ GmbH である。広い意味でこの分野に含まれる企業としてアロイス F. ドルンブラハト GmbH & Co. KG（装備類）や WILA リヒトテクニーク（照明設備）が挙げられる。ヘクシオン（旧モーメンティーフェ、元々はバケリーテ AG）のベークライト製品の製造も長い伝統を持つ。
事務用品の製造部門ではブラウゼ社（ペン、オフィス用品）や DURABLE ヘンケ & ヨッホハイム GmbH & Co. KG（オフィス用品）がある。ヘンゼル・テクスティル GmbH は衣料品産業向けに Einlagestoffe（芯生地）を製造するドイツで唯一の業者である。健康/医療分野では、医薬品製造業者のメディス社や GGT ドイチェ・ゲゼルシャフト・フュア・ゲロントテクニーク GmbH（直訳: GGTドイツ老人工学協会GmbH、健康器具）が特筆に値する。塵芥処理産業では、この街にはロッベ・ホールディング GmbH & Co. KG が業務を行っている。

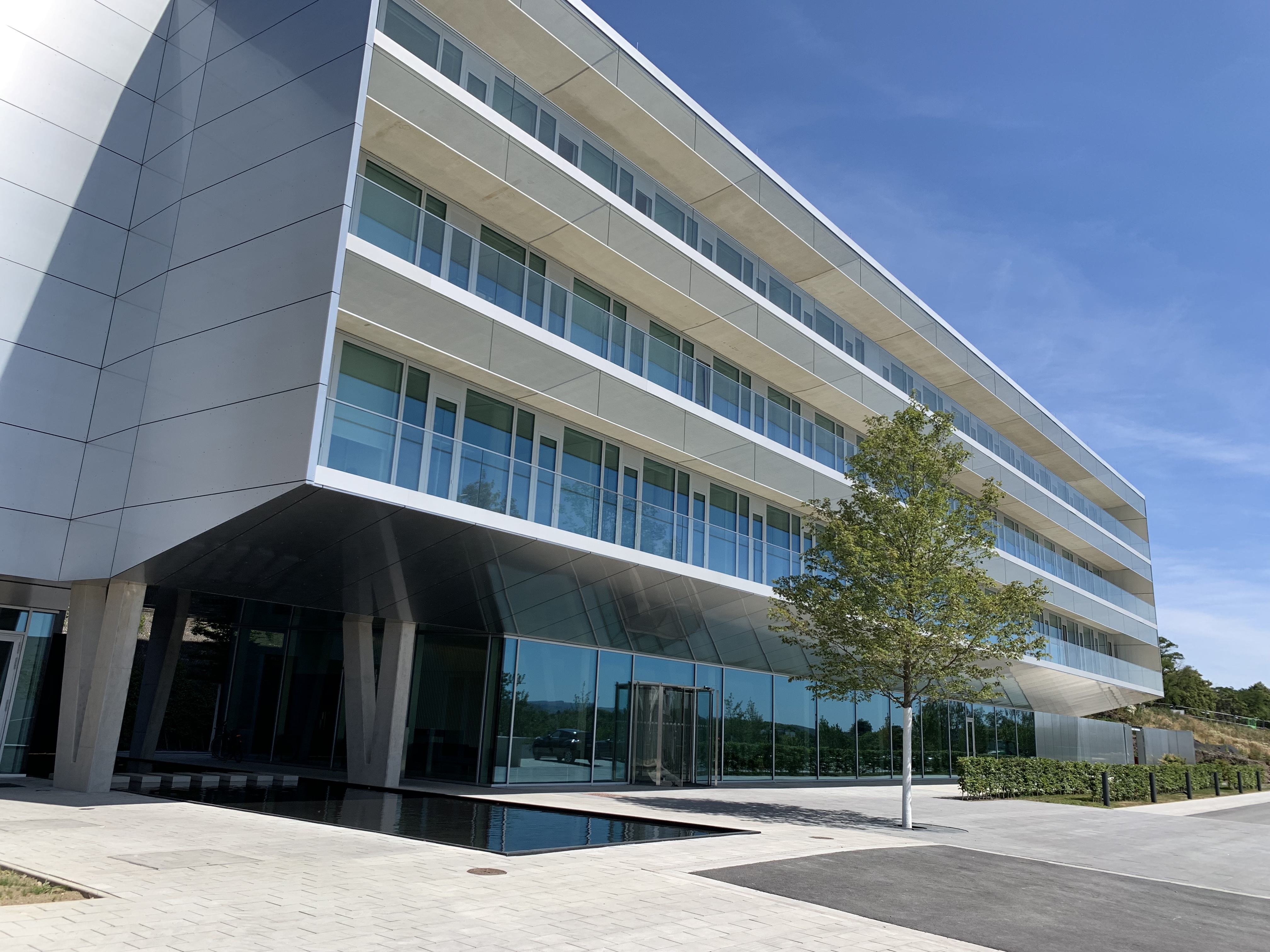
メディス本社

プリヴァアートブラウエライ・イーザーローンも長い歴史を有している。ビール醸造および火酒製造のコンツェルンが子会社を閉鎖しようとしていたため、2003年にこの街の3人の商人がこれを引き継ぎ、民間ブルワリーとして存続させた。このブルワリーは2013年末に破産申請し、破産手続きの公表後2014年4月30日に操業を停止した。
連邦軍駐屯地の閉鎖は、1990年代末から小売業に負の影響を及ぼしていた。第三次産業従事者の数は平均を下回っているものの、イーザーローンはメルキッシャー郡の重要なサービス業の拠点である。2017年6月30日現在にイーザーローンには 36,111人の社会保険支払い義務のある就労者がいた。このうち 13,312人が製造業に従事していた。商業・接客業・交通運輸業・流通業は 6,242人、その他のサービス業は 16,505人、農林水産業は 51人であった。

#### 経済連合および経済団体
イーザーローンは様々な利益連合や経済活動団体の本部所在地である。この街はルール＝レネ雇用者連合およびメルキッシャー郡職人協会の本部所在地である。イーザーローンには経済振興協会、イーザーローン経済活動団、イーザーローン・シティー＝マネージメント e.V.、イーザーローン新興企業サークル e.V.、ノルト経済活動団 e.V. などがある。この他に、ハーゲン商工会議所はイーザーローンにオフィスを有している。

### 交通

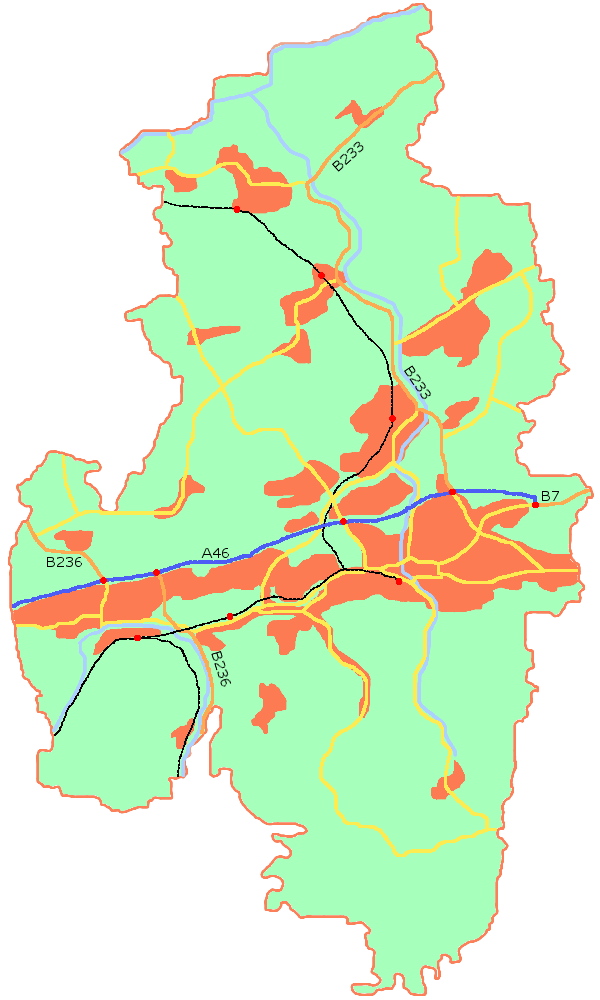
イーザーローン市の主要交通網

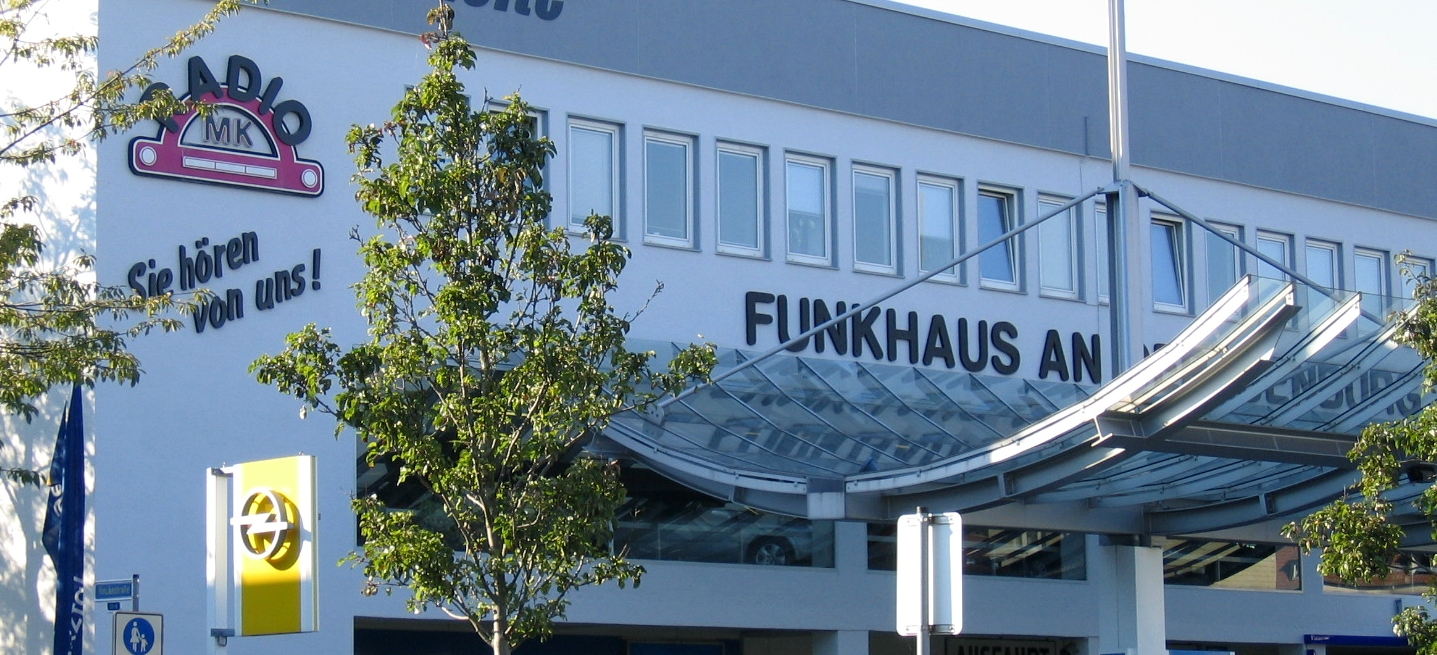
ラジオMK

イーザーローンの交通路は基本的に鉄道または道路によっている。道路網の全長は 527 km である。このうち 11 km がアウトバーン（A46号線、5つのインターチェンジがある）、16 km が連邦道（B7号線、B233号線、B236号線）、数多くの州道が合わせて 56 km である。

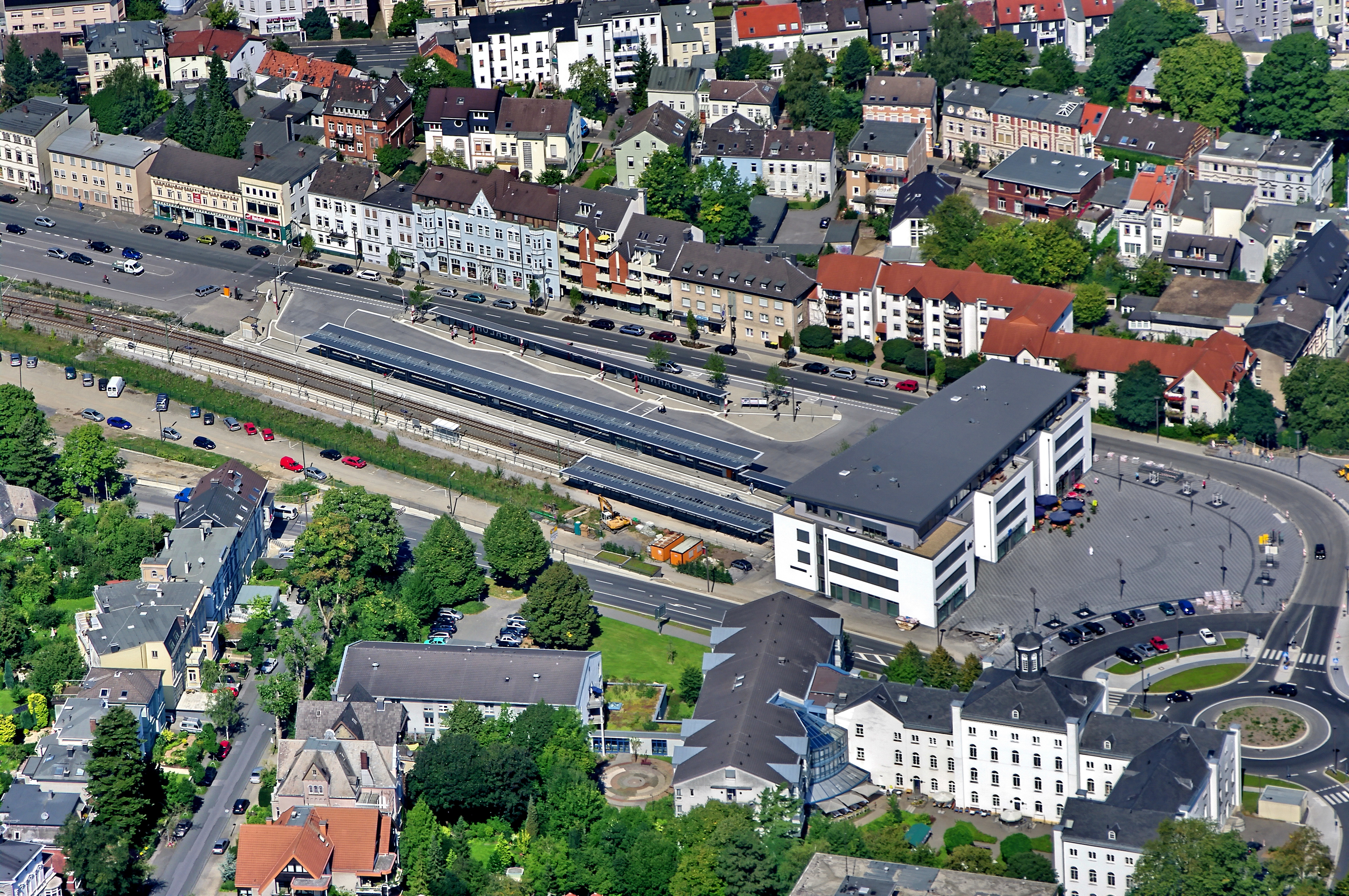
イーザーローン駅

市域を3本の鉄道路線が通っている: イーザーローン＝レトマーテ - イーザーローン線、アルダイ鉄道（イーザーローン - シュヴェールテ - ドルトムント）、ルール＝ジーク線（ハーゲン - イーザーローン＝レトマーテ - ジーゲン）である。市内にはドイツ鉄道の駅が6つ稼働している。アルダイ鉄道は DB レギオ NRW の運営、他の路線はアベリオ・レール NRW が運営している。イーザーローン＝レトマーテ - イーザーローン線はかつてヘーマーまで延伸していたが、延伸部分は撤去された。
空港はなく、軽飛行機・グライダー用飛行場が、ケスベルン（ヘーゲンシャイト）、ライナーマルク、ジュンメルン（ロムブロック）にあるだけである。最寄りの空港はドルトムントにある。
レネ川もルール川も本市での航行できない。最寄りの内陸港はドルトムント港である。

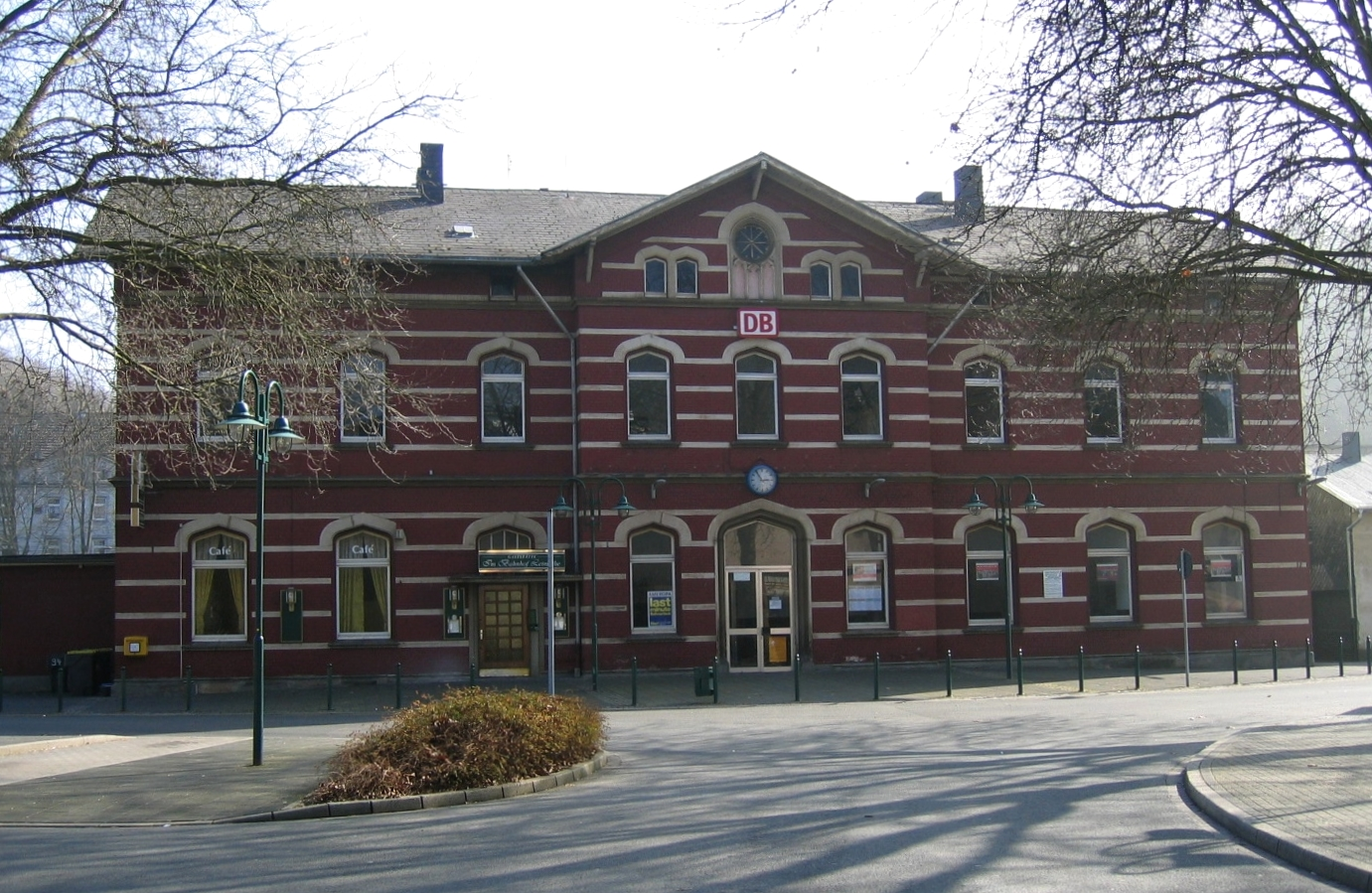
イーザーローン＝レトマーテ駅
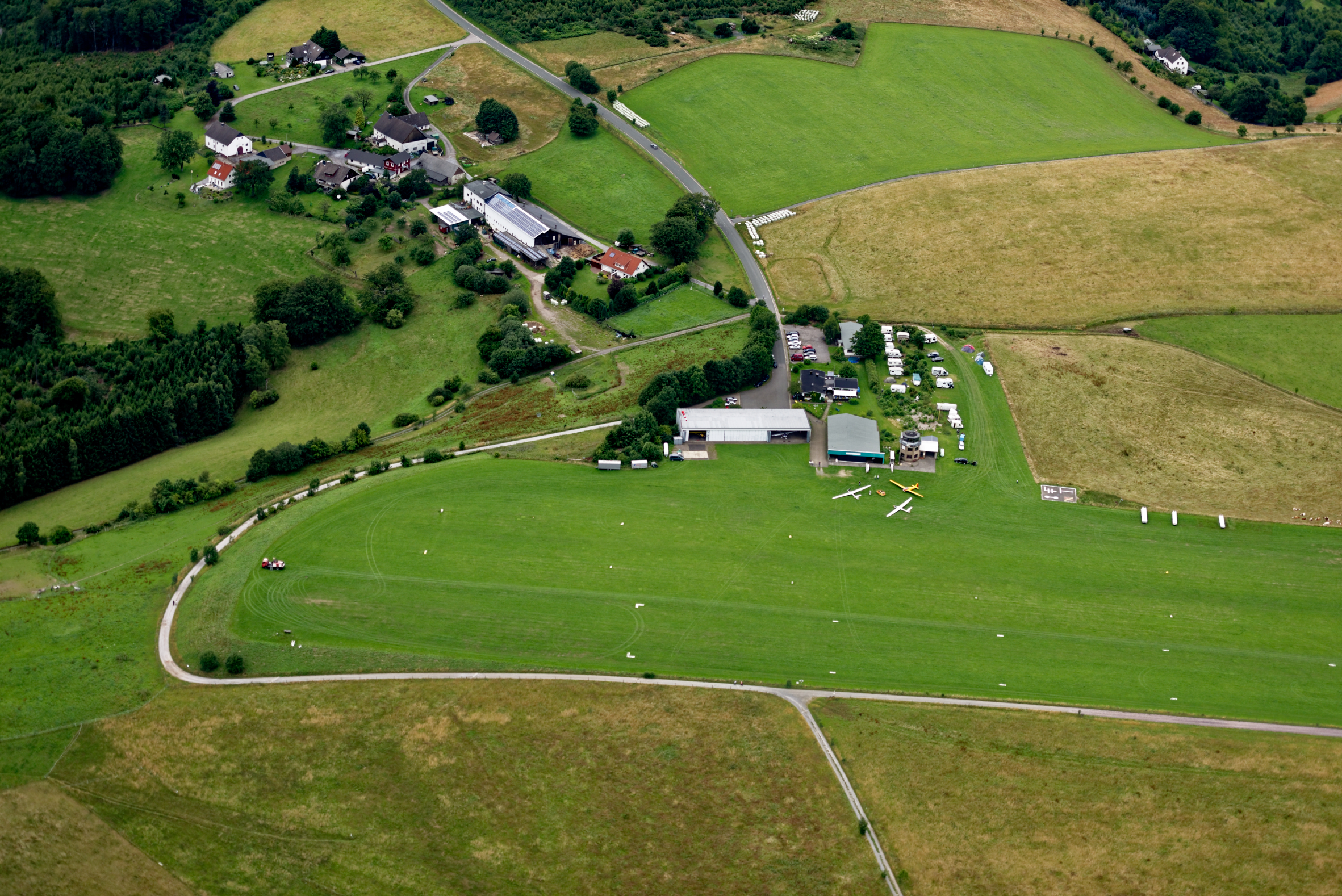
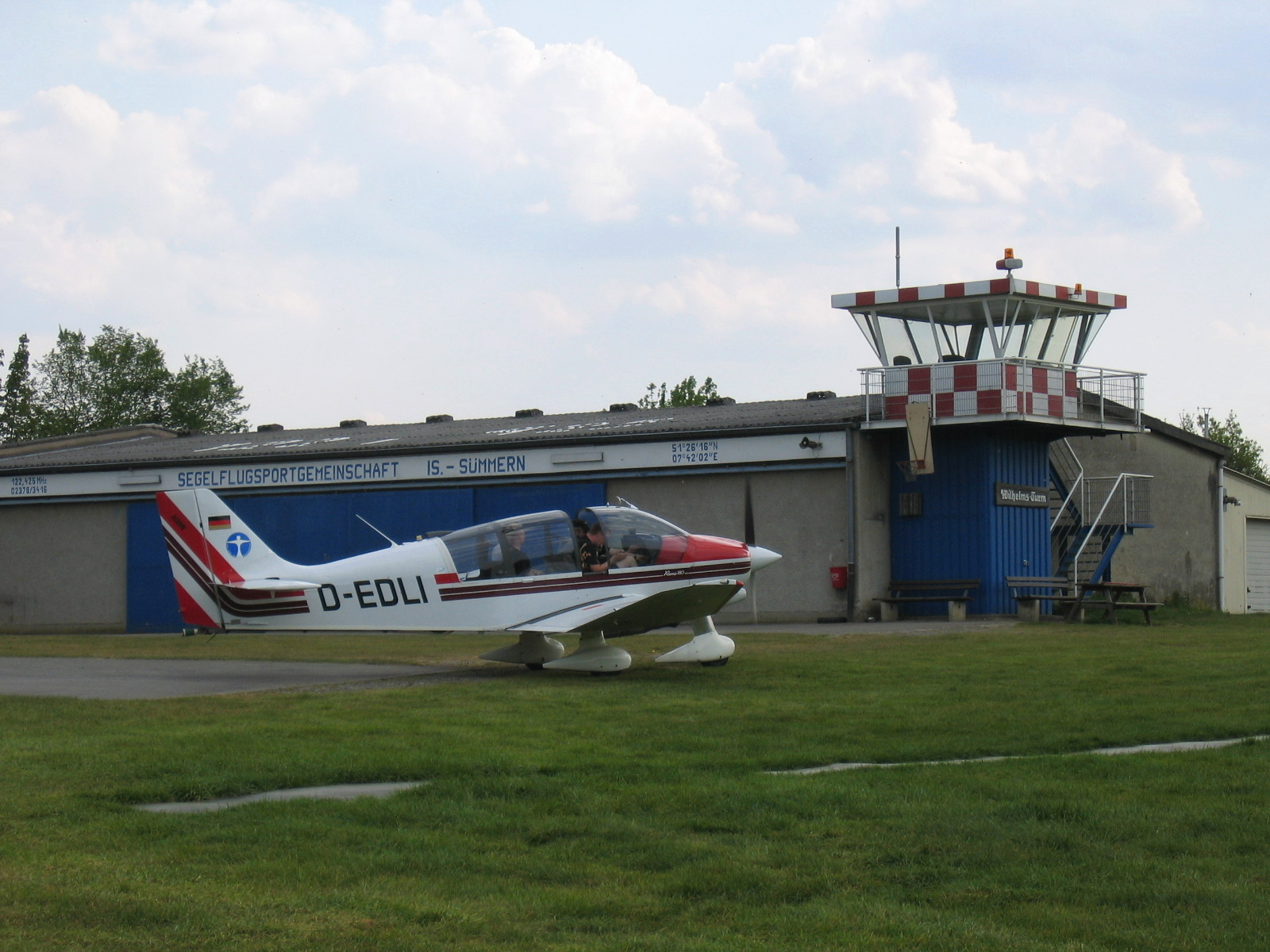
アルテン=ヘーゲンシャイト飛行場
- ジュンメルン飛行場

### メディア
イーザーローンには日刊紙が2紙ある。最も古く発行部数が多いのが「イーザーローナー・クライスアンツァイガー・ウント・ツァイトゥング」である。もう1紙が「ヴェストフェリシェ・ルントシャウ」であるが、そのローカル面は完全に「イーザーローナー・クライスアンツァイガー・ウント・ツァイトゥング」から提供されたものである。広報紙「シュタットシュピーゲル」も刊行されている。
ローカルラジオのラジオ MK はメルキッシャー郡向けのラジオ放送で、イーザーローンに本社がある。イーザーローンの送信所（92.5 MHz）とレトマーテ送信所 (90.8 MHz) から放送されている。

### 公共施設

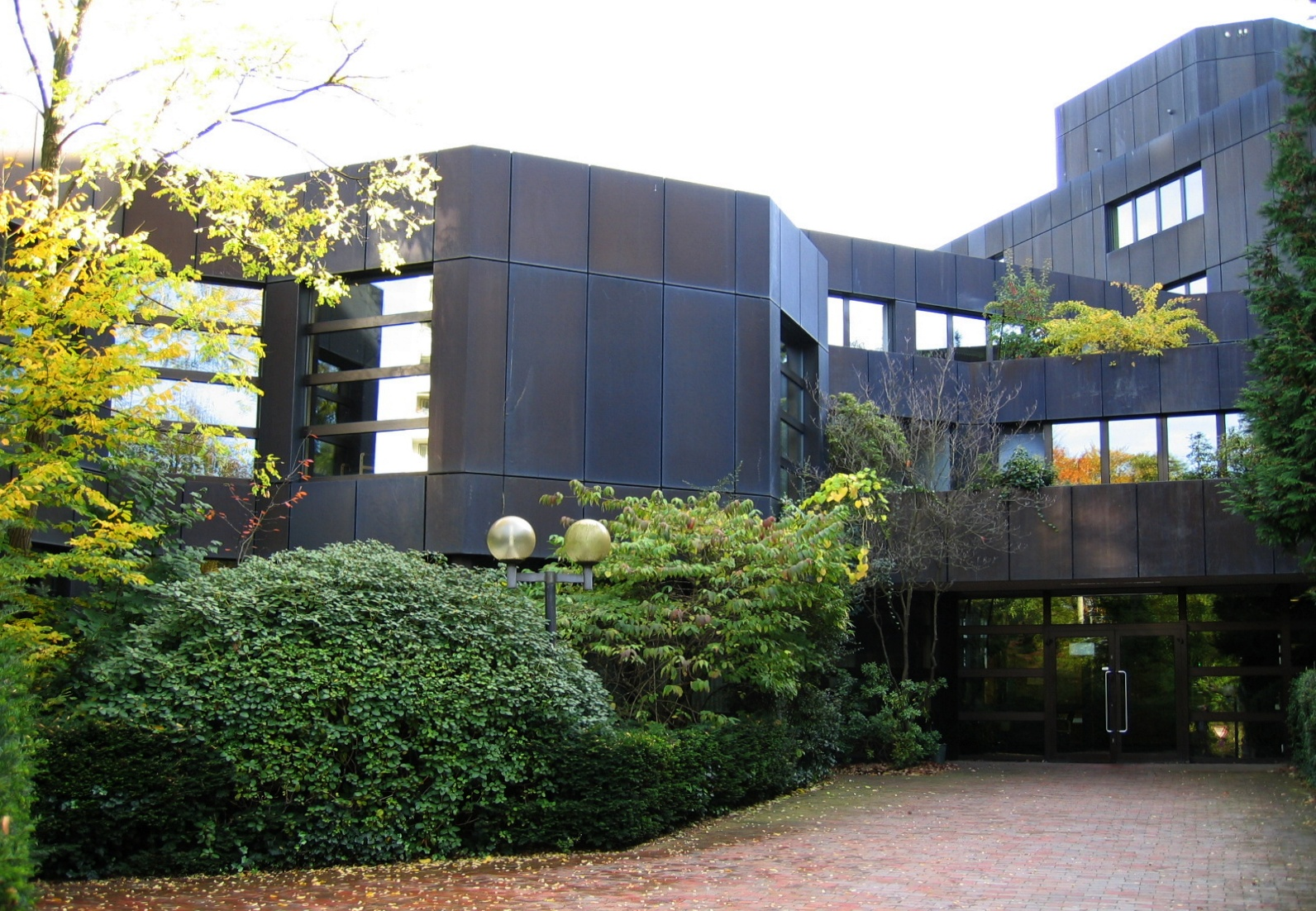
イーザーローン区裁判所

#### 裁判所と役所
イーザーローン区裁判所はイーザーローンとヘーマーを管轄している。イーザーローン労働裁判所はメルキッシャー郡全域を管轄している。
イーザーローンは、メルキッシャー郡の郡警察署の所在地である。イーザーローンに存在するメルキッシャー郡の行政機関はこの他に、保険衛生局、外国人局、獣医局、自動車登録所を含む道路交通局がある。イーザーローン職業安定所はメルキッシャー郡全域を管轄している。ノルトライン＝ヴェストファーレン州建設局のイーザーローン管区は南ヴェストファーレンを統括している。また、この街には税務署もある。
イーザーローン刑務所は、市の北部ドリュップリングゼン市区にある少年刑務所である。

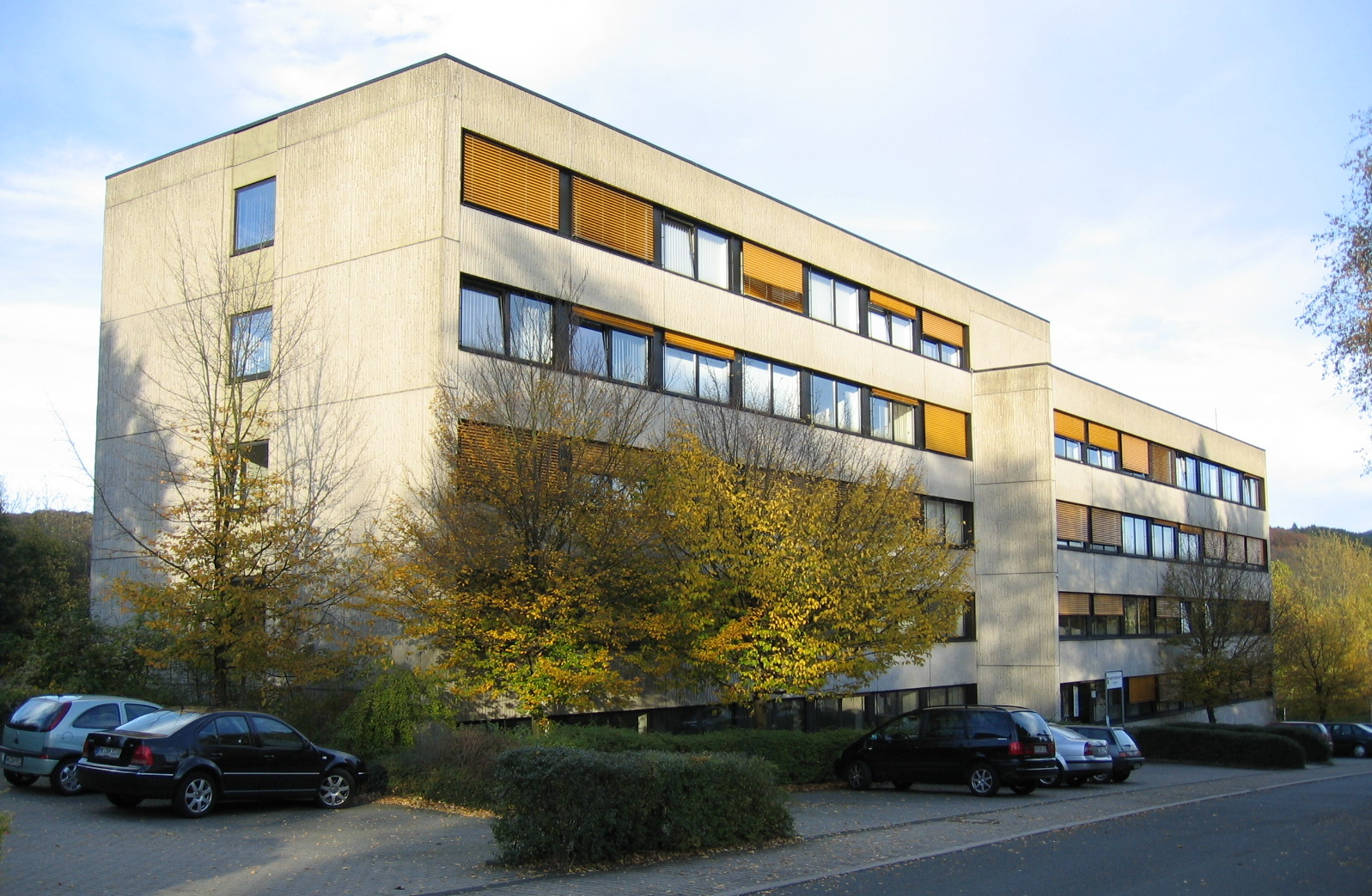
イーザーローン労働裁判所
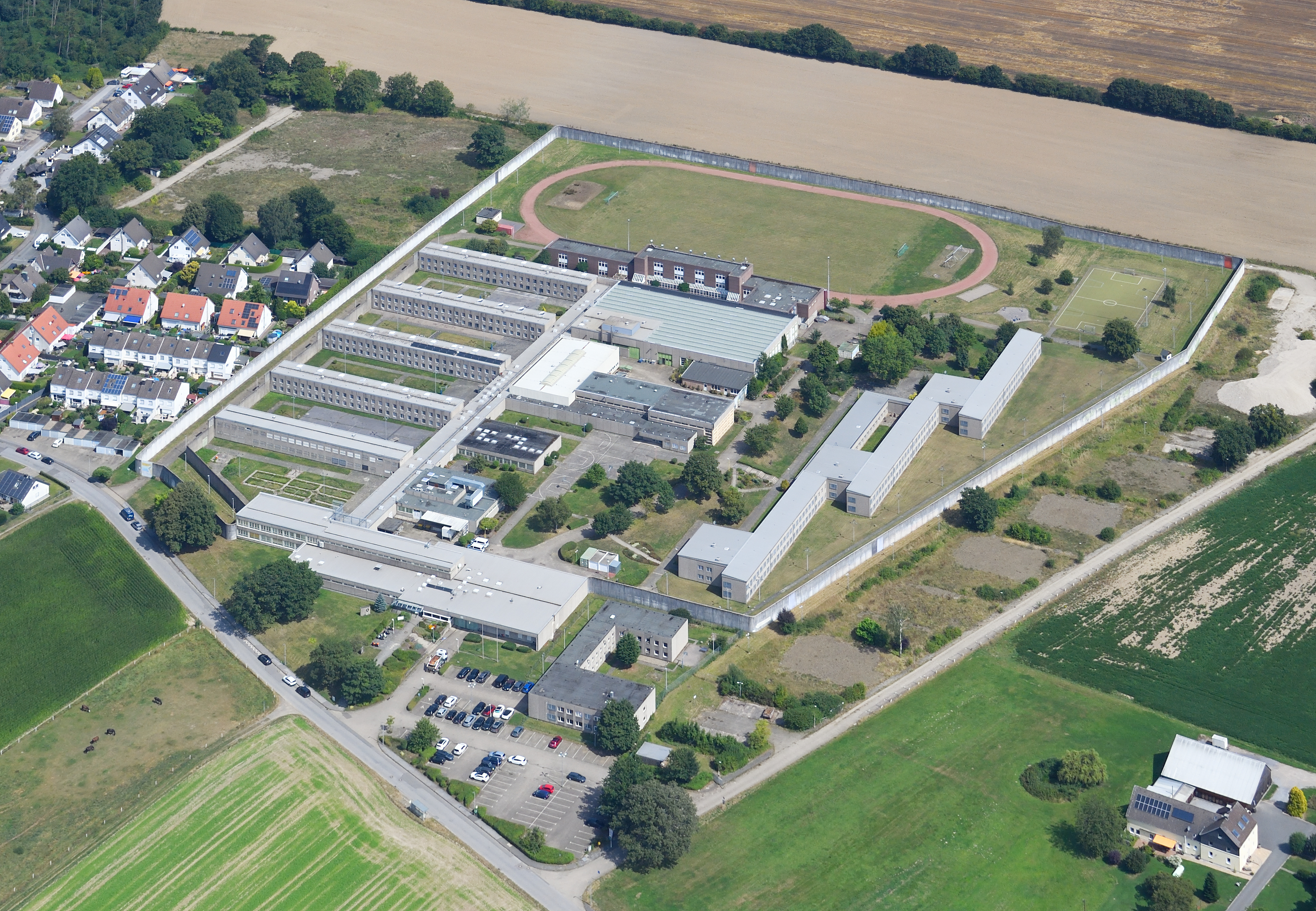
イーザーローン刑務所

#### 健康/保健/衛生
イーザーローンには2つの病院がある。協会が運営する病院は、小児病院を含む福音主義病院「ベタニエン」と、カトリック協会が運営する聖エリーザベト＝ホスピタルである。第3の病院であったメルキッシェ・クリニーケン GmbH 傘下のマリエンホスピタルは2019年11月1日に活動を停止した。市内には、看護学校と小児看護学校がある。市の救命救急サービスは、職業消防団によって護られている。

### 教育、学問

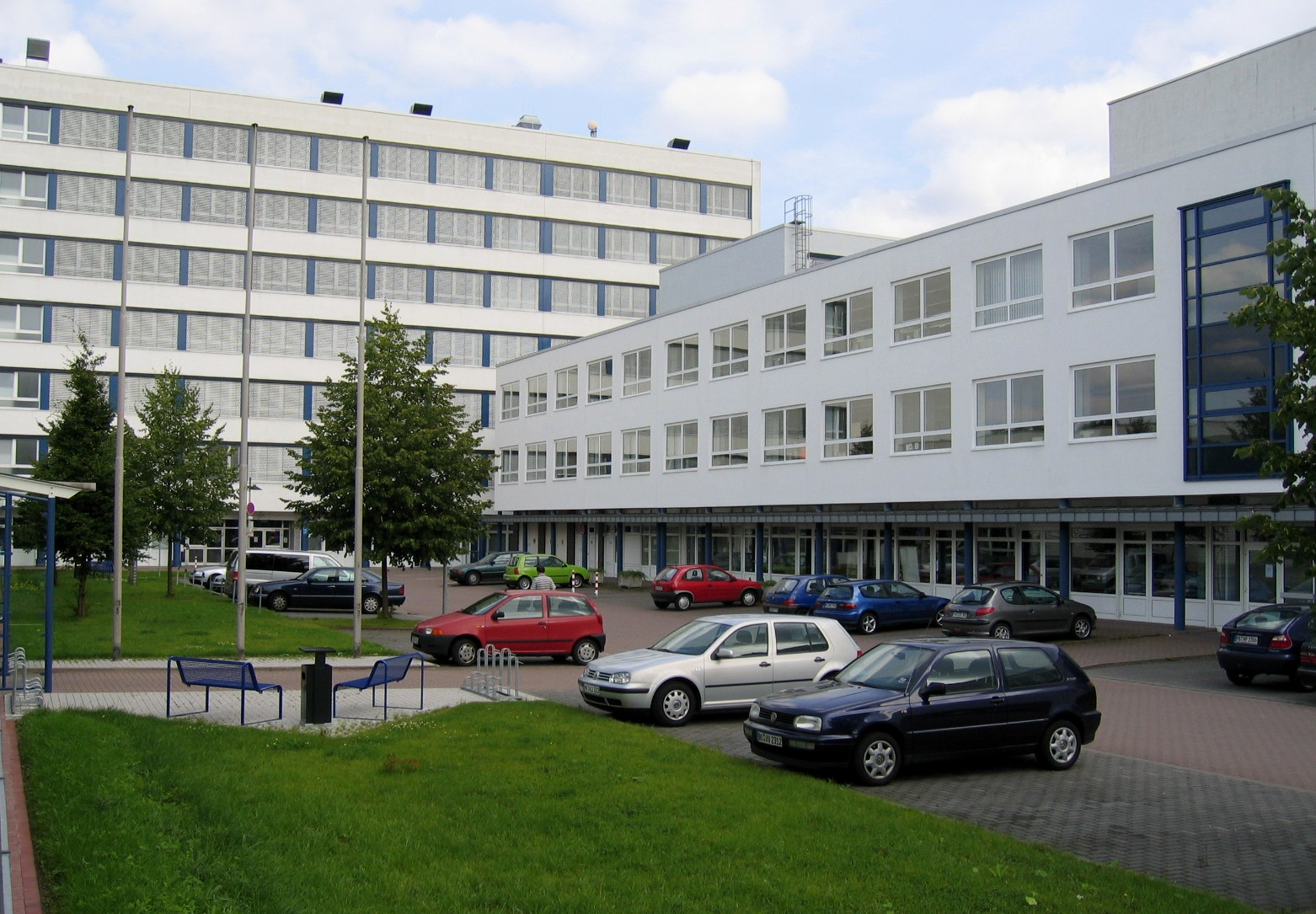
南ヴェストファーレン大学イーザーローン本部

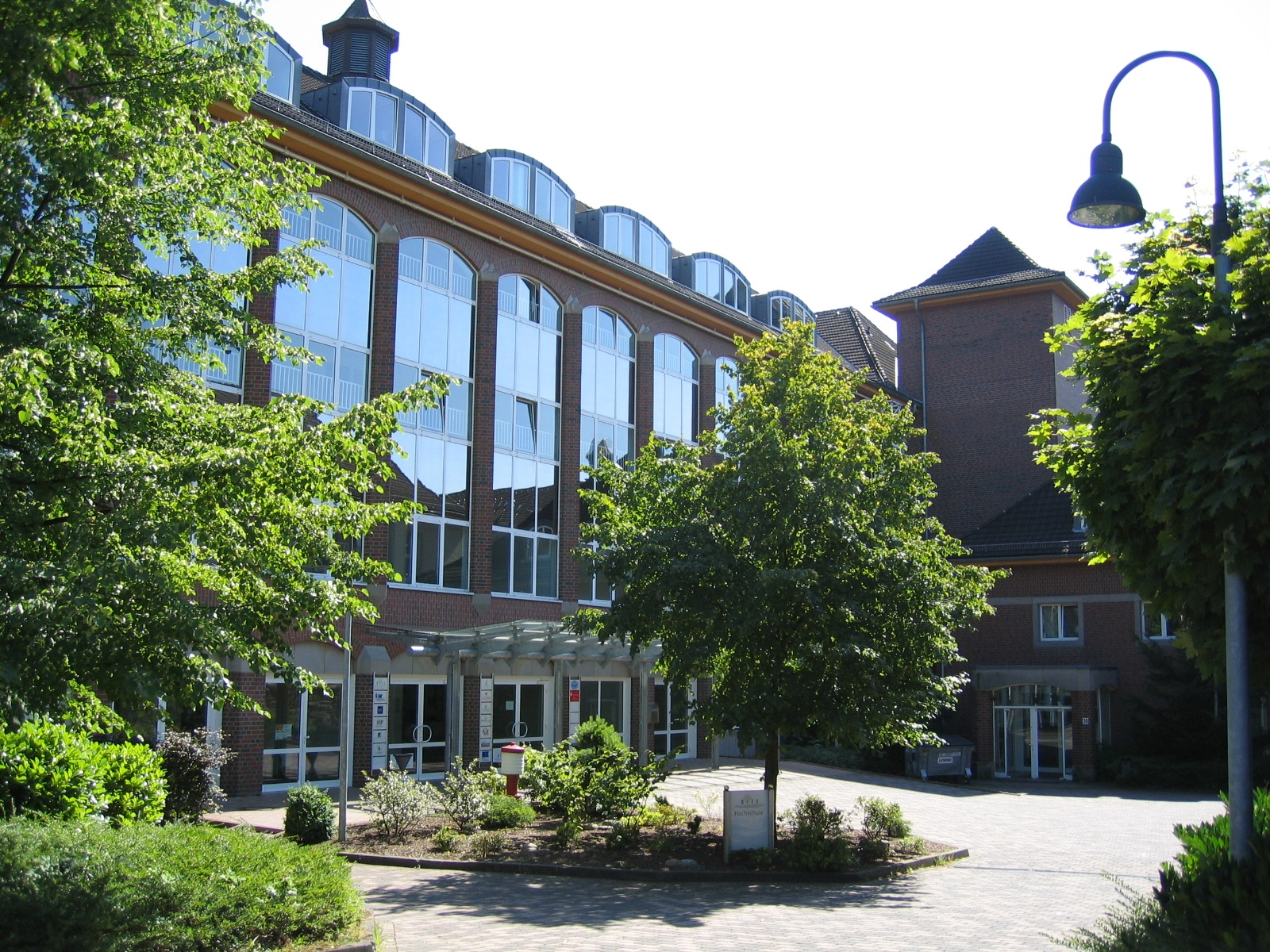
イーザーローン・ビジネスおよび情報工学スクール

イーザーローンは2校の単科大学の所在地である。イーザーローンに本部を置く南ヴェストファーレン専門単科大学（2001年12月31日までは「メルキッシェ専門単科大学）と全国的に有名な私立単科大学ビジネスおよび情報工学スクール (BiTS) である。後者は毎年国際的な学術カンファレンス「キャンパス・シンポジウム」を開催している。
中等教育では、一般的な学校形態はすべて揃っている。市立ギムナジウム3校、すなわちメルキッシェス・ギムナジウム、ギムナジウム・アン・デア・シュテナー、ギムナジウム・レトマーテの他に、寄宿制の私立ギムナジウム「インターナートシューレ・アム・ザイラーゼー」がある。さらにギムナジウム上級課程を含む統合型総合学校2校、実科学校2校、本課程学校2校がある。
初等教育では、基礎課程学校が14校ある。このほかに養護学校3校と病者用学校が1校ある。
テオドール＝ロイター職業補修高等専門学校イーザーローンが州立職業補修高等専門学校として職業教育に取り組んでいる。この学校はノルトライン＝ヴェストファーレン州が運営しており、製造技術、電子工学に重点を置いている。また、メルキッシャー郡の職業補修高等専門学校、メルキッシャー郡手工業協会 e.V. の職業訓練センター、DGB の職業教育施設、ドイツ就労者アカデミー、フリーデリケ＝フリートナー＝シューレ（社会学・健康保健学の福音主義職業専門学校）がある。
イーザーローン市は、市民大学、旧市庁舎内のイーザーローン市立図書館、市立文書館、音楽学校を運営している。ファールンハーゲン図書館は歴史的な書物コレクションである。ドイツ塵芥処理業図書館は、塵芥処理および排出をテーマとする専門図書館である。イーザーローン市のフローリアーンスドルフは、ドイツ初の子供防火センターとして防火に特化して取り組んでいる。
この他の教育機関としては、州認定の補助学校イーザーローン青年芸術学校、ノルトライン＝ヴェストファーレン・バレエおよびダンスセンター e.V.や、maxQ（州認定の物理療法・理学療法学校）がある。

## その他
ウナアー広場のグロッケンシュピールは、エミール・リッタースハウスが1869年に旅館「ツーア・ポスト」で作曲した「ヴェストファーレンの歌」を奏でる。
城塞都市であった歴史的背景により、田中芳樹の小説でアニメシリーズにもなった「銀河英雄伝説」の宇宙要塞の名前としてイーザーローンが選ばれた（作中では「イゼルローン」と表記されている）。

## 人物
イーザーローンの主要人物は、様々な社会分野に存在する。たとえば、教師で後に名誉市民となったエルンスト・ダンツが挙げられる。彼はシュタットヴァルトの植林を行った。この街の象徴的建造物であるダンツ塔は彼にちなんで命名された。評価の定まっていない名誉市民が教師で作家のフリッツ・キューンである。彼は NSDAP の党員であった。イーザーローンには彼にちなんで命名された広場がある。
イーザーローンで生まれた有名な企業家として、テオドール・ミュレンジーフェン、フリードリヒ・ゼンネッケン、ヘルマン・ディートリヒ・ピーペンシュトックが挙げられる。有名な芸術家がヴィルヘルム・ヴェッセルである。彼らの名誉をたたえて通りや建物が命名されている。この他に芸術家エルンスト・ドスマンも有名である。
近年ではイーザーローンのキャバレティストのヨーヒェン・ブッセや宇宙飛行士ウルリヒ・ヴァルターが知られている。

### 出身者
- ヨハン・シュテファン・ピュッター（ドイツ語版、英語版）（1725年 - 1807年）法学教師、著述家
- ルートヴィヒ・ノール（ドイツ語版、英語版）（1831年 - 1885年）音楽学者、音楽評論家
- フリードリヒ・ゼンネッケン（ドイツ語版、英語版）（1848年 - 1919年）商人、企業家、発明家、グラフィック・デザイナー
- アレクサンダー・プフェンダー（ドイツ語版、英語版）（1870年 - 1941年）哲学者
- カール・ラッシェ（1892年 - 1951年）ナチス親衛隊指導者（親衛隊大隊長を務めた）、ドレスナー銀行取締役および広報担当
- コンタルスキー兄弟（アロイス（1931年 - 2017年）、アルフォンス（1932年 - 2010年）兄弟デュオのピアニスト
- ベルンハルト・コンタルスキー（1937年 - ）指揮者、ピアニスト
- ハーム・クリューティング（ドイツ語版、英語版）（1949年 - ）歴史家、神学者、大学教授、ローマ＝カトリック聖職者
- ライナー・マウスフェルト（1949年 - ）キール大学心理学教授
- フォルカー・フィッシャー（ドイツ語版、英語版）（1950年 - ）フェンシング選手。オリンピックに3回出場し、1984年ロサンゼルスオリンピックのエペ団体で金メダルを獲得した。
- ウルリヒ・ヴァルター（ドイツ語版、英語版）（1954年 - ）宇宙飛行士
- マティアス・メリングハウス（ドイツ語版、英語版）（1965年 - ）ボート選手。1988年ソウルオリンピック金メダリスト。2000年からバンクーバーに住み、映画監督を務めている。
- ブライアン・グリン（ドイツ語版、英語版）（1967年 - ）カナダのアイスホッケー選手
- エーリク・ヴァイスプフェニヒ（ドイツ語版、英語版）（1969年 - ）自転車競技選手
- トーレ・シェーレマン（ドイツ語版、英語版）（1984年 - ）俳優、テレビ司会者
- ダヴィド・コパチ（1999年 - ）サッカー選手
- ダヴィッド・ベックマン（ドイツ語版、英語版）（2000年 - ）レーシングドライバー

### ゆかりの人物
- ハリー・ボルト（ドイツ語版、英語版）（1930年 - ）馬場馬術選手。1964年東京オリンピック銀メダリスト。
- マイク・ヨーク（ドイツ語版、英語版）（1978年 - ）アメリカのアイスホッケー選手。2004/05年シーズンおよび2011年から2016年までイーザーローン・ルースターズに所属した。
- ミヒャエル・ヴォルフ（ドイツ語版、英語版）（1981年 - ）アイスホッケー選手。2005年から2014年までイーザーローン・ルースターズに所属した。230ゴールのドイツ・アイスホッケーリーグ記録保持者。
- パウル・ツィーミアク（ドイツ語版、英語版）（1985年 - ）政治家。

## 関連図書
- Götz Bettge (1987). Iserlohn-Lexikon. Iserlohn: Hans-Herbert Mönnig Verlag. ISBN 978-3-922885-37-5
- Margret Kirchhoff (2003). Pulsschläge einer Stadt. Die Oberste Stadtkirche Iserlohn – Zeitbilder und Momentaufnahmen. Kirchhoff
- Fritz Kühn (1967). Liebes altes Iserlohn. Iserlohn: Verlag Buchhandlung Alfred Potthoff Iserlohn
- Peter Müller; Günter Stalp (1995). Unsere gute alte Straßenbahn. Eine Reise in die Vergangenheit. Iserlohn: Mönnig. ISBN 978-3-922885-78-8
- Paul Hermann Schieber; Reinhard Kirste (1984). Die Bauernkirche in Iserlohn (Auflage ed.). Iserlohn. ISBN 978-3-922885-00-9
- Willi Brasse et al. (text); Leo Weyer (photo) (1971). Iserlohn. Frankfurt am Main: Weidlich-Verlag. ISBN 978-3-8035-0444-9
- Stadt Iserlohn, ed (1968). Fritz Kühn zum Gedächtnis, Beiträge zur Geschichte Iserlohns, Schriftenreihe vom Haus der Heimat Nr. 12. Iserlohn
- Wilhelm Schulte (1937). Stadt Iserlohn unter Förderung durch die Historische Kommission der Provinz Westfalen und den Landkreis Iserlohn. ed. Iserlohn – Die Geschichte einer Stadt, Band 1. Iserlohn
- Wilhelm Schulte (1938). Stadt Iserlohn unter Förderung durch die Historische Kommission der Provinz Westfalen und den Landkreis Iserlohn. ed. Iserlohn – Die Geschichte einer Stadt, Band 2: Iserlohner Urkundenbuch
- Walter Vollmer (1963). “Iserlohn”. Westfälische Städtebilder. Gütersloh. pp. 268-
- Adelheid L Rüter-Ehlermann; C. F. Rüter (1970). Justiz und NS-Verbrechen. ed. “Landgericht Hagen, 29. März 1949”. Sammlung deutscher Strafurteile wegen nationalsozialistischer Tötungsverbrechen 1945–1966 (Amsterdam: University Press) IV (131):  368–386.

### 訳注
1. ↑  キルメス (ドイツ語: Kirmes) は教会開基祭を起源とする民俗祭である。